# Monety Edwarda VIII

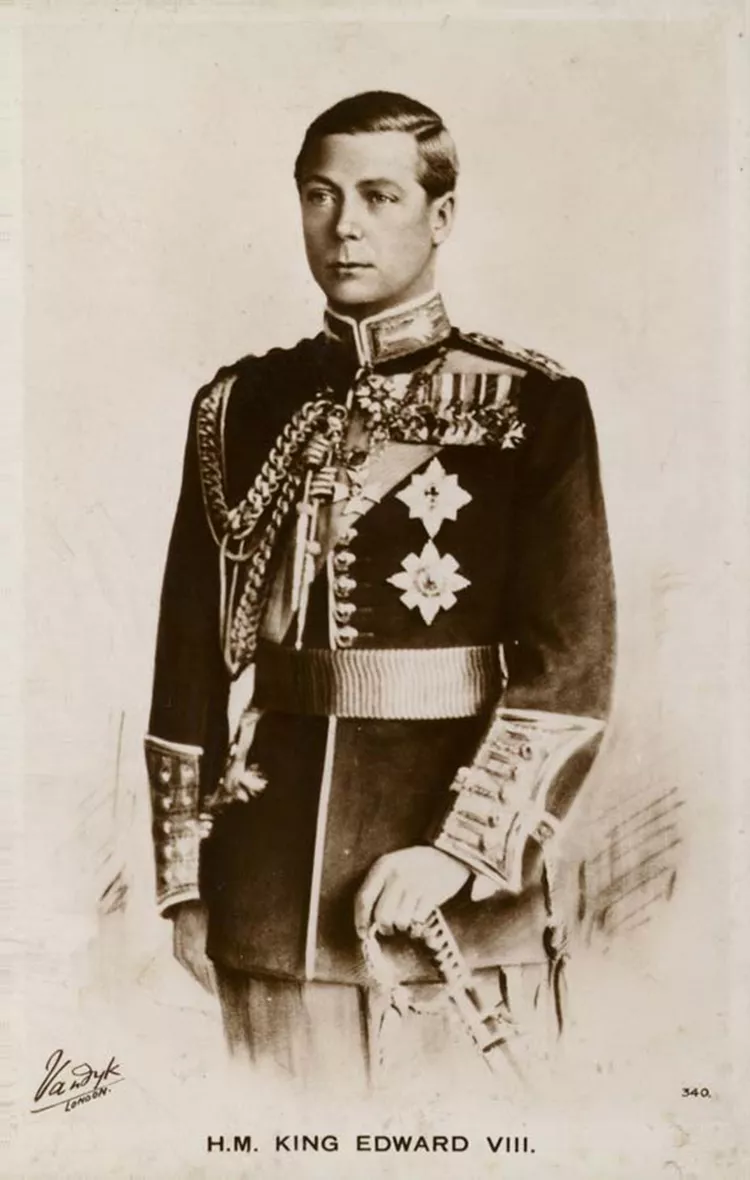
Edward VIII jako król Wielkiej Brytanii i brytyjskich dominiów oraz cesarz Indii (1936 rok).

Monety Edwarda VIII – ogół monet brytyjskiego króla Edwarda VIII wybitych w krótkotrwałym okresie od objęcia przez niego tronu w styczniu 1936 roku aż do jego abdykacji w grudniu tego samego roku. W związku z abdykacją produkcja monet Edwarda VIII przeznaczonych do obiegu w Wielkiej Brytanii nigdy się nie rozpoczęła, a w brytyjskiej Mennicy Królewskiej (The Royal Mint), która była już w zaawansowanym stadium przygotowań, zdążono jedynie wybić niewielką liczbę próbnych monet (pattern coins) w celach testowych i prezentacyjnych. Większość z nich przechowywana jest obecnie w Muzeum Mennicy Królewskiej (The Royal Mint Museum) w Llantrisant, w Muzeum Brytyjskim (The British Museum) w Londynie, w Kolekcji Królewskiej (The Royal Collection) należącej do brytyjskiej rodziny królewskiej oraz w tzw. Kolekcji Tyrana (The Tyrant Collection) w Stanach Zjednoczonych. Pojedyncze próbne monety Edwarda VIII, znajdujące się w rękach prywatnych, osiągają często na aukcjach rekordowe ceny. 
W przypadku zamorskich monet Edwarda VIII, przeznaczonych do użytku w różnych częściach imperium brytyjskiego, produkcja monet o niższych nominałach (bez wizerunku królewskiego) ruszyła jeszcze w 1936 roku i w Brytyjskiej Afryce Wschodniej, Brytyjskiej Afryce Zachodniej, Terytorium Nowej Gwinei i Fidżi zdążyły one trafić do obiegu jeszcze przed abdykacją króla. W imieniu swoim i Edwarda VIII wybijali swoje monety również niektórzy lokalni władcy w Indiach Brytyjskich. Na rynku kolekcjonerskim dostępne są także liczne nieoficjalne naśladownictwa monet tego króla. 

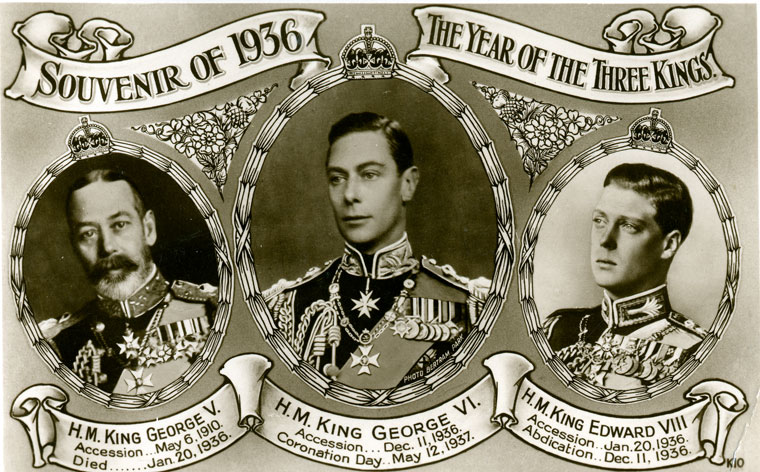
„Rok trzech królów” – pamiątka ze zdjęciami trzech brytyjskich królów (Jerzego V, Edwarda VIII i Jerzego VI), którzy wszyscy panowali w tym samym, 1936 roku

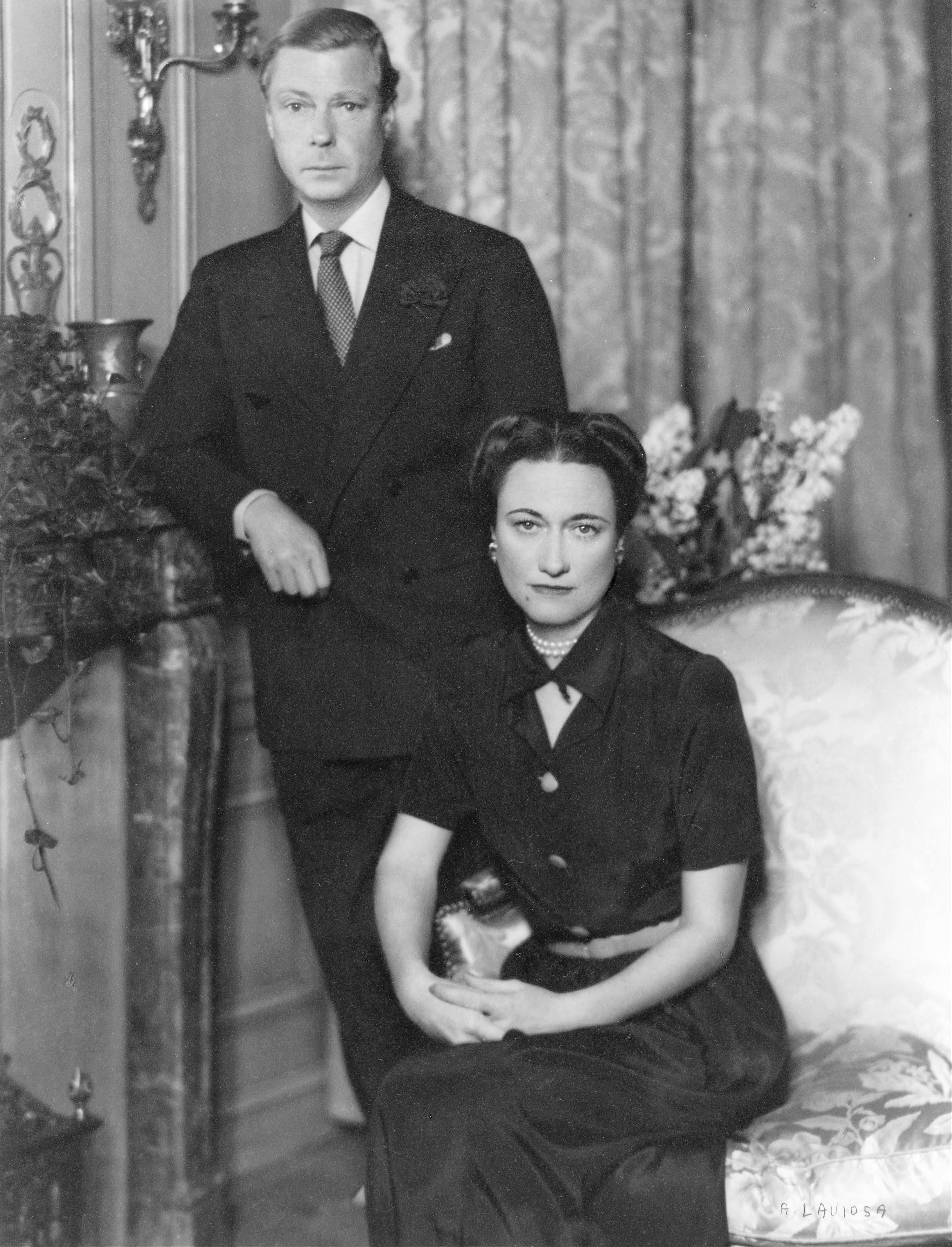
Edward, już jako książę Windsoru, wraz ze swoją żoną

## Życiorys Edwarda VIII
Edward urodził się 23 czerwca 1894 roku i będąc następcą brytyjskiego tronu cieszył się dużą popularnością jako książę Walii. 20 stycznia 1936 roku zmarł jego ojciec, Jerzy V, a on sam objął tron jako Edward VIII. Niedługo po przejęciu rządów, jeszcze w tym samym roku, ogłosił on, iż zamierza pojąć za żonę Wallis Simpson, amerykańską rozwódkę. Ślub króla z rozwódką oznaczałby wielki religijny i polityczny skandal, a ponieważ Edward VIII nie chciał zrezygnować z planów małżeństwa, postanowił zrzec się tronu i abdykował 10 grudnia 1936 roku na rzecz swego młodszego brata, późniejszego króla Jerzego VI. Już jako Edward, książę Windsoru, poślubił on Willis Simpson we Francji, gdzie żyli na zesłaniu. W latach 1940–1945 pełnił urząd gubernatora Bermudów. Zmarł 28 maja 1972 roku.

## Monety brytyjskie Edwarda VIII

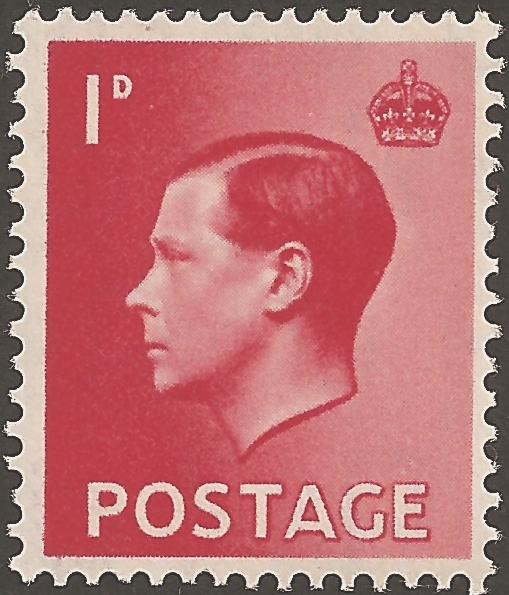
Zdjęcie lewego profilu Edwarda VIII umieszczone na jednym ze znaczków tego władcy. Wybrane ono zostało spośród zdjęć zrobionych przez fotografa Hugh Cecila w trakcie jego sesji fotograficznej z królem. Z wykonanych wówczas zdjęć korzystali również artyści przygotowujący modele portretów królewskich, które umieszczone być miały na monetach.

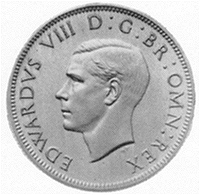
Awers srebrnych monet Edwarda VIII z portretem tego króla autorstwa Humphreya Pageta oraz inskrypcją EDWARDVS VIII D: G: BR: OMN: REX

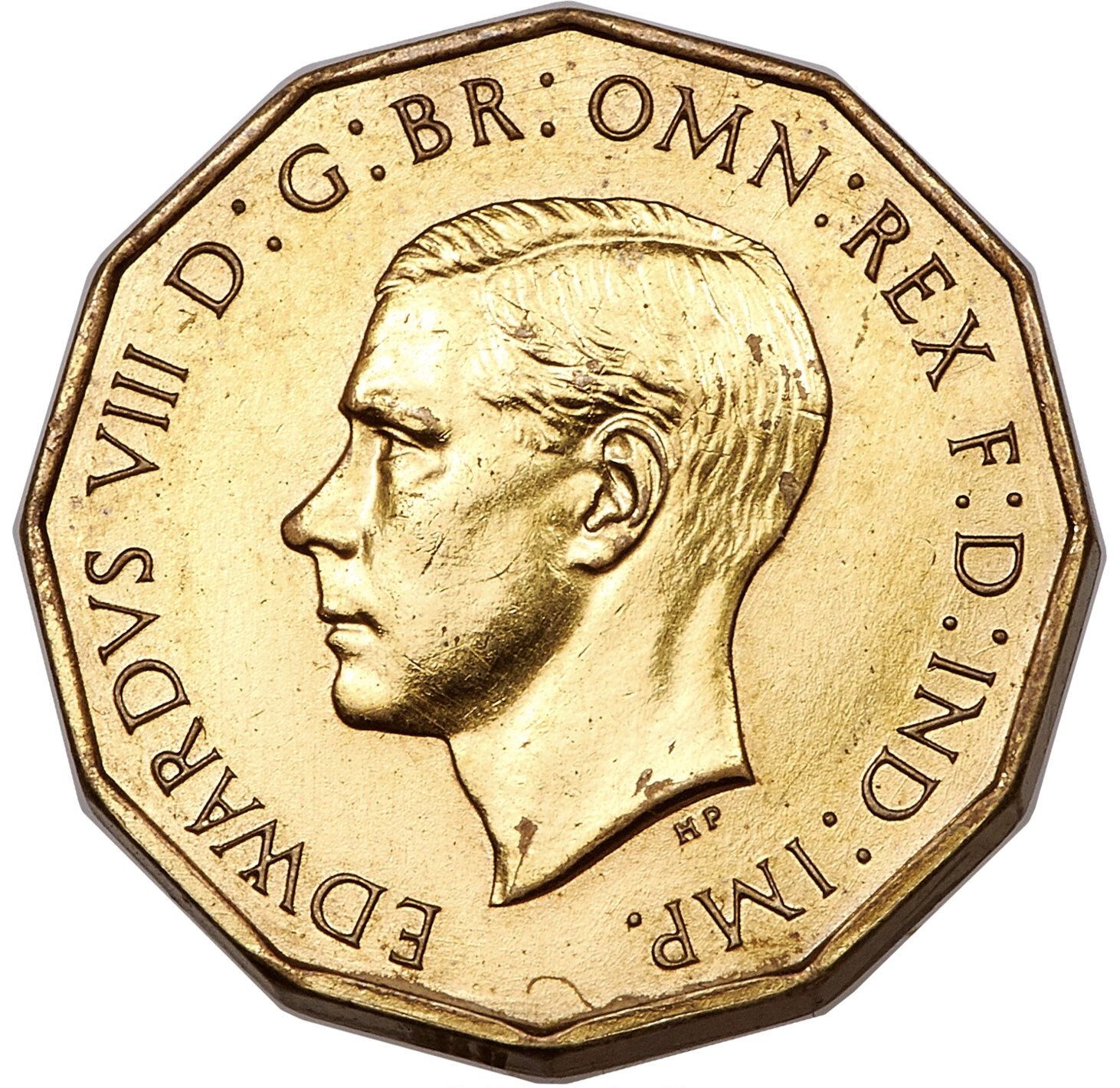
Awers niklowo-mosiężnych trzypensówek Edwarda VIII z portretem tego króla autorstwa Humphreya Pageta oraz inskrypcją EDWARDVS VIII D: G: BR: OMN: REX F: D: IND: IMP.

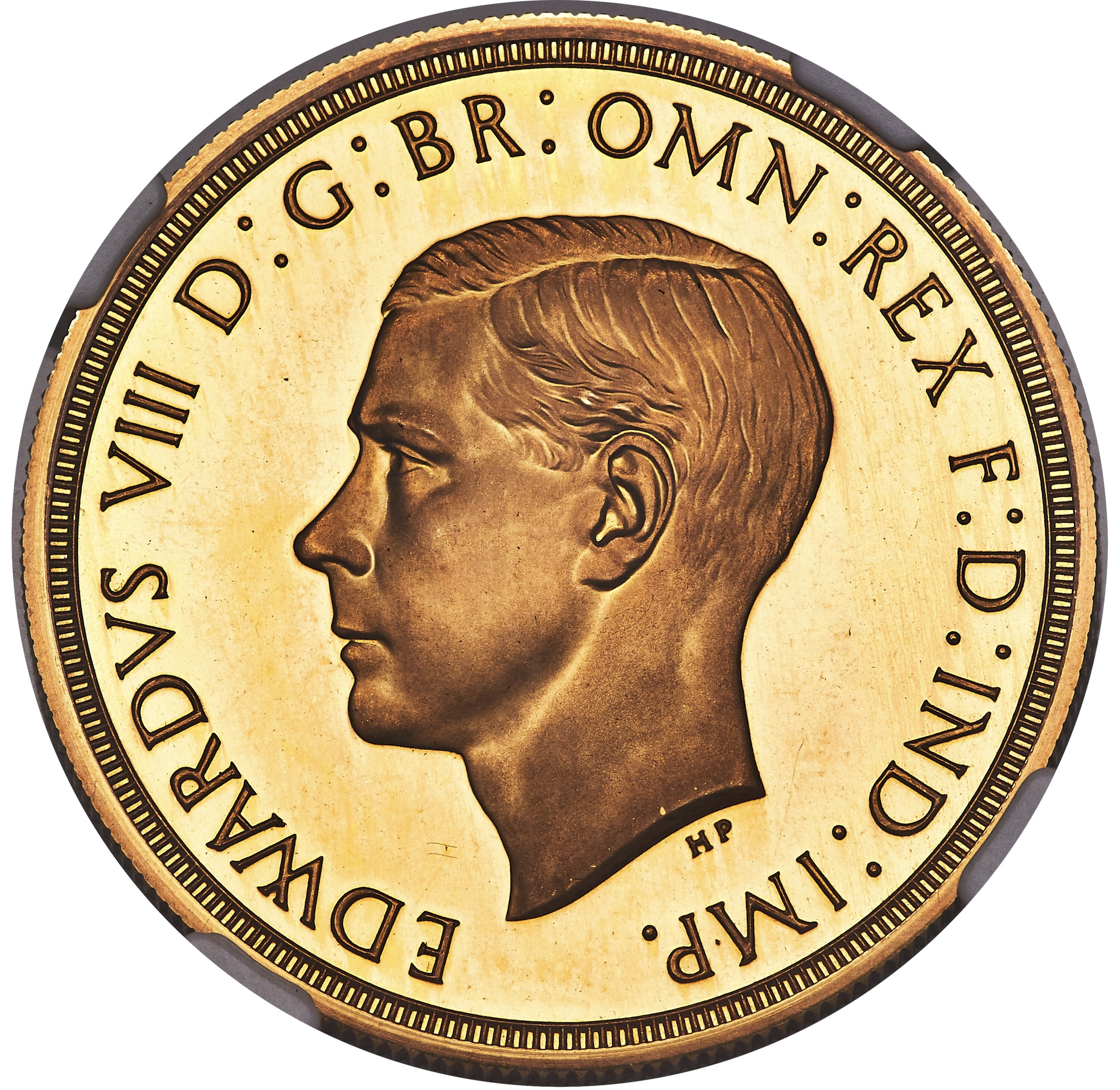
Awers złotych monet Edwarda VIII z portretem tego króla autorstwa Humphreya Pageta oraz inskrypcją EDWARDVS VIII D: G: BR: OMN: REX F: D: IND: IMP.

Wraz ze wstąpieniem na tron brytyjski Edwarda VIII w styczniu 1936 roku w Mennicy Królewskiej rozpoczęły się intensywne prace związane z zaprojektowaniem oraz przygotowaniem monet, medali i pieczęci nowego władcy. Wykonane i zaaprobowane musiały być portrety królewskie, które umieszczone być miały na monetach brytyjskich i zamorskich, a także na medalach cywilnych i wojskowych. Wzory rewersów na wielu monetach i medalach wymagały zmiany. Trzeba było przygotować medale koronacyjne, zaprojektować i wygrawerować Wielką Pieczęć Królestwa (Great Seal of the Realm), a także wymienić na nowe pieczęcie rządowe używane w Wielkiej Brytanii i zagranicą.
Jednym z najpilniejszych zadań stojących przed dyrektorem Mennicy Królewskiej (Deputy Master of the Mint) i komitetem doradczym Mennicy Królewskiej (The Royal Mint Advisory Committee) stał się wybór wizerunków Edwarda VIII, które umieszczone miały być na nowych monetach brytyjskich (portret bez korony) i zamorskich (portret w koronie). Do przygotowania portretu królewskiego bez korony wybrany został doświadczony artysta Humphrey Paget. W 1935 roku zaprojektował on prywatny medal pamiątkowy z wizerunkiem Edwarda, jeszcze jako księcia Walii – wizerunek ten uznany został za tak udany, że dyrektor Mennicy Królewskiej poprosił Pageta o zaprojektowanie portretu Edwarda w płaskim reliefie, który mógłby być umieszczony na monetach. Pierwszy gipsowy model autorstwa Pageta, dostarczony do Mennicy Królewskiej w październiku 1935 roku, uznany został za rozczarowujący i w chwili wstąpienia Edwarda VIII na tron, w styczniu 1936 roku, Paget wciąż pracował nad drugim modelem. Do lutego 1936 roku zdołał on przygotować woskowy model portretu króla, który zaprezentowany został 10 lutego 1936 roku komitetowi doradczemu Mennicy Królewskiej. W powszechnej opinii członków komitetu Humphrey Paget osiągnął w swej pracy tak wysoki poziom, że nie widziano potrzeby zapraszania innych artystów, aby też spróbowali swych sił przy portrecie Edwarda VIII dla monet brytyjskich. Z tą rekomendacją oraz z woskowym modelem Humphreya Pageta dyrektor Mennicy Królewskiej udał się 21 lutego do Pałacu Buckingham na audiencję z królem. Edward VIII zgodził się z opinią komitetu, ale dał jednocześnie do zrozumienia, że była jedna rzecz, co do której nie był zadowolony. Zgodnie z wielowiekową tradycją, sięgającą czasów Karola II (XVII wiek), kolejni władcy brytyjscy przedstawiani byli na monetach na przemian to z lewego, to z prawego profilu. Poprzedni król, Jerzy V, przedstawiany był na monetach z lewego profilu, więc spodziewano się, że nowy król utrzyma tradycję i wybierze profil prawy. Z tego też powodu na woskowym modelu Humphreya Pageta król przedstawiony został z prawego profilu. To była właśnie ta rzecz, która Edwardowi VIII się nie podobała, gdyż był on przekonany, że jego lewy profil był lepszy. Król miał pełne prawo być przedstawianym na monetach tak, jak sobie życzył, ale dyrektor Mennicy Królewskiej wciąż miał nadzieję, że uda mu się skłonić Edwarda VIII do zmiany decyzji. Ponownie poprosił on więc Humphreya Pageta, aby ten przygotował nowy portret, również przedstawiający króla z prawego profilu. W związku z różnymi opóźnieniami gipsowy model tego portretu dostarczony został do Mennicy Królewskiej dopiero pod koniec kwietnia.
W międzyczasie Edward VIII, na prośbę dyrektora Mennicy Królewskiej, zgodził się zapozować 28 kwietnia dla dwóch artystów: Humphreya Pageta i Percy’ego Metcalfe’a. Ten ostatni wybrany został do przygotowania portretu królewskiego w koronie, który miał być użyty na medalach i monetach zamorskich. W trakcie spotkania, w którym wziął udział również dyrektor Mennicy Królewskiej, Edward VIII ponownie, w sposób bardziej stanowczy niż wcześniej, wyraził swe życzenie, aby przedstawiono go z lewego profilu. Dał jednocześnie do zrozumienia, że szczególnie zależało mu na ukazaniu jego przedziałka we włosach. W tym punkcie wsparli go obaj obecni artyści, którzy zgodzili się, że portret z widocznym przedziałkiem we włosach byłby estetycznie bardziej miły dla oka. Dyrektor Mennicy Królewskiej złożył sprawozdanie z tego spotkania kanclerzowi skarbu (Chancellor of the Exchequer), który podjął decyzję, aby życzenie króla zostało spełnione.
Tym samym Humphrey Paget musiał zaczynać swą pracę od nowa, a jego szanse na sukces zmniejszyły się jeszcze bardziej, gdy do prac nad portretem króla bez korony włączony został jeszcze drugi artysta. Dyrektor Królewskej Akademii Sztuk Pięknych, najwyraźniej nieprzekonany ostatnim modelem dostarczonym przez Pageta, nalegał, aby jednemu z członków akademii pozwolono również spróbować swych sił przy portrecie królewskim. Z jego rekomendacji do zadania tego wyznaczony został rzeźbiarz William McMillan. Latem 1936 roku Humphrey Paget i William McMillan przygotowali szereg gipsowych modeli z portretami króla, z których w lipcu wybrano cztery (jeden autorstwa Pageta i trzy autorstwa McMillana), które przejść miały do etapu przygotowania stempli menniczych i wybicia próbnych modeli awersów monet. Modele te przedstawione zostały członkom komitetu doradczego Mennicy Królewskiej, ale ci byli w swych opiniach tak podzieleni, że zapadła decyzja, aby to sam Edward VIII dokonał wyboru. 24 lipca dyrektor Mennicy Królewskiej pokazał królowi próbne bicia awersów przygotowane z wykorzystaniem modeli obu artystów. Edward VIII zdecydował się na wersję Humphreya Pageta i to awers z portretem jego autorstwa użyty został ostatecznie do wybicia monet próbnych.
| Modele awersów z portretami autorstwa Humphreya Pageta i Williama McMillana wybrane do zaprezentowania królowi Edwardowi VIII | Modele awersów z portretami autorstwa Humphreya Pageta i Williama McMillana wybrane do zaprezentowania królowi Edwardowi VIII                                                                   | Modele awersów z portretami autorstwa Humphreya Pageta i Williama McMillana wybrane do zaprezentowania królowi Edwardowi VIII |
| Model | Portret i inskrypcja | Uwagi |
| --- | --- | --- |
| Model awersu monet brytyjskich z czwartym portretem Edwarda VIII autorstwa Humphreya Pageta (zaakceptowany przez króla)       | Głowa Edwarda VIII, przedstawiona z lewego profilu, bez korony, którą otacza biegnąca wzdłuż krawędzi awersu angielska inskrypcja EDWARD VIII BY THE GRACE OF GOD („Edward VIII z Bożej łaski”) | Gipsowy model tego awersu Humphrey Paget złożył w Mennicy Królewskiej 2 czerwca 1936 roku. Po wstępnej aprobacie ze strony komitetu doradczego Mennicy Królewskiej na bazie tego modelu wykonano stempel menniczy, z którego próbnie wybito w srebrze jednostronne modele tego awersu o średnicy 32 mm (wielkość półkorony). Jeden z takich srebrnych modeli, pochodzący z prywatnej kolekcji samego Humphreya Pageta, wystawiony został na sprzedaż w domu aukcyjnym Glendining w Londynie 12 marca 1970 roku (lot 237). Ten sam model sprzedany został 10 grudnia 1993 roku na aukcji Superior Galleries w Nowym Jorku (lot 1274) za $9 500 i znajduje się obecnie w kolekcji Muzeum Mennicy Królewskiej (RMM 19). Ciekawostkę stanowi fakt, że na rewersie tego modelu wybite jest słowo MODEL, pod którym wydrapana jest cyfra 4. W kolekcji Muzeum Mennicy Królewskiej znajduje się również gumowy odcisk tego awersu (RMM 62) wykonany w 1972 roku przy użyciu oryginalnego stempla menniczego. 24 lipca 1936 roku w trakcie audiencji z królem dyrektor Mennicy Królewskiej sir Robert Johnson zaprezentował mu próbne srebrne modele awersów autorstwa Pageta i McMillana, z których Edward VIII wybrał właśnie ten Pageta. Towarzysząca portretowi królewskiemu angielska inskrypcja EDWARD VIII BY THE GRACE OF GOD zastąpiona została ostatecznie bardzej tradycyjną inskrypcją łacińską. |
| Model awersu monet brytyjskich z czwartym portretem Edwarda VIII autorstwa Williama McMillana (odrzucony przez króla)         | Głowa Edwarda VIII, przedstawiona z lewego profilu, bez korony, którą otacza biegnąca wzdłuż krawędzi awersu łacińska inskrypcja EDWARDVS VIII D: G: REX FID: DEF: IMPERATOR                    | Gipsowy model tego awersu William McMillan złożył w Mennicy Królewskiej 2 czerwca 1936 roku. Po wstępnej aprobacie ze strony komitetu doradczego Mennicy Królewskiej, wykorzystując ten model, wykonano stempel menniczy, z którego próbnie wybito w srebrze jednostronne modele tego awersu o średnicy 32 mm (wielkość półkorony). Jeden z takich srebrnych modeli, należący pierwotnie do samego Williama McMillana, sprzedany został 13 listopada 2002 roku na aukcji Morton & Eden (lot 156) za £3 500 i znajduje się obecnie w kolekcji Muzeum Mennicy Królewskiej (RMM 20). Egzemplarz ten na rewersie wybity ma napis MODEL, pod którym wydrapana została cyfra 4. W kolekcji Muzeum Mennicy Królewskiej znajduje się również gumowy odcisk tego awersu (RMM 63), wykonany w 1972 roku przy użyciu oryginalnego stempla menniczego. |
| Model awersu monet brytyjskich z szóstym portretem Edwarda VIII autorstwa Williama McMillana (odrzucony przez króla)          | Głowa Edwarda VIII, przedstawiona z lewego profilu, bez korony, którą otacza biegnąca wzdłuż krawędzi awersu łacińska inskrypcja EDWARDVS VIII D: G: REX F: D: IND: IMP:                        | Gipsowy model tego awersu William McMillan złożył w Mennicy Królewskiej 16 czerwca 1936 roku. Po wstępnej aprobacie ze strony komitetu doradczego Mennicy Królewskiej, opierając się na tym modelu, wykonano stempel menniczy, z którego próbnie wybito w srebrze cztery jednostronne modele tego awersu o średnicy 32 mm (wielkość półkorony), ale ich obecne miejsce przechowywania nie jest znane. W kolekcji Muzeum Mennicy Królewskiej znajduje się jedynie gumowy odcisk tego awersu (RMM 64), wykonany w 1972 roku przy użyciu oryginalnego stempla menniczego. |
| Model awersu monet brytyjskich z siódmym portretem Edwarda VIII autorstwa Williama McMillana (odrzucony przez króla)          | Głowa Edwarda VIII, przedstawiona z lewego profilu, bez korony, którą otacza biegnąca wzdłuż krawędzi awersu łacińska inskrypcja EDWARDVS · VIII · DEI · GRA: BR: OMN: REX                      | Gipsowy model tego awersu William McMillan złożył w Mennicy Królewskiej 6 lipca 1936 roku. Po wstępnej aprobacie ze strony komitetu doradczego Mennicy Królewskiej na podstawie tego modelu wykonano stempel menniczy, z którego próbnie wybito w srebrze jednostronne modele tego awersu o średnicy 32 mm (wielkość półkorony). Jeden z takich srebrnych modeli, pochodzący z prywatnej kolekcji Humphreya Pageta, wystawiony został na sprzedaż w domu aukcyjnym Glendining w Londynie 12 marca 1970 roku (lot 238). Ten sam model sprzedany został 27 maja 1997 roku na aukcji Spink & Son Ltd. i znajduje się obecnie w kolekcji Muzeum Mennicy Królewskiej (RMM 21). Egzemplarz ten na rewersie wybity ma napis MODEL, pod którym wydrapana została cyfra 7. W kolekcji Muzeum Mennicy Królewskiej znajduje się również gumowy odcisk tego awersu (RMM 65), wykonany w 1972 roku przy użyciu oryginalnego stempla menniczego. |

Wraz z portretem wybrana została również łacińska inskrypcja królewska, która miała być umieszczona na brytyjskich monetach Edwarda VIII. W swej pełnej wersji brzmiała ona EDWARDVS VIII DEI GRATIA BRITANNIARUM OMNIUM REX FIDEI DEFENSOR INDIAE IMPERATOR (ang. Edward the Eighth, by the Grace of God, King of all the Britains, Defender of the Faith, Emperor of India, tłum. „Edward VIII, z Bożej łaski król wszystkich Brytanii, Obrońca Wiary, cesarz Indii”). W związku z brakiem dostatecznego miejsca zapisana ona musiała być na monetach w sposób skrótowy. Na monetach złotych, niklowo-mosiężnych i brązowych Edwarda VIII legenda obiegająca portret króla na awersie brzmi EDWARDVS VIII D: G: BR: OMN: REX F: D: IND: IMP., natomiast na monetach srebrnych Edwarda VIII na awersie widnieje jej początek (EDWARDVS VIII D: G: BR: OMN: REX), a na rewersie jej koniec (FID: DEF: IND: IMP).
W lutym 1936 roku, na spotkaniu dyrektora Mennicy Królewskiej z nowo wybranym królem, poruszony też został temat rewersów monet. Edward VIII wyraził pragnienie posiadania monet z bardziej nowoczesnymi wzorami na rewersie, odmiennymi od już istniejących. Zgodnie z życzeniem króla dyrektor Mennicy Królewskiej poprosił artystów Harolda Wilsona Parkera i George’a Krugera Graya o przygotowanie projektów nowych rewersów monet srebrnych (od trzypensówki do korony). Harold Wilson Parker przygotował zestaw rewersów z bardziej nowoczesnymi wzorami, które łączył tematycznie motyw królewskich zwierząt: orła (korona), gołębia (półkorona), jelenia (florin), jesiotra (szyling), łabędzia (sześciopensówka) i strzyżyka (trzypensówka). George Kruger Gray przygotował natomiast zestaw rewersów z bardziej tradycyjnymi wzorami z motywami heraldycznymi (królewskie herby na tarczach i sztandarach, korony, odznaki, klejnoty i symbole). 24 lipca 1936 roku dyrektor Mennicy Królewskiej pokazał Edwardowi VIII oba zestawy rewersów, a ten, po dłuższym zastanowieniu, dokonał wyboru spośród wzorów heraldycznych George’a Krugera Graya. Zmiany dosięgły również monet brązowych, na których rewersach tradycyjnie przedstawiana była Britannia. Na rewersie farthinga zdecydowano się umieścić wizerunek strzyżyka autorstwa Harolda Wilsona Parkera, który pierwotnie zaplanował ten wzór jako rewers dla srebrnej trzypensówki. Na rewers półpensa trafił z kolei wzór autorstwa Humphreya Pageta, przedstawiający Złotą Łanię (Golden Hind), okręt flagowy Francisa Drake’a, który ten zaplanował pierwotnie jako rewers dla półkorony. W najmniejszym stopniu zmiany dotknęły rewersu na pensie – pozostawiono tu przedstawienie Britannii, które zostało nieco dopracowane, a za jej postacią dodano latarnię morską. Rewersy złotych monet nie zostały zmienione i tradycyjnie umieszczono na nich przedstawienie świętego Jerzego walczącego ze smokiem autorstwa Benedetta Pistrucciego.
W lipcu Edward VIII dokonał wyboru przedstawionych mu wzorów monet, a pod koniec roku monety wzorcowe (specimen coins), wybite z przygotowanych już stempli menniczych, oczekiwały jedynie na jego ostateczną aprobatę. Zgodnie z raportem Mennicy Królewskiej za lata 1935–1936 samych stempli menniczych z wizerunkiem Edwarda VIII, gotowych do produkcji jego monet, medali i pieczęci, miało być ponad dwieście. Oficjalne rozpoczęcie produkcji nowych monet zaplanowane zostało na 1 stycznia 1937 roku, ale abdykacja króla w grudniu 1936 roku doprowadziła do wstrzymania wszystkich przygotowań i planów. Ostatecznie żadne monety Edwarda VIII nie trafiły nigdy do obiegu w Wielkiej Brytanii, a wiele z przygotowanych już stempli menniczych zostało zniszczonych.
Jeszcze przed abdykacją Edwarda VIII w Mennicy Królewskiej wybito w celach testowych niewielką liczbę próbnych trzypensówek ze stopu niklu i mosiądzu, monet o nowym, dodekagonalnym (12-kątnym) kształcie, które po koronacji Edwarda VIII wejść miały do obiegu i z czasem zastąpić srebrne trzypensówki, niepopularne z powodu ich niewielkiego rozmiaru. Wysłane one zostały do producentów automatów sprzedających, którzy mieli je przetestować, a następnie zwrócić do Mennicy Królewskiej. Nie wszystkie z nich zostały jednak zwrócone i przypuszcza się, że zachować się mogło około dwunastu ich egzemplarzy. Na awersie tych monet był wizerunek Edwarda VIII autorstwa Humphreya Pageta, a na rewersie wzór roślinny z zawciągiem autorstwa Frances Madge Kitchener. W późniejszym czasie wzór rewersu został nieco zmodyfikowany przez Percy’ego Metcalfe’a.
W Mennicy Królewskiej wybito również w celach prezentacyjnych niewielką liczbę zestawów próbnych monet kolekcjonerskich (pattern proof coins), które wyemitowane miały być w 1937 roku z okazji koronacji (dlatego też na wszystkich tych monetach widnieje data 1937, choć wybito je w 1936 roku). Każdy taki zestaw liczył 13 monet wykonanych ze złota (pięciofuntówka, dwufuntówka i suweren), srebra (korona, półkorona, florin, szkocki szyling, sześciopensówka i trzypensówka), stopu niklu i mosiądzu (trzypensówka o nowym kształcie) i brązu (pensówka, półpensówka i farthing). W zestawie znalazły się nowe rodzaje monet (trzypensówka ze stopu niklu i mosiądzu oraz szkocki szyling), a większość monet miała nowe wzory rewersów. Wszystkie próbne monety kolekcjonerskie, które trafić miały do zestawów koronacyjnych, wybite zostały w stanie brilliant proof, tj. z lśniącym wykończeniem, ale wydaje się, że wybito też jeden zestaw (bez złotych monet) w stanie matt proof, tj. z matowym wykończeniem. Zestaw z matowym wykończeniem, zawierający wzorce monet obiegowych (od farthinga do korony), przeznaczony był do wewnętrznego użytku w Mennicy Królewskiej, a fotografie monet z tego zestawu posłużyć miały do przygotowania materiałów promocyjnych dla prasy. Wszystkie wspomniane zestawy próbnych monet kolekcjonerskich Edwarda VIII przetrwały w Mennicy Królewskiej zamieszanie związane z abdykacją Edwarda VIII i nie zostały zniszczone, ale przez całe dziesięciolecia o ich istnieniu wiedziało jedynie wąskie grono osób.
W 1938 roku brytyjska rodzina królewska, dowiedziawszy się o istnieniu próbnych kolekcjonerskich monet Edwarda VIII, zwróciła się do Mennicy Królewskiej z prośbą o przekazanie jednego pełnego zestawu takich monet do Kolekcji Królewskiej (The Royal Collection). Życzenie rodziny królewskiej zostało spełnione i zgodnie z listem zachowanym w archiwum Mennicy Królewskiej zestaw próbnych kolekcjonerskich monet Edwarda VIII przekazany został do Pałacu Buckingham 1 czerwca 1938 roku. Obecnie wciąż znajduje się on w zbiorach Kolekcji Królewskiej zarządzanej przez Royal Collection Trust.
Pozostałe zachowane w Mennicy Królewskiej egzemplarze próbnych kolekcjonerskich monet Edwarda VIII umieszczone zostały w kartonowym pudełku, które zostało opieczętowane i opatrzone uwagą „OTWIERAĆ TYLKO W OBECNOŚCI DWÓCH WYŻSZYCH URZĘDNIKÓW MENNICY KRÓLEWSKIEJ” (ang. NOT TO BE OPENED EXCEPT IN THE PRESENCE OF TWO SENIOR OFFICERS OF THE ROYAL MINT), a następnie złożone w sejfie dyrektora Mennicy Królewskiej. Pudełko to otworzone zostało ponownie dopiero 12 września 1950 roku, dwa dni po śmierci ówczesnego dyrektora Mennicy Krolewskiej D.J. Wardleya, kiedy to wyjęto je z sejfu w celu przeprowadzenia inwentaryzacji. Zgodnie z zachowanym sprawozdaniem w pudełku znajdowały się 4 farthingi z brązu, 4 półpensówki z brązu, 4 pensówki z brązu, 4 trzypensówki ze stopu niklu i mosiądzu, 4 trzypensówki ze srebra, 4 sześciopensówki ze srebra, 4 szylingi ze srebra, 4 floriny ze srebra, 4 półkorony ze srebra, 4 korony ze srebra, 3 złote suwereny, 3 złote dwufuntówki i 3 złote pięciofuntówki. Po zakończeniu inwentaryzacji monety wraz ze sprawozdaniem umieszczone zostały ponownie w pudełku i zamknięte w sejfie dyrektora Mennicy Królewskiej. Wiadomo, że pudełko otwierane było jeszcze w 1951 roku, gdyż w okresie późniejszym znaleziono w nim datowaną na 3 grudnia 1951 roku notatkę ówczesnego dyrektora Mennicy Królewskiej sir Lionela Thompsona. W notatce tej wspomina on, że Edward, książę Windsoru, zwrócił się do Mennicy Królewskiej z prośbą o przekazanie mu zestawu jego próbnych kolekcjonerskich monet do jego prywatnej kolekcji. Wydaje się, że Edward dowiedział się o istnieniu tychże monet dopiero w 1951 roku, gdyż w przeciwnym wypadku najprawdopodobniej poprosiłby o nie wcześniej. Dyrektor Mennicy Królewskiej przekazał prośbę Edwarda jego bratu, królowi Jerzemu VI, który najwyraźniej ją odrzucił, gdyż nie odnaleziono żadnych dowodów na to, aby w prywatnej kolekcji Edwarda kiedykolwiek znajdowały się jego próbne kolekcjonerskie monety.
Pudełko z monetami wyjęte zostało ponownie z sejfu i otworzone w 1970 roku, po przejściu na emeryturę sir Jacka Jamesa, pełniącego urząd dyrektora Mennicy Królewskiej w latach 1957–1970. W środku znaleziono 49 próbnych kolekcjonerskich monet Edwarda VIII, zapakowanych w papierowe kopertki. Tworzyły one trzy pełne zestawy i jeden niekompletny, pozbawiony złotych monet. Liczba monet i ich nominały zgadzały się ze znalezionym też w pudełku sprawozdaniem z inwentaryzacji w 1950 roku. 5 listopada 1970 roku wszystkie monety włączone zostały oficjalnie do kolekcji Muzeum Mennicy Królewskiej. Nieco później jeden pełen ich zestaw wypożyczony został długoterminowo do Muzeum Brytyjskiego. Na początku lat siedemdziesiątych do kolekcji próbnych monet Edwarda VIII w Muzeum Mennicy Królewskiej dodano jeszcze ok. 20 gumowych odcisków awersów i rewersów wykonanych z wciąż istniejących stempli menniczych przygotowanych do produkcji monet Edwarda VIII. Od 1974 roku niektóre luki w tej kolekcji udało się uzupełnić poprzez zakup niewielkiej liczby monet próbnych w salonach aukcyjnych oraz od osób prywatnych.
Obecnie wiadomo, że w zamieszaniu związanym z abdykacją Edwarda VIII niewielka liczba próbnych monet kolekcjonerskich tego władcy w niewyjaśnionych do dziś okolicznościach zniknęła z Mennicy Królewskiej i po latach wypłynęła w rękach prywatnych kolekcjonerów. Przypuszcza się, że mogły one być podarowane lub sprzedane komuś przez ówczesnego dyrektora Mennicy Królewskiej sir Roberta Johnsona lub któregoś z jego wyższych urzędników. Jeden kompletny zestaw, w stanie brilliant proof, zakupił w 2010 roku za $2 200 000 właściciel tzw. Kolekcji Tyrana (The Tyrant Collection) w Stanach Zjednoczonych. Sześć monet z innego zestawu, też w stanie brilliant proof (farthing, pens, sześciopensówka, szkocki szyling, półkorona i korona), w latach siedemdziesiątych znajdowało się w kolekcji Richarda Lobela w Wielkiej Brytanii, a w grudniu 1999 roku cztery monety w stanie matt proof (półpens, trzypensówka ze stopu niklu i mosiądzu, srebrna trzypensówka i florin) wystawił na sprzedaż w domu aukcyjnym Stack’s doktor Alfred Globus. Na aukcjach pojawiały się też złoty suweren, dwufuntówka i pięciofuntówka.
Pierwotnie w Mennicy Królewskiej wybito najprawdopodobniej sześć kompletnych zestawów próbnych kolekcjonerskich monet Edwarda VIII w stanie brilliant proof oraz jeden niekompletny (bez złotych monet) zestaw w stanie matt proof. Jeden kompletny zestaw znajduje się w Kolekcji Królewskiej, trzy kompletne zestawy (z których jeden wypożyczony został do Muzeum Brytyjskiego) posiada Muzeum Mennicy Królewskiej, a jeden kompletny zestaw jest w rękach prywatnych w Kolekcji Tyrana. Monety z szóstego kompletnego zestawu, rekonstruowanego, znajdują się częściowo w Muzeum Mennicy Królewskiej (półpens, trzypensówka ze stopu niklu i mosiądzu, srebrna trzypensówka i florin), a częściowo w rękach prywatnych (monety z byłej kolekcji Richarda Lobela i monety złote). Monety z niekompletnego zestawu z matowym wykończeniem, również rekonstruowanego, też znajdują się częściowo w Muzeum Mennicy Królewskiej (farthing, pens, sześciopensówka, szkocki szyling, półkorona i korona), a częściowo w rękach prywatnych (monety z byłej kolekcji doktora Alfreda Globusa). Zagadkę stanowi florin z byłej kolekcji Josepha Giordano – moneta ta, w stanie brilliant proof, ma niemal całkowicie usunięty rewers i nie pasuje do żadnego z powyższych zestawów.

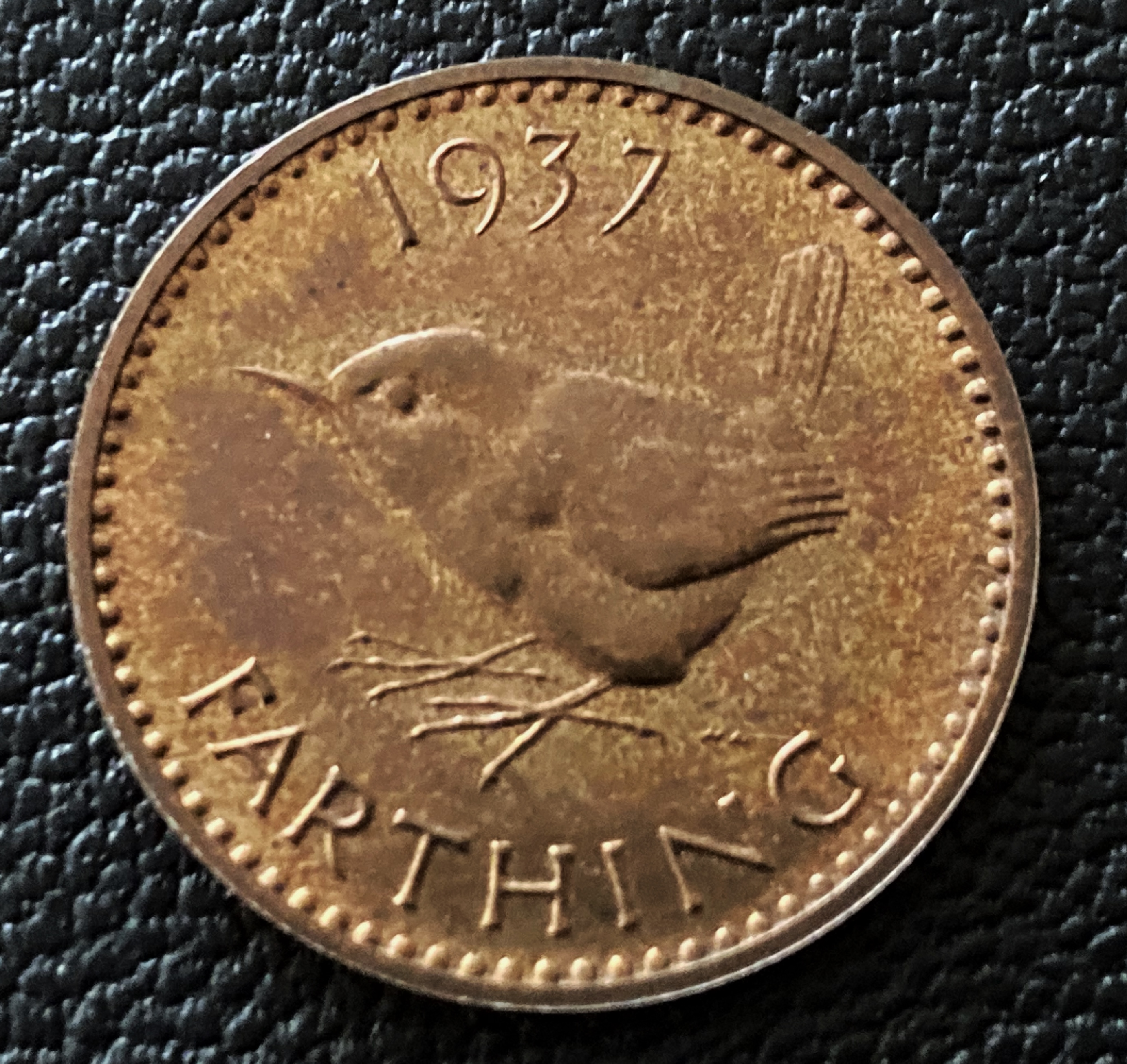
Rewers kolekcjonerskiego farthinga (proof farthing) z zestawu koronacyjnego Jerzego VI (1937 rok), którego wzór zapożyczony został z rewersu próbnego kolekcjonerskiego farthinga Edwarda VIII.

| Tabela z zestawieniem wszystkich znanych próbnych kolekcjonerskich monet Edwarda VIII ze zrekonstruowanym podziałem na zestawy | Tabela z zestawieniem wszystkich znanych próbnych kolekcjonerskich monet Edwarda VIII ze zrekonstruowanym podziałem na zestawy | Tabela z zestawieniem wszystkich znanych próbnych kolekcjonerskich monet Edwarda VIII ze zrekonstruowanym podziałem na zestawy | Tabela z zestawieniem wszystkich znanych próbnych kolekcjonerskich monet Edwarda VIII ze zrekonstruowanym podziałem na zestawy | Tabela z zestawieniem wszystkich znanych próbnych kolekcjonerskich monet Edwarda VIII ze zrekonstruowanym podziałem na zestawy | Tabela z zestawieniem wszystkich znanych próbnych kolekcjonerskich monet Edwarda VIII ze zrekonstruowanym podziałem na zestawy | Tabela z zestawieniem wszystkich znanych próbnych kolekcjonerskich monet Edwarda VIII ze zrekonstruowanym podziałem na zestawy | Tabela z zestawieniem wszystkich znanych próbnych kolekcjonerskich monet Edwarda VIII ze zrekonstruowanym podziałem na zestawy | Tabela z zestawieniem wszystkich znanych próbnych kolekcjonerskich monet Edwarda VIII ze zrekonstruowanym podziałem na zestawy | Tabela z zestawieniem wszystkich znanych próbnych kolekcjonerskich monet Edwarda VIII ze zrekonstruowanym podziałem na zestawy | Tabela z zestawieniem wszystkich znanych próbnych kolekcjonerskich monet Edwarda VIII ze zrekonstruowanym podziałem na zestawy | Tabela z zestawieniem wszystkich znanych próbnych kolekcjonerskich monet Edwarda VIII ze zrekonstruowanym podziałem na zestawy |
| Nominał | Pierwszy kompletny zestaw (brilliant proof) Muzeum Mennicy Królewskiej                                                         | Drugi kompletny zestaw (brilliant proof) Muzeum Mennicy Królewskiej                                                            | Trzeci kompletny zestaw (brilliant proof) Muzeum Mennicy Królewskiej (na wypożyczeniu w Muzeum Brytyjskim)                     | Czwarty kompletny zestaw (brilliant proof) Kolekcja Królewska                                                                  | Piąty kompletny zestaw (brilliant proof) Kolekcja Tyrana                                                                       | Szósty kompletny zestaw (brilliant proof)                                                                                      | Szósty kompletny zestaw (brilliant proof)                                                                                      | Zestaw niekompletny (matt proof)                                                                                               | Zestaw niekompletny (matt proof)                                                                                               | Razem | Razem |
| Nominał | Pierwszy kompletny zestaw (brilliant proof) Muzeum Mennicy Królewskiej                                                         | Drugi kompletny zestaw (brilliant proof) Muzeum Mennicy Królewskiej                                                            | Trzeci kompletny zestaw (brilliant proof) Muzeum Mennicy Królewskiej (na wypożyczeniu w Muzeum Brytyjskim)                     | Czwarty kompletny zestaw (brilliant proof) Kolekcja Królewska                                                                  | Piąty kompletny zestaw (brilliant proof) Kolekcja Tyrana                                                                       | Muzeum Mennicy Królewskiej | różne kolekcje prywatne | Muzeum Mennicy Królewskiej | różne kolekcje prywatne | brilliant proof | matt proof |
| --- | --- | --- | --- | --- | --- | --- | --- | --- | --- | --- | --- |
| farthing (brąz) | + | + | + | + | + | | + | + | | 6 | 1 |
| półpens (brąz) | + | + | + | + | + | + | | | + | 6 | 1 |
| pens (brąz) | + | + | + | + | + | | + | + | | 6 | 1 |
| trzypensówka (srebro) | + | + | + | + | + | + | | | + | 6 | 1 |
| trzypensówka (stop niklu i mosiądzu)                                                                                           | + | + | + | + | + | + | | | + | 6 | 1 |
| sześciopensówka (srebro) | + | + | + | + | + | | + | + | | 6 | 1 |
| szyling szkocki (srebro) | + | + | + | + | + | | + | + | | 6 | 1 |
| florin (srebro) | + | + | + | + | + | + | | | + | 6 | 1 |
| półkorona (srebro) | + | + | + | + | + | | + | + | | 6 | 1 |
| korona (srebro) | + | + | + | + | + | | + | + | | 6 | 1 |
| suweren (złoto) | + | + | + | + | + | | + | | | 6 | – |
| dwufuntówka (złoto) | + | + | + | + | + | | + | | | 6 | – |
| pięciofuntówka (złoto) | + | + | + | + | + | | + | | | 6 | – |
| Razem | 13 | 13 | 13 | 13 | 13 | 13 | 13 | 10 | 10 | 78 (6x 13) | 10 |

### Edward VIII, pattern proof farthing (ćwierć pensa), 1937 (brąz)

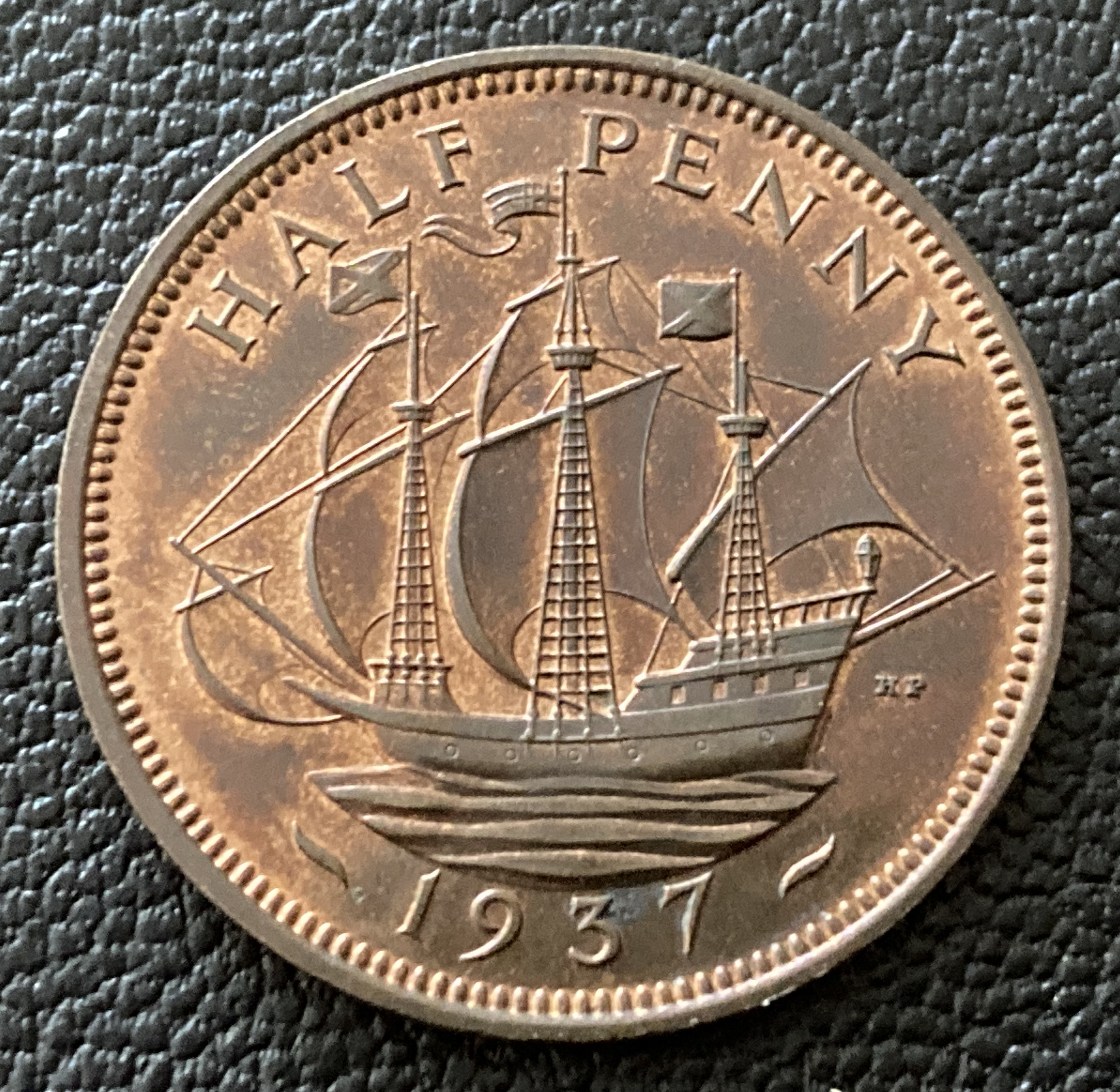
Rewers kolekcjonerskiego półpensa (proof halfpenny) z zestawu koronacyjnego Jerzego VI (1937 rok), którego wzór zapożyczony został z rewersu próbnego kolekcjonerskiego półpensa Edwarda VIII.

– informacje ogólne: Próbny kolekcjonerski farthing Edwarda VIII (pattern proof farthing) jest monetą o nominalnej wartości ćwierci pensa; wykonany jest z brązu, ma średnicę 20 mm i waży 2,85 g.
– awers: Zachowane egzemplarze tej monety mają na awersie portret Edwarda VIII – głowa króla jest odkryta (bez korony) i przedstawiona z lewego profilu. Pod portretem widnieją niewielkie inicjały HP autora awersu, Humphreya Pageta. Wokół głowy króla, wzdłuż krawędzi awersu, biegnie zapisana skrótowo inskrypcja łacińska EDWARDVS VIII D: G: BR: OMN: REX F: D: IND: IMP.
– rewers: Rewers monety posiada nowy wzór, różniący się od tego widniejącego na wcześniejszych monetach tego typu. Zamiast siedzącej Britannii jest tu bowiem wizerunek strzyżyka. Uważany jest on powszechnie za najmniejszego brytyjskiego ptaka i uznano za stosowne, aby to właśnie on stał się symbolem monety o najmniejszej wartości. Strzyżyk zwrócony jest w lewą stronę, a za nim widnieje niewielki monogram HWP oznaczający Harolda Wilsona Parkera, autora wzoru rewersu. Ponad ptakiem umieszczona jest data 1937, a pod ptakiem napis FARTHING. Po abdykacji Edwarda VIII rewers ze strzyżykiem zaadaptowany został na farthingach jego następcy, Jerzego VI.
– rant: gładki
– oznaczenia katalogowe: 4064A (Sovereign Rarities, ex-Spink, Coins of England and the United Kingdom: Pre-Decimal Issues, 2025), KM# Pn122 (Standard Catalog of World Coins), Freeman 627, Giordano P1a (brilliant proof) i P1b (matt proof). Katalog Sovereign Rarities  (ex-Spink) wycenia tę monetę na £55 000 (2025 rok). Freeman oznacza wyjątkową rzadkość tej monety symbolem R18, odnoszącym się do monet, które znane są jedynie w 6–15 egzemplarzach. Giordano rzadkość farthingów w stanie brilliant proof oznacza symbolem RRRR (excessively rare, tj. znany jedynie w 5-25 egzemplarzach), a farthingów w stanie matt proof symbolem RRRRR (virtually unique, tj. znany jedynie w 1-4 egzemplarzach).
– znane egzemplarze tej monety:
| kolekcja (nr inwentarzowy)         | informacje dodatkowe | pierwotna przynależność do zestawu (rekonstruowana) |
| ---------------------------------- | --- | --- |
| The Royal Mint Museum (RMM 58)     | moneta ma polakierowany awers; włączona została do kolekcji The Royal Mint Museum 5 listopada 1970 roku | egzemplarz z pierwszego kompletnego zestawu kolekcjonerskiego znajdującego się w kolekcji Muzeum Mennicy Królewskiej                                                                        |
| The Royal Mint Museum (RMM 59)     | moneta ma polakierowany awers i rewers; włączona została do kolekcji The Royal Mint Museum 5 listopada 1970 roku | egzemplarz z drugiego kompletnego zestawu kolekcjonerskiego znajdującego się w kolekcji Muzeum Mennicy Królewskiej                                                                          |
| The Royal Mint Museum (RMM 60)     | moneta ma polakierowany awers i rewers; włączona została do kolekcji The Royal Mint Museum 5 listopada 1970 roku; od 7 marca 1973 roku znajduje się ona na długotrwałym wypożyczeniu w Muzeum Brytyjskim | egzemplarz z trzeciego kompletnego zestawu kolekcjonerskiego należącego do Muzeum Mennicy Królewskiej, ale znajdującego się na długotrwałym wypożyczeniu w Muzeum Brytyjskim                |
| The Royal Collection (RCIN 443674) | moneta znajduje się w kolekcji należącej do brytyjskiej rodziny królewskiej | egzemplarz z czwartego kompletnego zestawu kolekcjonerskiego znajdującego się w Kolekcji Królewskiej                                                                                        |
| The Tyrant Collection              | próbny kolekcjonerski farthing z kompletnego zestawu w The Tyrant Collection oceniony został przez PCGS na PR64 RB (PCGS no. 417451). | egzemplarz z piątego kompletnego zestawu kolekcjonerskiego znajdującego się w Kolekcji Tyrana w USA                                                                                         |
| kolekcja prywatna?                 | próbny kolekcjonerski farthing Edwarda VIII był jedną z sześciu monet próbnych tego króla, które w latach siedemdziesiątych znajdowały się w prywatnej kolekcji Richarda Lobela w Wielkiej Brytanii; w trakcie konwencji Amerykańskiego Stowarzyszenia Numizmatycznego, odbywającej się w dniach 21–26 sierpnia 1978 roku w Houston, dom aukcyjny Bowers & Ruddy Galleries próbował sprzedać tego farthinga najpierw osobno (lot 2928, cena szacunkowa $24 000 – 35 000), a następnie w zestawie z pozostałymi monetami Edwarda VIII z kolekcji Richarda Lobela (lot 2934), ale w obu przypadkach nie zdołano uzyskać ceny wywoławczej uzgodnionej z Richardem Lobelem; w okresie późniejszym monety Edwarda VIII z kolekcji Richarda Lobela wystawione zostały na sprzedaż ponownie (jako zestaw) z ceną $250 000 | egzemplarz z szóstego kompletnego zestawu kolekcjonerskiego (część monet z tego zestawu znajduje się w kolekcji Muzeum Mennicy Królewskiej, a część w rękach prywatnych kolekcjonerów)      |
| The Royal Mint Museum (RMM 61)     | moneta z matowym wykończeniem awersu i rewersu; włączona została do kolekcji The Royal Mint Museum 5 listopada 1970 roku | egzemplarz z niekompletnego zestawu monet z matowym wykończeniem (część monet z tego zestawu znajduje się w kolekcji Muzeum Mennicy Królewskiej, a część w rękach prywatnych kolekcjonerów) |

### Edward VIII, pattern proof halfpenny (półpens), 1937 (brąz)
– informacje ogólne: Próbny kolekcjonerski półpens Edwarda VIII (pattern proof halfpenny) wykonany jest z brązu, ma średnicę 25 mm i wagę 5,7 g.
– awers: Zachowane egzemplarze tej monety mają na awersie portret Edwarda VIII – głowa króla jest odkryta (bez korony) i przedstawiona z lewego profilu. Pod portretem widnieją niewielkie inicjały HP autora awersu, Humphreya Pageta. Wokół głowy króla, wzdłuż krawędzi awersu, biegnie zapisana skrótowo inskrypcja łacińska EDWARDVS VIII D: G: BR: OMN: REX F: D: IND: IMP.
– rewers: Rewers monety posiada nowy wzór, różniący się od tego widniejącego na wcześniejszych monetach tego typu. Zamiast tradycyjnego wizerunku siedzącej Britannii przedstawiono tu bowiem lewą burtę trzymasztowego statku płynącego z rozwiniętymi żaglami po morzu. Przyjmuje się, że statek ten reprezentować ma Złotą Łanię („Golden Hind”), okręt flagowy Francisa Drake’a. Za statkiem umieszczone są inicjały HP oznaczające Humphreya Pageta, projektanta rewersu. Ponad statkiem widnieje napis HALF PENNY, a pod statkiem jest data 1937. Po abdykacji Edwarda VIII rewers ze statkiem zaadaptowany został na półpensach jego następcy, Jerzego VI.
– rant: gładki
– oznaczenia katalogowe: 4064A (Sovereign Rarities, ex-Spink, Coins of England and the United Kingdom: Pre-Decimal Issues, 2025), KM# Pn123 (Standard Catalog of World Coins), Freeman 428, Giordano P2a (brilliant proof) i P2b (matt proof). Katalog Sovereign Rarities (ex-Spink) wycenia tę monetę na £65 000 (2025 rok). Freeman oznacza wyjątkową rzadkość tej monety symbolem R18, odnoszącym się do monet, które znane są jedynie w 6–15 egzemplarzach. Giordano rzadkość półpensów w stanie brilliant proof oznacza symbolem RRRR (excessively rare, tj. znany jedynie w 5-25 egzemplarzach), a półpensów w stanie matt proof symbolem RRRRR (virtually unique, tj. znany jedynie w 1-4 egzemplarzach).
– znane egzemplarze tej monety:
| kolekcja (nr inwentarzowy)     | informacje dodatkowe | pierwotna przynależność do zestawu (rekonstruowana) |
| ------------------------------ | --- | --- |
| The Royal Mint Museum (RMM 53) | moneta włączona została do kolekcji The Royal Mint Museum 5 listopada 1970 roku | egzemplarz z pierwszego kompletnego zestawu kolekcjonerskiego znajdującego się w kolekcji Muzeum Mennicy Królewskiej                                                                        |
| The Royal Mint Museum (RMM 54) | moneta włączona została do kolekcji The Royal Mint Museum 5 listopada 1970 roku | egzemplarz z drugiego kompletnego zestawu kolekcjonerskiego znajdującego się w kolekcji Muzeum Mennicy Królewskiej                                                                          |
| The Royal Mint Museum (RMM 55) | moneta włączona została do kolekcji The Royal Mint Museum 5 listopada 1970 roku; od 7 marca 1973 roku znajduje się ona na długotrwałym wypożyczeniu w Muzeum Brytyjskim | egzemplarz z trzeciego kompletnego zestawu kolekcjonerskiego należącego do Muzeum Mennicy Królewskiej, ale znajdującego się na długotrwałym wypożyczeniu w Muzeum Brytyjskim                |
| Royal Collection (RCIN 443673) | moneta znajduje się w kolekcji należącej do brytyjskiej rodziny królewskiej | egzemplarz z czwartego kompletnego zestawu kolekcjonerskiego znajdującego się w Kolekcji Królewskiej                                                                                        |
| The Tyrant Collection          | próbny kolekcjonerski półpens z kompletnego zestawu w The Tyrant Collection oceniony został przez PCGS na PR64 RD Deep Cameo (PCGS no. 417459) | egzemplarz z piątego kompletnego zestawu kolekcjonerskiego znajdującego się w Kolekcji Tyrana w USA                                                                                         |
| The Royal Mint Museum (RMM 56) | moneta włączona została do kolekcji The Royal Mint Museum 5 listopada 1970 roku | egzemplarz z szóstego kompletnego zestawu kolekcjonerskiego (część monet z tego zestawu znajduje się w kolekcji Muzeum Mennicy Królewskiej, a część w rękach prywatnych kolekcjonerów)      |
| kolekcja prywatna?             | próbny półpens Edwarda VIII z matowym wykończeniem awersu i rewersu z kolekcji doktora Alfreda Globusa wystawiony został 1 grudnia 1999 roku na sprzedaż w domu aukcyjnym Stack’s w Nowym Jorku z szacowaną ceną $10 000 - 15 000 (lot 1005, cena zrealizowana $14 950); ten sam półpens, pochodzący już z kolekcji Josepha Giordano, wystawiony został na sprzedaż w domu aukcyjnym Spink & Son w Londynie 21 września 2010 roku (lot 185, szacowana wartość £15 000 – £25 000); sprzedany on został następnie na stronie Sovereign Rarities za £50 000; ta sama moneta, opisana już jako pochodząca z The Cara Collection, sprzedana została ponownie 1 maja 2025 roku w domu aukcyjnym Heritage Auctions (lot 30138) za $150 000; przez Numismatic Guaranty Company (NGC) półpens ten oceniony został na PF64 BN (certyfikat 696286-004) | egzemplarz z niekompletnego zestawu monet z matowym wykończeniem (część monet z tego zestawu znajduje się w kolekcji Muzeum Mennicy Królewskiej, a część w rękach prywatnych kolekcjonerów) |

– informacje dodatkowe: Pierwotnie Humphrey Paget zaprojektował wzór rewersu ze Złotą Łanią Francisa Drake’a z myślą o półkoronie. W Muzeum Mennicy Królewskiej zachował się gumowy odcisk tego pierwotnego wzoru rewersu (RMM 66) wykonany przy użyciu przygotowanego już stempla menniczego. Po decyzji o umieszczeniu tego wzoru na półpensówce przygotowano kolejne, zmienione już stemple mennicze, dostosowane wielkością do bicia półpensówek. Z czterech z nich wykonano gumowe odciski, które również znajdują się w Muzeum Mennicy Królewskiej (RMM 75-78).
W kolekcji tego muzeum jest też model próbnej półpensówki z wybitym jedynie rewersem (RMM 57), którego wzór różni się nieco od tego ostatecznie zaakceptowanego (słowa HALF i PENNY są tu jeszcze połączone kreską, nie ma inicjałów HP). Inny jednostronny model z takim samym rewersem, oceniony przez NGC na PF65 BN (certyfikat 1907465-001) wystawiony został na sprzedaż 7 czerwca 2023 roku w domu aukcyjnym Noonans w Londynie z szacunkową ceną £2 000 - 2 600 (lot 446, cena zrealizowana £3 400), a następnie sprzedany został ponownie 27 listopada 2023 roku na aukcji Heritage World Coin Auctions (lot 22065) za $6 500. Podobny model, też oceniony przez NGC na PF65 BN (certyfikat 1907667-001), wystawiony jest na sprzedaż na stronie Milled and Hammered Coins z ceną £12 000. Ołowiana matryca (matrix) z identycznym rewersem znajdowała się w kolekcji samego Humphreya Pageta, który wystawił ją na sprzedaż w domu aukcyjnym Glendining w Londynie 12 marca 1970 roku (lot 239). Ta sama matryca wystawiona została na sprzedaż 7 października 2003 roku w domu aukcyjnym Noonans w Londynie z ceną szacunkową £750 - 1 000 (lot 794, cena zrealizowana £1 600).

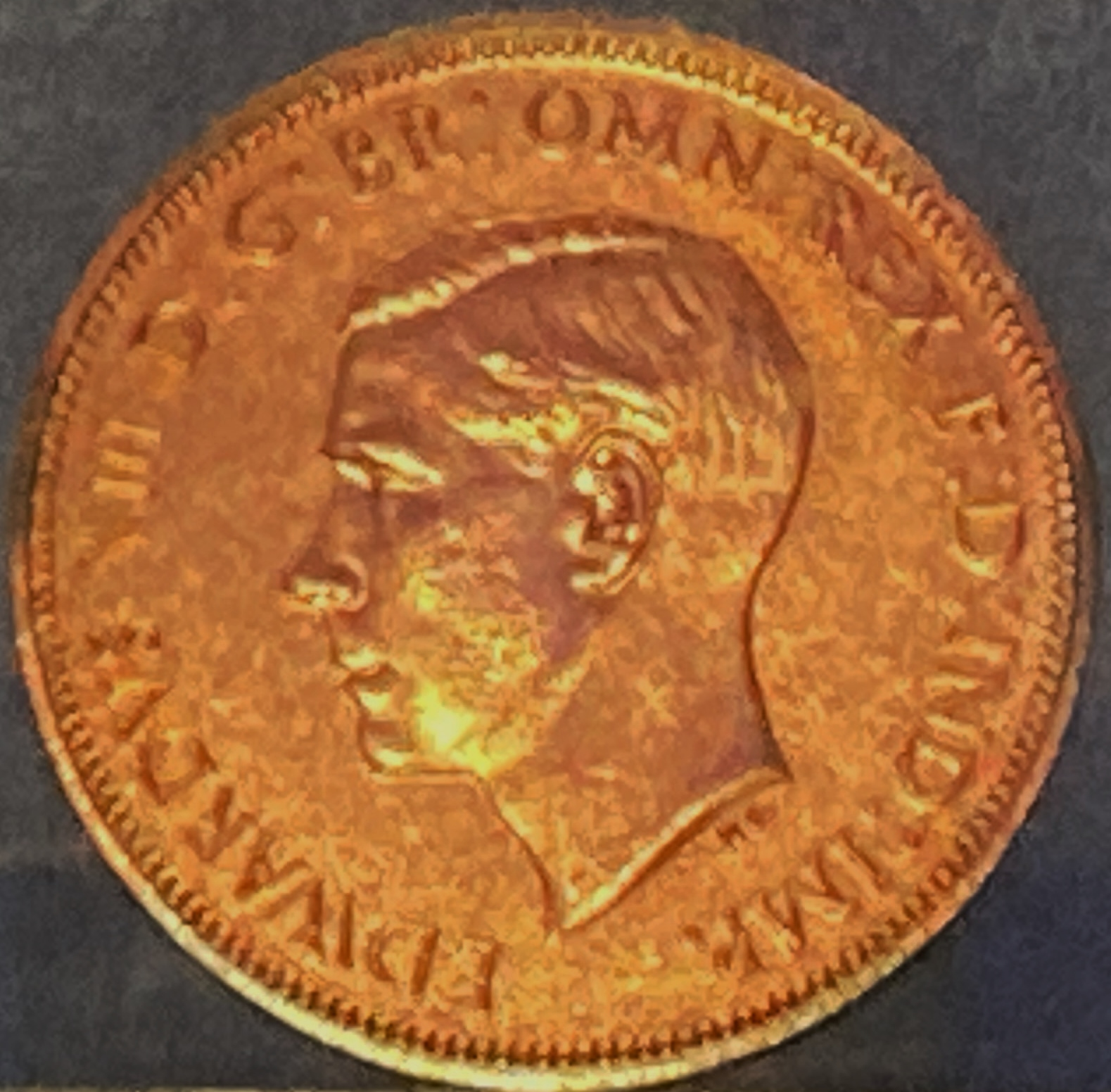
Kopia awersu pensa Edwarda VIII wykonana sposobem galwanoplastycznym. Dwie takie kopie (RMM 48 i RMM 49) wykonano w Muzeum Mennicy Królewskiej na potrzeby Britannia Park Exhibition w 1985 roku. Kopia ze zdjęcia od 26 sierpnia 2006 roku znajduje się na długotrwałym wypożyczeniu w Museum on the Mound w Edynburgu

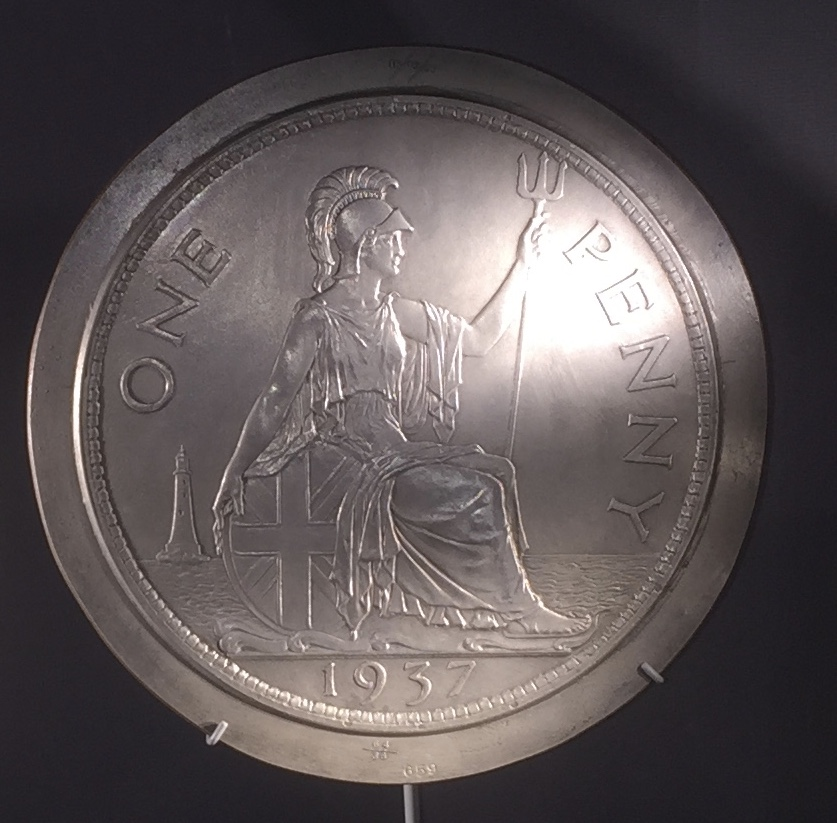
Gipsowy model autorstwa Charlesa Waltera Coombesa z ostateczną wersją rewersu pensówki, którego wzór trafił na próbne pensówki Edwarda VIII, a następnie na pensówki Jerzego VI (zbiory Muzeum Mennicy Królewskiej w Llantrisant).

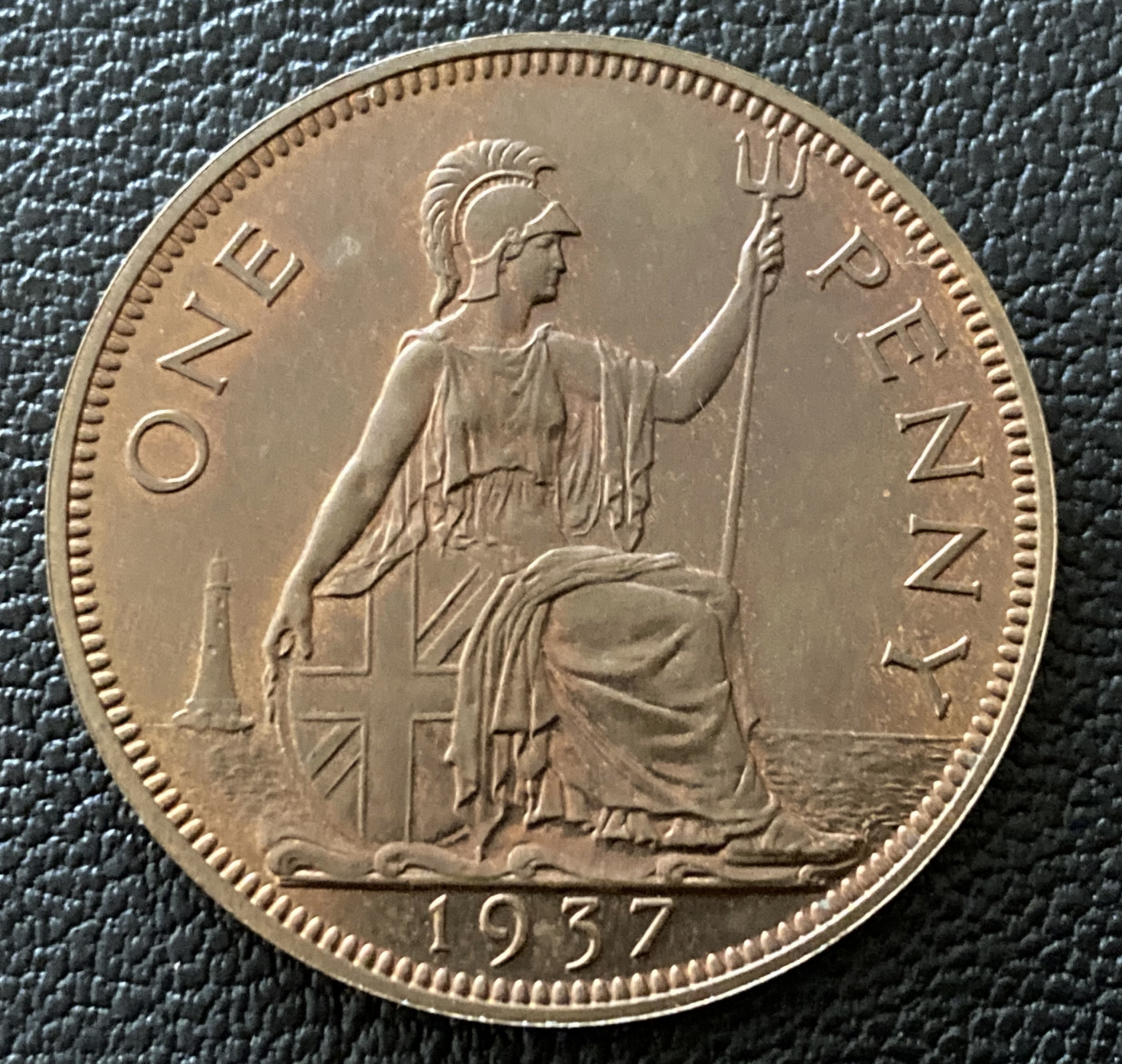
Rewers kolekcjonerskiego pensa (proof penny) z zestawu koronacyjnego Jerzego VI (1937 rok), którego wzór zapożyczony został z rewersu próbnego kolekcjonerskiego pensa Edwarda VIII.

### Edward VIII, pattern proof penny (pens), 1937 (brąz)
– informacje ogólne: Próbny kolekcjonerski pens Edwarda VIII (pattern proof penny) jest monetą wykonaną z brązu, o średnicy 31 mm i wadze 9,4 g.
– awers: Zachowane egzemplarze tej monety mają na awersie portret Edwarda VIII – głowa króla jest odkryta (bez korony) i przedstawiona z lewego profilu. Pod portretem widnieją inicjały HP autora awersu, Humphreya Pageta. Wokół głowy króla biegnie zapisana skrótowo inskrypcja łacińska EDWARDVS VIII D: G: BR: OMN: REX F: D: IND: IMP.
– rewers: Rewers, autorstwa C.W. Coombesa, podobnie jak na pensach wcześniejszych władców, przedstawia siedzącą Britannię, personifikację Wielkiej Brytanii. Jej postać, ubrana w antyczny strój i hełm, zwrócona jest w prawą stronę. W lewej ręce trzyma ona trójząb, a prawą opiera o tarczę na której umieszczona została flaga Wielkiej Brytanii. Za Britannią jest morze, a po jej lewej stronie latarnia morska z trzema oknami. W tle po obu stronach Britannii znajduje się napis ONE PENNY, a pod jej postacią, w egzerdze, data 1937. Po abdykacji Edwarda VIII ten rewers z Britannią zaadaptowany został na pensach jego następcy, Jerzego VI.
– rant: gładki
– oznaczenia katalogowe: 4064A (Sovereign Rarities, ex-Spink, Coins of England and the United Kingdom: Pre-Decimal Issues, 2025), KM# Pn124 (Standard Catalog of World Coins), Freeman 216, Giordano P3a (brilliant proof) i P3b (matt proof). Katalog Sovereign Rarities (ex-Spink) wycenia tę monetę na £175 000 (2025 rok). Freeman oznacza wyjątkową rzadkość tej monety symbolem R18, odnoszącym się do monet, które znane są jedynie w 6–15 egzemplarzach. Giordano rzadkość pensów w stanie brilliant proof oznacza symbolem RRRR (excessively rare, tj. znany jedynie w 5-25 egzemplarzach), a pensów w stanie matt proof symbolem RRRRR (virtually unique, tj. znany jedynie w 1-4 egzemplarzach).
– znane egzemplarze tej monety:
| kolekcja (nr inwentarzowy)             | informacje dodatkowe | pierwotna przynależność do zestawu (rekonstruowana) |
| -------------------------------------- | --- | --- |
| The Royal Mint Museum (RMM 46)         | moneta ma polakierowany awers; włączona została do kolekcji The Royal Mint Museum 5 listopada 1970 roku | egzemplarz z pierwszego kompletnego zestawu kolekcjonerskiego znajdującego się w kolekcji Muzeum Mennicy Królewskiej                                                                        |
| The Royal Mint Museum (RMM 47)         | moneta ma polakierowany awers; włączona została do kolekcji The Royal Mint Museum 5 listopada 1970 roku | egzemplarz z drugiego kompletnego zestawu kolekcjonerskiego znajdującego się w kolekcji Muzeum Mennicy Królewskiej                                                                          |
| The Royal Mint Museum (RMM 50)         | moneta ma polakierowany awers i rewers; włączona została do kolekcji The Royal Mint Museum 5 listopada 1970 roku; od 7 marca 1973 roku znajduje się na długotrwałym wypożyczeniu w Muzeum Brytyjskim | egzemplarz z trzeciego kompletnego zestawu kolekcjonerskiego należącego do Muzeum Mennicy Królewskiej, ale znajdującego się na długotrwałym wypożyczeniu w Muzeum Brytyjskim                |
| Royal Collection (RCIN 443672)         | moneta znajduje się w kolekcji należącej do brytyjskiej rodziny królewskiej | egzemplarz z czwartego kompletnego zestawu kolekcjonerskiego znajdującego się w Kolekcji Królewskiej                                                                                        |
| The Tyrant Collection                  | kolekcjonerski próbny pens z kompletnego zestawu w The Tyrant Collection oceniony został przez PCGS na PR64+ RD Deep Cameo (PCGS no. 417464) | egzemplarz z piątego kompletnego zestawu kolekcjonerskiego znajdującego się w Kolekcji Tyrana w USA                                                                                         |
| platforma kolekcjonerska showpiece.com | próbny kolekcjonerski pens Edwarda VIII był jedną z sześciu monet próbnych tego króla, które w latach siedemdziesiątych znajdowały się w prywatnej kolekcji Richarda Lobela w Wielkiej Brytanii; w trakcie konwencji Amerykańskiego Stowarzyszenia Numizmatycznego, odbywającej się w dniach 21–26 sierpnia 1978 roku w Houston, dom aukcyjny Bowers & Ruddy Galleries próbował sprzedać tego pensa najpierw osobno (lot 2929, cena szacunkowa $32 400 – 45 000), a następnie w zestawie z pozostałymi monetami Edwarda VIII z kolekcji Richarda Lobela (lot 2934), ale w obu przypadkach nie zdołano uzyskać ceny wywoławczej uzgodnionej z Richardem Lobelem; w 1985 roku moneta ta znajdować się miała w rękach prywatnego kolekcjonera w Wielkiej Brytanii; w 2003 roku sprzedana została przez Mark Rasmussen Numismatist Ltd za £35 000 (List Number 5, Summer 2003, lot 398); następnie znajdowała się w kolekcji rzadkich brytyjskich monet Waterbirda (The Waterbird Collection of Rare British Coins); we wrześniu 2019 roku sprzedana została w domu aukcyjnym Spink & Son w Londynie za sumę £111 000 (z opłatami £133 000); obecnie znajduje się w posiadaniu platformy kolekcjonerskiej showpiece.com, gdzie ubezpieczona została na sumę £200 000; przez NGC pens ten oceniony został na PF 63+RB (certyfikat 4861781-001) | egzemplarz z szóstego kompletnego zestawu kolekcjonerskiego (część monet z tego zestawu znajduje się w kolekcji Muzeum Mennicy Królewskiej, a część w rękach prywatnych kolekcjonerów)      |
| The Royal Mint Museum (RMM 51)         | moneta z matowym wykończeniem awersu i rewersu; włączona została do kolekcji The Royal Mint Museum 5 listopada 1970 roku | egzemplarz z niekompletnego zestawu monet z matowym wykończeniem (część monet z tego zestawu znajduje się w kolekcji Muzeum Mennicy Królewskiej, a część w rękach prywatnych kolekcjonerów) |

– informacje dodatkowe: W 1895 roku przeprowadzono modyfikację wzoru rewersu pensówki usuwając z niej latarnię morską (znajdującą się na lewo od Britannii) i statek żaglowy (znajdujący się na prawo od Brytannii). Nie wszyscy byli zadowoleni z tej zmiany i wstąpienie na tron Edwarda VIII stało się dobrą okazją do przeprowadzenia kolejnych modyfikacji, których podjął się Charles Walter Coombes, artysta pracujący dla Mennicy Królewskiej. Wykonał on gipsowy model rewersu, na którym ponownie na lewo od Britannii umieścił latarnię morską, a na prawo od niej statek, którym był już jednak pancernik, a nie żaglowiec. W Muzeum Mennicy Królewskiej znajduje się jednostronny model tego próbnego, wykonanego przez niego rewersu (RMM 52), wybity w brązie. Podobny egzemplarz, znajdujący się w rękach prywatnych, oceniony przez NGC na MS65 BN (certyfikat 8221109-011), wystawiony został 19 listopada 2024 roku na sprzedaż na aukcji Sovereign Rarities (Auction XVI, lot 188) z ceną wywoławczą £10000.
Zmodyfikowany przez Charlesa Waltera Coombesa model rewersu zaprezentowany został komitetowi doradczemu Mennicy Królewskiej, którego członkowie nie przyjęli dobrze pomysłu umieszczenia pancernika na monecie, dlatego też poproszony on został o wykonanie nowego gipsowego modelu rewersu, już bez pancernika i z poprawionym fałdowaniem szaty Britannii. Model ten, przygotowany pod nadzorem innego artysty, Alfreda Turnera, uznany został za lepszy i trafił ostatecznie na rewers pensówek próbnych Edwarda VIII, a następnie na rewers pensówek Jerzego VI. Znany jest jednostronny model pensówki z tą ostateczną, poprawioną wersją rewersu po jednej stronie i z wybitym słowem MODEL po drugiej stronie. Egzemplarz ten, wybity w brązie, wystawiony został 23 lipca 2003 roku na sprzedaż w domu aukcyjnym Spink & Son w Londynie (lot 358).

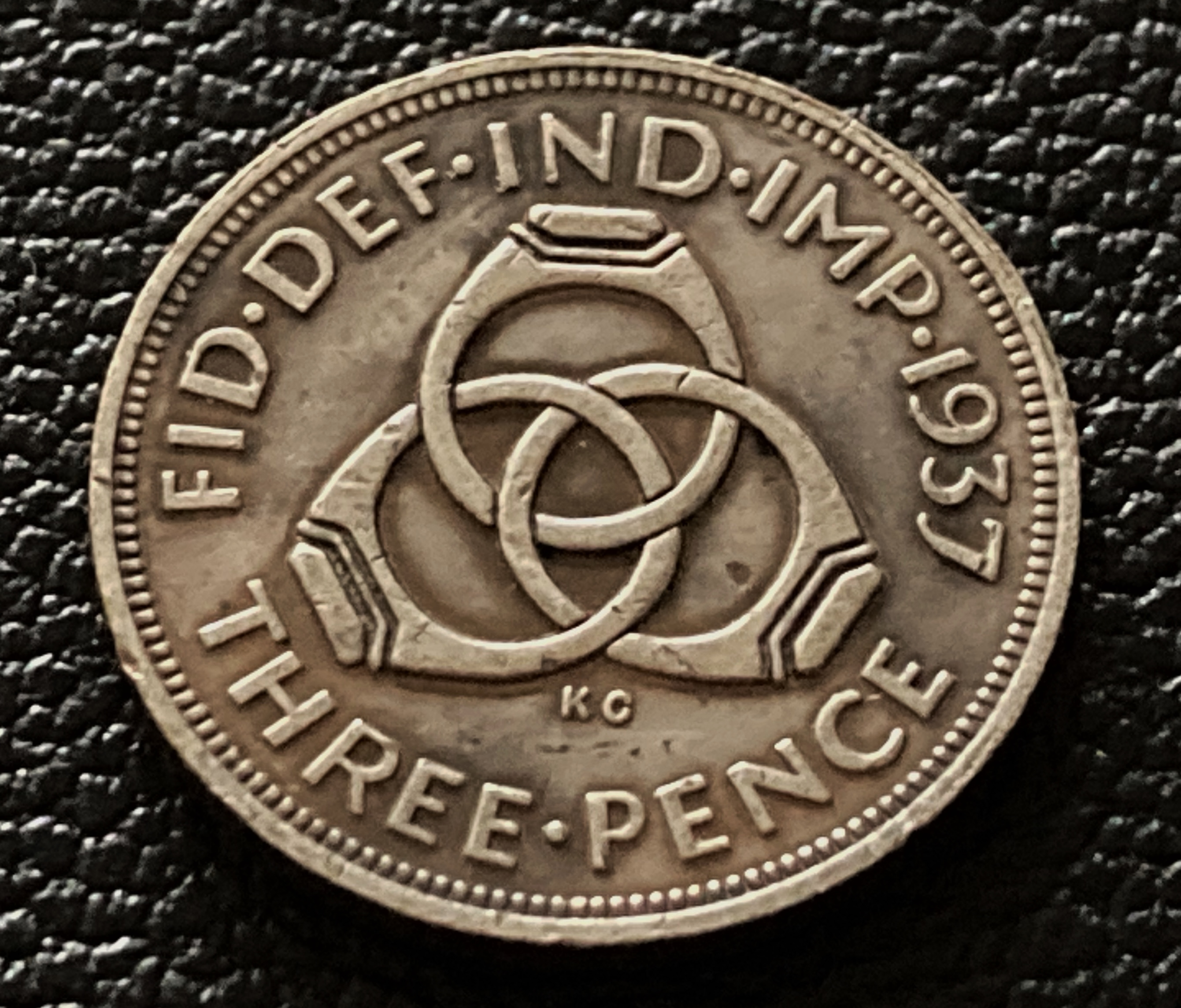
Kopia rewersu próbnej kolekcjonerskiej srebrnej trzypensówki Edwarda VIII

### Edward VIII, pattern proof threepence (trzypensówka), 1937 (srebro)
– informacje ogólne: Próbna kolekcjonerska trzypensówka Edwarda VIII wykonana jest ze srebra (.500), ma średnicę 16 mm i wagę 1,4 g.
– awers: Zachowane egzemplarze tej monety mają na awersie portret Edwarda VIII – głowa króla jest odkryta (bez korony) i przedstawiona z lewego profilu. Pod portretem widnieją inicjały HP autora awersu, Humphreya Pageta. Wokół głowy króla biegnie zapisana skrótowo inskrypcja łacińska EDWARDVS VIII D: G: BR: OMN: REX.
– rewers: Rewers monety posiada nowy wzór, różniący się od tego widniejącego na srebrnych trzypensówkach wcześniejszego władcy, Jerzego V. W jego centrum widnieją splecione ze sobą trzy pierścienie świętego Edwarda Wyznawcy, imiennika króla, a pod nimi są niewielkie inicjały KG projektanta rewersu, którym był George Kruger Gray. Pierścienie w górnej części rewersu otacza druga część inskrypcji królewskiej wraz z datą (FID · DEF · IND · IMP · 1937). Poniżej pierścieni widnieje z kolei otaczający je od dołu napis THREE·PENCE. Rewers ten nie przyjął się i na srebrnych trzypensówkach Jerzego VI, następcy Edwarda VIII, widnieje już inny wzór.
– rant: ząbkowany
– oznaczenia katalogowe: 4063 (Sovereign Rarities, ex-Spink, Coins of England and the United Kingdom: Pre-Decimal Issues, 2025), Giordano P5a (brilliant proof) i P5b (matt proof). Katalog Sovereign Rarities (ex-Spink) wycenia tę monetę na £75 000 (2025 rok). Giordano rzadkość srebrnych trzypensówek w stanie brilliant proof oznacza symbolem RRRR (excessively rare, tj. znany jedynie w 5-25 egzemplarzach), a srebrnych trzypensówek w stanie matt proof symbolem RRRRR (virtually unique, tj. znany jedynie w 1-4 egzemplarzach).
– znane egzemplarze tej monety:
| kolekcja (nr inwentarzowy)     | informacje dodatkowe | pierwotna przynależność do zestawu (rekonstruowana) |
| ------------------------------ | --- | --- |
| The Royal Mint Museum (RMM 35) | moneta włączona została do kolekcji The Royal Mint Museum 5 listopada 1970 roku | egzemplarz z pierwszego kompletnego zestawu kolekcjonerskiego znajdującego się w kolekcji Muzeum Mennicy Królewskiej                                                                        |
| The Royal Mint Museum (RMM 36) | moneta włączona została do kolekcji The Royal Mint Museum 5 listopada 1970 roku | egzemplarz z drugiego kompletnego zestawu kolekcjonerskiego znajdującego się w kolekcji Muzeum Mennicy Królewskiej                                                                          |
| The Royal Mint Museum (RMM 38) | moneta włączona została do kolekcji The Royal Mint Museum 5 listopada 1970 roku; od 7 marca 1973 roku znajduje się na długotrwałym wypożyczeniu w Muzeum Brytyjskim | egzemplarz z trzeciego kompletnego zestawu kolekcjonerskiego należącego do Muzeum Mennicy Królewskiej, ale znajdującego się na długotrwałym wypożyczeniu w Muzeum Brytyjskim                |
| Royal Collection (RCIN 443670) | moneta znajduje się w kolekcji należącej do brytyjskiej rodziny królewskiej | egzemplarz z czwartego kompletnego zestawu kolekcjonerskiego znajdującego się w Kolekcji Królewskiej                                                                                        |
| The Tyrant Collection          | kolekcjonerska próbna srebrna trzypensówka z kompletnego zestawu w The Tyrant Collection oceniona została przez PCGS na PR63 (PCGS no. 417702) | egzemplarz z piątego kompletnego zestawu kolekcjonerskiego znajdującego się w Kolekcji Tyrana w USA                                                                                         |
| The Royal Mint Museum (RMM 37) | moneta włączona została do kolekcji The Royal Mint Museum 5 listopada 1970 roku | egzemplarz z szóstego kompletnego zestawu kolekcjonerskiego (część monet z tego zestawu znajduje się w kolekcji Muzeum Mennicy Królewskiej, a część w rękach prywatnych kolekcjonerów)      |
| kolekcja prywatna?             | próbna srebrna trzypensówka Edwarda VIII z matowym wykończeniem i rdzawymi plamkami na awersie i rewersie (oceniona przez NGC na PF61), pochodząca z kolekcji doktora Alfreda Globusa, wystawiona została 1 grudnia 1999 roku na sprzedaż w domu aukcyjnym Stack’s w Nowym Jorku z szacowaną ceną $10 000 - 15 000 (lot 1003, cena uzyskana $14 950); ta sama trzypensówka (NGC PF61, plamki po obu stronach), pochodząca już z kolekcji Josepha Giordano, wystawiona została na sprzedaż w domu aukcyjnym Spink & Son w Londynie 21 września 2010 roku (szacowana wartość £15 000 – £25 000); ta sama moneta (po profesjonalnym oczyszczeniu?), przez NGC oceniona już na PF 62 (certyfikat 4864279-001), sprzedana została 9 stycznia 2019 roku na aukcji w Nowym Jorku za $47 000. | egzemplarz z niekompletnego zestawu monet z matowym wykończeniem (część monet z tego zestawu znajduje się w kolekcji Muzeum Mennicy Królewskiej, a część w rękach prywatnych kolekcjonerów) |

### Edward VIII, pattern threepence (trzypensówka), 1937 (stop niklu i mosiądzu), typ wczesny

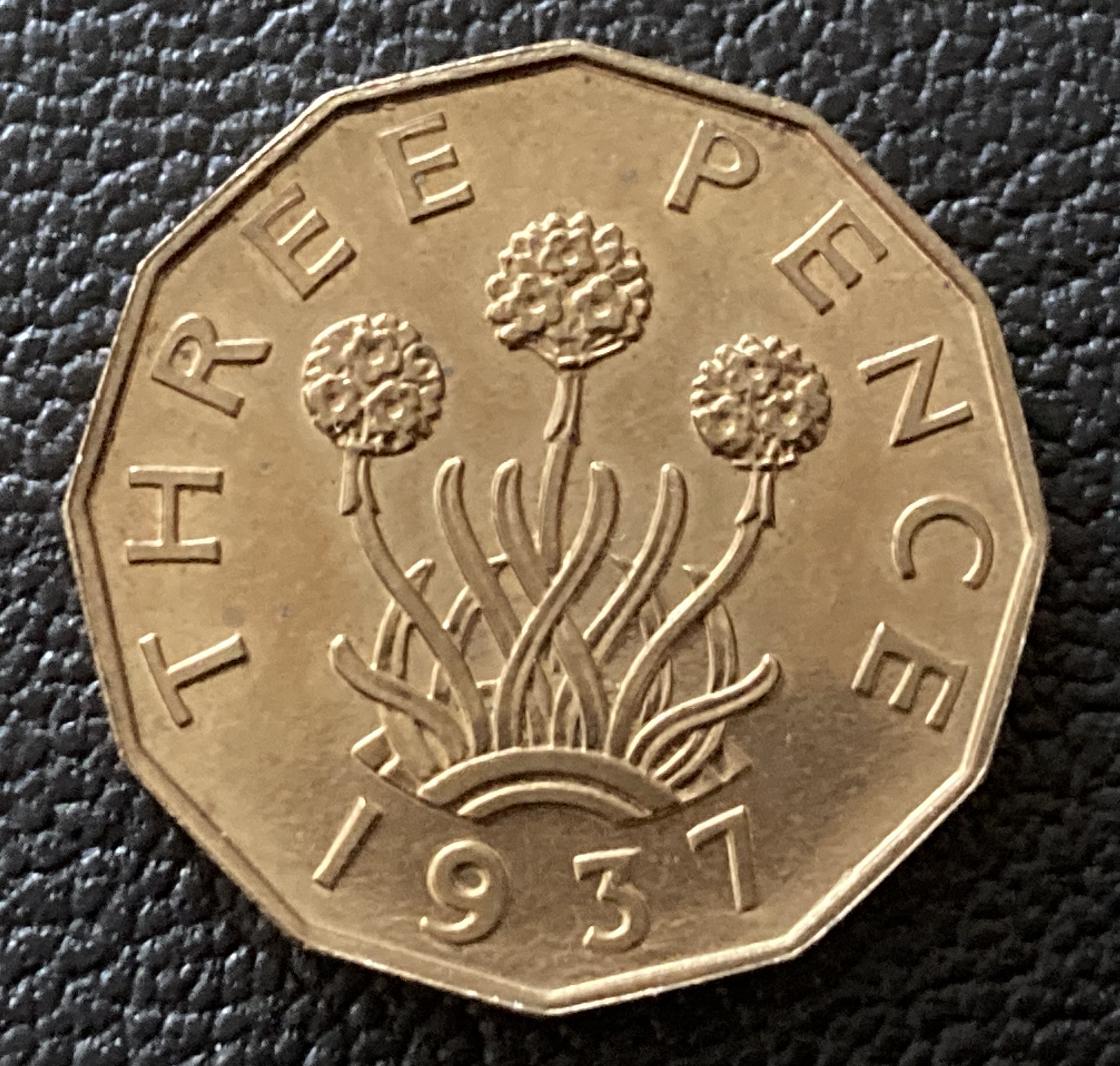
Rewers kolekcjonerskiej trzypensówki (proof threepence) z zestawu koronacyjnego Jerzego VI (1937 rok), którego wzór zapożyczony został ze zmodyfikowanego rewersu próbnej trzypensówki Edwarda VIII.

– informacje ogólne: Wczesna wersja próbna nowej trzypensówki, która z czasem zastąpić miała srebrne trzypensówki, coraz mniej popularne z powodu swego niewielkiego rozmiaru. Nowa moneta była większa (21 mm średnicy), wykonana ze stopu niklu i mosiądzu oraz miała nowoczesny, dodekagonalny (12-kątny) kształt. Nieznaną liczbę tych monet o zróżnicowanej grubości i wadze wybito w Mennicy Królewskiej w celach testowych. Wysłane one zostały do producentów automatów sprzedających w celu dostosowania tychże automatów do przyjmowania nowych monet. Po zakończeniu prób i testów monety te miały powrócić do Mennicy Królewskiej, ale nie wszystkie zostały zwrócone. Jedyne znane egzemplarze trzypensówki typu wczesnego są właśnie tymi niezwróconymi monetami – reszta została przetopiona. Szacuje się, że zachowało się mniej niż dwanaście takich monet. Wśród nich znane są egzemplarze z grubością 1.75 mm (waga ok. 4,5 g), 2.00 mm (waga ok. 5,2 g), 2.25 mm (waga ok. 6 g) i 2.50 mm (waga ok. 6,8 g).
– awers: Zachowane egzemplarze tej monety mają na awersie portret Edwarda VIII – głowa króla jest odkryta (bez korony) i przedstawiona z lewego profilu. Pod portretem widnieją inicjały HP autora portretu, Humphreya Pageta. Wokół głowy króla biegnie zapisana skrótowo inskrypcja łacińska EDWARDVS VIII D: G: BR: OMN: REX F: D: IND: IMP.
– rewers: Centrum rewersu zajmuje otoczony okręgiem wzór roślinny autorstwa Frances Madge Kitchener, który przedstawiać ma zawciąg z trzema rozwiniętymi kwiatami. Od góry roślinę otacza napis THREE, a od dołu napis PENCE. Na lewo od rośliny jest cyfra 19, a na prawo cyfra 37, tworzące razem datę 1937.
– rant: gładki
– oznaczenia katalogowe: 4064B (Sovereign Rarities, ex-Spink, Coins of England and the United Kingdom: Pre-Decimal Issues, 2025), KM# Pn126 (Standard Catalog of World Coins), Giordano T24. Katalog Sovereign Rarities (ex-Spink) wycenia tę monetę na £55 000 (2025 rok). Giordano oznacza rzadkość tej monety stopniem RRRR (excessively rare, tj. znana jedynie w 5-25 egzemplarzach).
– znane egzemplarze tej monety:
| kolekcja (nr inwentarzowy)     | informacje dodatkowe | waga (w gramach) |
| ------------------------------ | --- | ---------------- |
| The Royal Mint Museum (RMM 43) | moneta ta zakupiona została 27 czerwca 1991 roku na aukcji Lubbock & Son Ltd. i włączona do kolekcji The Royal Mint Museum (RMM 43) | 4,52             |
| kolekcja prywatna?             | moneta ta, z niewielkimi plamkami korozji po obu stronach, wystawiona została na sprzedaż 13 października 1997 roku w domu aukcyjnym A.H. Baldwin & Sons Ltd. w Londynie (Baldwin’s Auction 15, lot 56) z ceną szacunkową £18 000 - 20 000; ta sama moneta sprzedana została następnie 11 grudnia 2002 roku na aukcji w domu aukcyjnym DNW (Dix - Noonan - Webb, obecnie Noonans) w Londynie za £16 000 (lot 247)                   | 5,19 / 5,20      |
| kolekcja prywatna?             | moneta ta sprzedana została 26 września 2006 roku w domu aukcyjnym A.H. Baldwin & Sons Ltd. w Londynie (Baldwin’s Auction 48, lot 5041) za £19 000 | 6,617            |
| The Tyrant Collection          | moneta ta, znajdująca się w The Tyrant Collection, oceniona została przez PCGS na MS 63 | ?                |
| kolekcja prywatna?             | moneta ta, pochodząca z Keith Ashman Collection, sprzedana została dwukrotnie przez Mark Rasmussen Numismatist Ltd., najpierw za £27 500 (List 7, Winter 2004/5, item 531), a następnie za £35 000 (List 11, Winter 2005, item 205); później sprzedana została na stronie Sovereign Rarities za £55 000 | 6,74             |
| kolekcja prywatna?             | moneta ta, pochodząca z Penn Collection, sprzedana została 21 stycznia 2021 roku na aukcji Heritage World Coin Auctions w Dallas za $52 500 (z opłatami $63 000); ta sama moneta sprzedana została następnie 21 września 2022 roku na aukcji Sovereign Rarities za £44 000; przez Numismatic Guaranty Company (NGC) oceniona ona została na MS 61 (certyfikat 4241976-007)                                                          | 6,08             |
| kolekcja prywatna?             | moneta ta, z niewielką plamką na rewersie, wystawiona została 17 września 2013 roku na sprzedaż w domu aukcyjnym Mellors and Kirk w Nottingham z ceną wywoławczą £30 000; najprawdopodobniej ten sam egzemplarz (z niewielką plamką w tym samym miejscu na rewersie), przez NGC oceniony na MS 64 (certyfikat 6602061-001), sprzedany został 9 stycznia 2023 roku na aukcji Heritage Auctions (Auction 3105, lot 32235) za $144 000 | 6,05             |
| British Museum (2019,4159.70)  | moneta ta, pochodząca z kolekcji Percy’ego Metcalfe’a, włączona została do kolekcji British Museum w 2019 roku | 6,76             |

– informacje dodatkowe: W Muzeum Mennicy Królewskiej znajduje się również odcisk rewersu trzypensówki wczesnego typu wykonany w gumie przy użyciu oryginalnego stempla menniczego (RMM 69).

### Edward VIII, pattern proof threepence (trzypensówka), 1937 (stop niklu i mosiądzu), typ zmodyfikowany

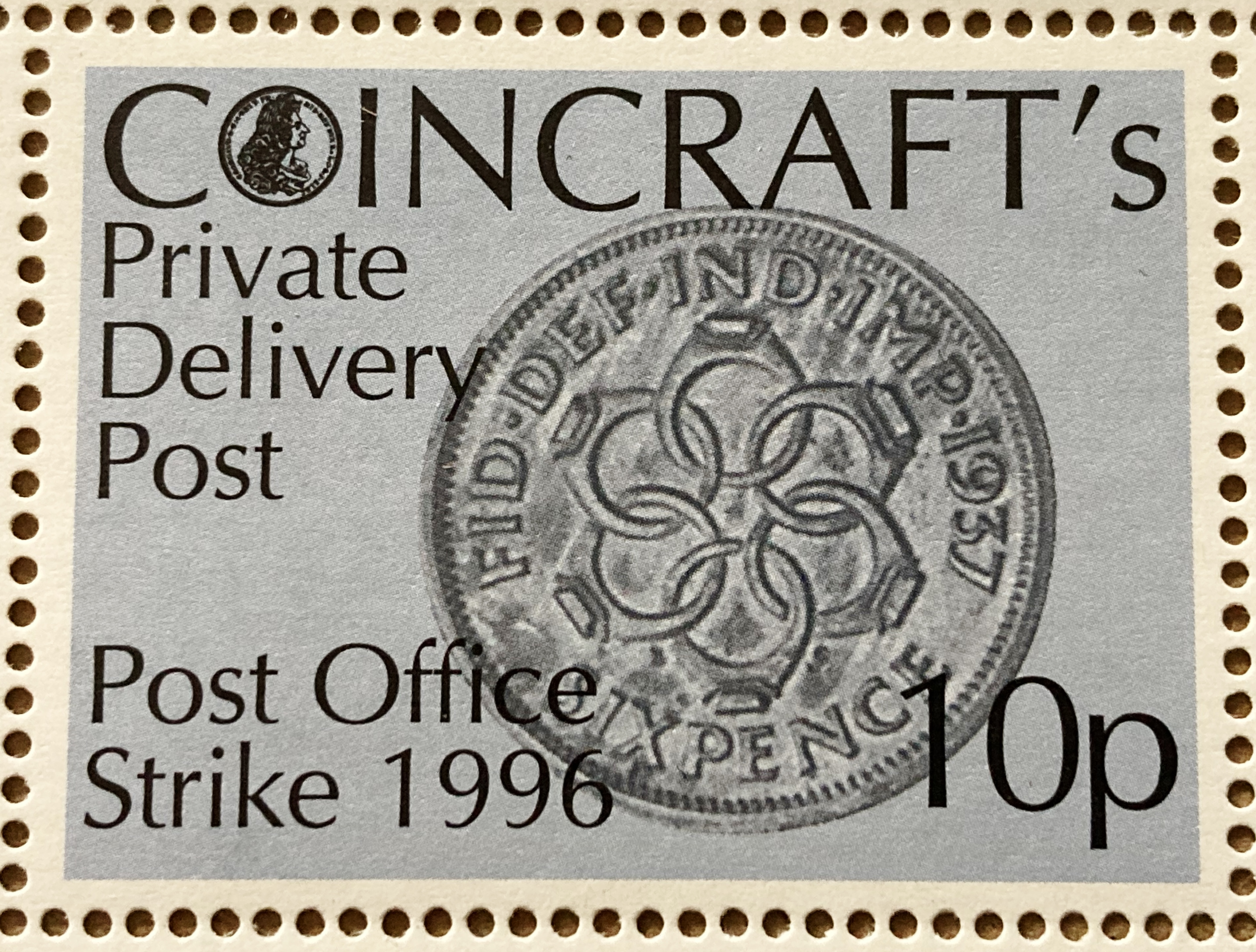
Znaczek pocztowy wydany przez prywatną firmę Coincraft, założoną przez Richarda Lobela. Przedstawiony na nim został rewers próbnej kolekcjonerskiej sześciopensówki Edwarda VIII, która znajdowała się w kolekcji Richarda Lobela

– informacje ogólne: Zmodyfikowany typ nowej trzypensówki ze zmienionym rewersem autorstwa Percy’ego Metcalfe’a. Rewers ten też zawierał przedstawienie zawciągu z trzema rozwiniętymi kwiatami, ale wizerunek ten był uproszczony i mniej realistyczny. Po bokach i powyżej rośliny biegnie wzdłuż krawędzi napis THREE PENCE, a poniżej rośliny widnieje data 1937. Awers pozostał niezmieniony. Zachowane egzemplarze monety mają średnicę 22 mm i ważą 6,6 g. Ten typ niklowo-mosiężnej trzypensówki wraz ze srebrną trzypensowką trafił do zestawu koronacyjnego Edwarda VIII, a jej rewers trafił później na niklowo-mosiężne trzypensówki Jerzego VI, następcy Edwarda VIII.
– rant: gładki
– oznaczenia katalogowe: 4064A (Sovereign Rarities, ex-Spink, Coins of England and the United Kingdom: Pre-Decimal Issues, 2025), KM# Pn125 (Standard Catalog of World Coins), Giordano P4a (brilliant proof) i P4b (matt proof). Katalog Sovereign Rarities (ex-Spink) wycenia tę monetę na £75 000 (2025 rok). Giordano rzadkość niklowo-mosiężnych trzypensówek w stanie brilliant proof oznacza symbolem RRRR (excessively rare, tj. znany jedynie w 5-25 egzemplarzach), a niklowo-mosiężnych trzypensówek w stanie matt proof symbolem RRRRR (virtually unique, tj. znany jedynie w 1-4 egzemplarzach).
– znane egzemplarze tej monety:
| kolekcja (nr inwentarzowy)     | informacje dodatkowe | pierwotna przynależność do zestawu (rekonstruowana) |
| ------------------------------ | --- | --- |
| The Royal Mint Museum (RMM 39) | moneta ma polakierowany awers; włączona została do kolekcji The Royal Mint Museum 5 listopada 1970 roku | egzemplarz z pierwszego kompletnego zestawu kolekcjonerskiego znajdującego się w kolekcji Muzeum Mennicy Królewskiej                                                                        |
| The Royal Mint Museum (RMM 40) | moneta ma polakierowany rewers; włączona została do kolekcji The Royal Mint Museum 5 listopada 1970 roku | egzemplarz z drugiego kompletnego zestawu kolekcjonerskiego znajdującego się w kolekcji Muzeum Mennicy Królewskiej                                                                          |
| The Royal Mint Museum (RMM 42) | moneta ma polakierowany awers; włączona została do kolekcji The Royal Mint Museum 5 listopada 1970 roku; od 7 marca 1973 roku moneta znajduje się na długotrwałym wypożyczeniu w Muzeum Brytyjskim | egzemplarz z trzeciego kompletnego zestawu kolekcjonerskiego należącego do Muzeum Mennicy Królewskiej, ale znajdującego się na długotrwałym wypożyczeniu w Muzeum Brytyjskim                |
| Royal Collection (RCIN 443671) | moneta znajduje się w kolekcji należącej do brytyjskiej rodziny królewskiej | egzemplarz z czwartego kompletnego zestawu kolekcjonerskiego znajdującego się w Kolekcji Królewskiej                                                                                        |
| The Tyrant Collection          | kolekcjonerska próbna trzypensówka z kompletnego zestawu w The Tyrant Collection oceniona została przez PCGS na PR66 Deep Cameo (PCGS no. 417465) | egzemplarz z piątego kompletnego zestawu kolekcjonerskiego znajdującego się w Kolekcji Tyrana w USA                                                                                         |
| The Royal Mint Museum (RMM 41) | moneta włączona została do kolekcji The Royal Mint Museum 5 listopada 1970 roku | egzemplarz z szóstego kompletnego zestawu kolekcjonerskiego (część monet z tego zestawu znajduje się w kolekcji Muzeum Mennicy Królewskiej, a część w rękach prywatnych kolekcjonerów)      |
| kolekcja prywatna?             | próbna niklowo-mosiężna kolekcjonerska trzypensówka Edwarda VIII z matowym wykończeniem awersu i rewersu z kolekcji doktora Alfreda Globusa, oceniona przez NGC na PF62, wystawiona została 1 grudnia 1999 roku na sprzedaż w domu aukcyjnym Stack’s w Nowym Jorku z szacowaną ceną $20 000 - 25 000 (lot 1004, cena zrealizowana $9 775); ta sama moneta wystawiona została na sprzedaż 9 stycznia 2006 roku w Nowym Jorku (Heritage World Coin Auctions, lot 13773), gdzie sprzedana została za $48 875 | egzemplarz z niekompletnego zestawu monet z matowym wykończeniem (część monet z tego zestawu znajduje się w kolekcji Muzeum Mennicy Królewskiej, a część w rękach prywatnych kolekcjonerów) |

### Edward VIII, pattern proof sixpence (sześciopensówka), 1937 (srebro)
– informacje ogólne: Próbna kolekcjonerska sześciopensówka Edwarda VIII (pattern proof sixpence) wykonana jest ze srebra (.500), ma średnicę 19 mm i waży 2,8 g.
– awers: Zachowane egzemplarze tej monety mają na awersie portret Edwarda VIII autorstwa Humphreya Pageta – głowa króla jest odkryta (bez korony) i przedstawiona z lewego profilu. Wokół głowy króla biegnie zapisana skrótowo inskrypcja łacińska EDWARDVS VIII D: G: BR: OMN: REX.
– rewers: Rewers monety posiada nowy wzór, różniący się od tego widniejącego na srebrnych sześciopensówkach wcześniejszego władcy, Jerzego V. W jego centrum widnieje sześć splecionych ze sobą pierścieni świętego Edwarda Wyznawcy, imiennika króla, a pod nimi są inicjały KG projektanta rewersu, którym był George Kruger Gray. Po bokach i powyżej pierścieni umieszczony jest biegnący wzdłuż krawędzi napis z drugą częścią inskrypcji królewskiej i datą (FID · DEF · IND · IMP · 1937). Poniżej pierścieni widnieje z kolei otaczający je od dołu napis SIXPENCE. Rewers ten nie przyjął się i na sześciopensówkach Jerzego VI, następcy Edwarda VIII, widnieje już inny wzór.
– rant: ząbkowany
– oznaczenia katalogowe: 4063 (Sovereign Rarities, ex-Spink, Coins of England and the United Kingdom: Pre-Decimal Issues, 2025), KM# Pn127 (Standard Catalog of World Coins), Giordano P6a (brilliant proof) i P6b (matt proof). Katalog Sovereign Rarities (ex-Spink) wycenia tę monetę na £95 000 (2025 rok). Giordano rzadkość sześciopensówek w stanie brilliant proof oznacza symbolem RRRR (excessively rare, tj. znany jedynie w 5-25 egzemplarzach), a sześciopensówek w stanie matt proof symbolem RRRRR (virtually unique, tj. znany jedynie w 1-4 egzemplarzach).

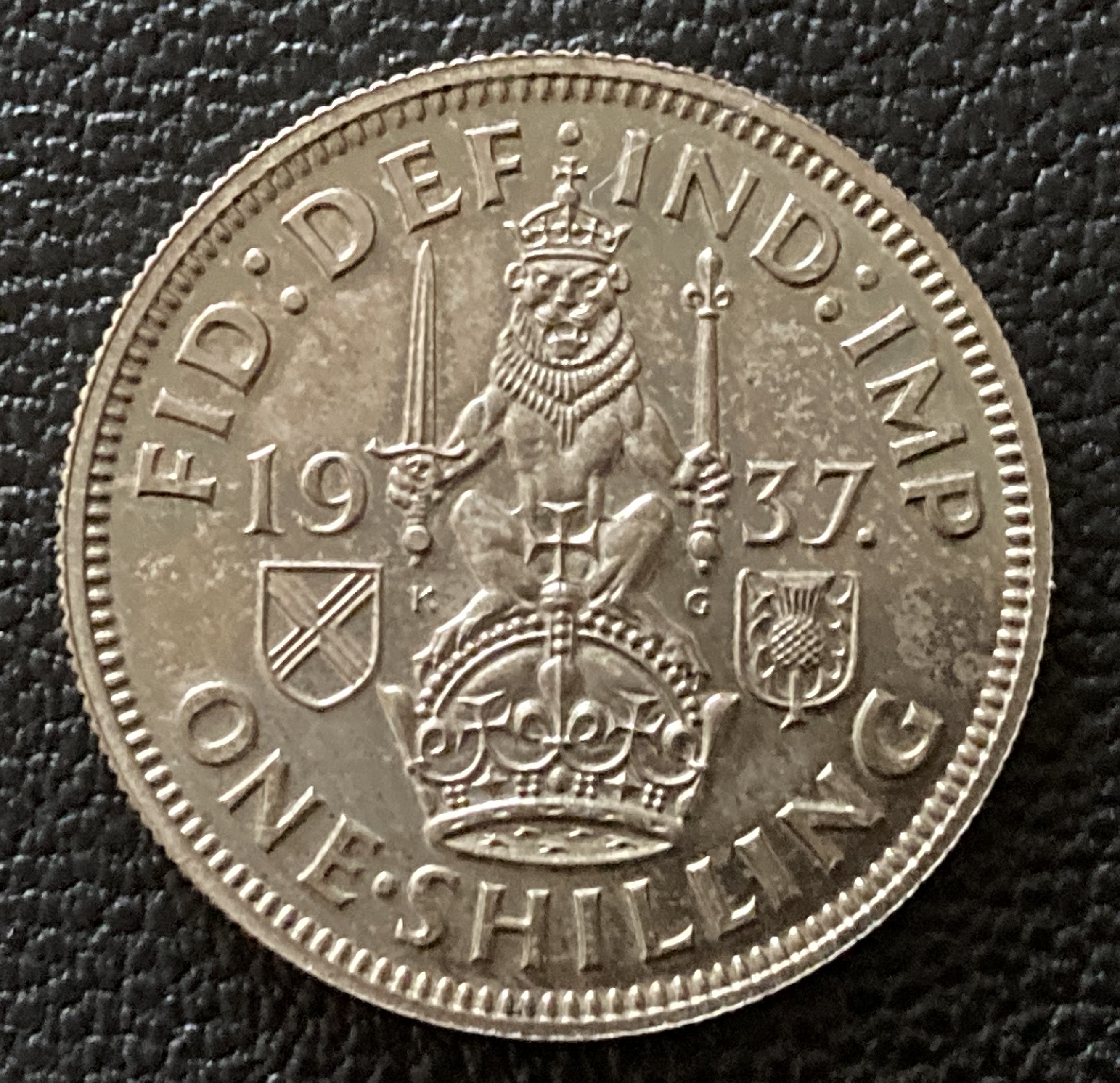
Rewers kolekcjonerskiego szkockiego szylinga (proof scottish shilling) z zestawu koronacyjnego Jerzego VI (1937 rok), którego wzór zapożyczony został z rewersu próbnego kolekcjonerskiego szkockiego szylinga Edwarda VIII.

– znane egzemplarze tej monety:
| kolekcja (nr inwentarzowy)     | informacje dodatkowe | pierwotna przynależność do zestawu (rekonstruowana) |
| ------------------------------ | --- | --- |
| The Royal Mint Museum (RMM 31) | moneta włączona została do kolekcji The Royal Mint Museum 5 listopada 1970 roku | egzemplarz z pierwszego kompletnego zestawu kolekcjonerskiego znajdującego się w kolekcji Muzeum Mennicy Królewskiej                                                                        |
| The Royal Mint Museum (RMM 32) | moneta włączona została do kolekcji The Royal Mint Museum 5 listopada 1970 roku | egzemplarz z drugiego kompletnego zestawu kolekcjonerskiego znajdującego się w kolekcji Muzeum Mennicy Królewskiej                                                                          |
| The Royal Mint Museum (RMM 33) | moneta włączona została do kolekcji The Royal Mint Museum 5 listopada 1970 roku; od 7 marca 1973 roku moneta znajduje się na długotrwałym wypożyczeniu w Muzeum Brytyjskim | egzemplarz z trzeciego kompletnego zestawu kolekcjonerskiego należącego do Muzeum Mennicy Królewskiej, ale znajdującego się na długotrwałym wypożyczeniu w Muzeum Brytyjskim                |
| Royal Collection (RCIN 443669) | moneta znajduje się w kolekcji należącej do brytyjskiej rodziny królewskiej | egzemplarz z czwartego kompletnego zestawu kolekcjonerskiego znajdującego się w Kolekcji Królewskiej                                                                                        |
| The Tyrant Collection          | kolekcjonerska próbna sześciopensówka z kompletnego zestawu w The Tyrant Collection oceniona została przez PCGS na PR64 Cameo (PCGS no. 417689) | egzemplarz z piątego kompletnego zestawu kolekcjonerskiego znajdującego się w Kolekcji Tyrana w USA                                                                                         |
| kolekcja prywatna?             | próbna kolekcjonerska sześciopensówka Edwarda VIII była jedną z sześciu monet próbnych tego króla, które w latach siedemdziesiątych znajdowały się w prywatnej kolekcji Richarda Lobela w Wielkiej Brytanii; w trakcie konwencji Amerykańskiego Stowarzyszenia Numizmatycznego, odbywającej się w dniach 21–26 sierpnia 1978 roku w Houston, dom aukcyjny Bowers & Ruddy Galleries próbował sprzedać tę sześciopensówkę najpierw osobno (lot 2930, cena szacunkowa $24 000 – 35 000), a następnie w zestawie z pozostałymi monetami Edwarda VIII z kolekcji Richarda Lobela (lot 2934), ale w obu przypadkach nie zdołano uzyskać ceny wywoławczej uzgodnionej z Richardem Lobelem; w okresie późniejszym monety Edwarda VIII z kolekcji Richarda Lobela wystawione zostały na sprzedaż ponownie (jako zestaw) z ceną $250 000; 9 października 1985 roku sześciopensówka z byłej kolekcji Richarda Lobela wystawiona została na sprzedaż w domu aukcyjnym Spink & Son (Spink Sale 46, lot 821); ponownie, już jako pochodząca z kolekcji sześciopensówek Alfreda Bole’a, wystawiona została na sprzedaż 29 września 2010 roku w domu aukcyjnym Noonans w Londynie z szacunkową ceną £15 000 - 20 000 (lot 1861, cena zrealizowana £34 000); 15 stycznia 2019 roku sześciopensówka Edwarda VIII, opisana jako pochodząca z byłej kolekcji Richarda Lobela, przez PCSG oceniona na PR63+ (PCGS no. 568344), sprzedana została na aukcji w Japonii (Auction World 15, lot 3731) za ¥5 000 000 (ok. $45 583) | egzemplarz z szóstego kompletnego zestawu kolekcjonerskiego (część monet z tego zestawu znajduje się w kolekcji Muzeum Mennicy Królewskiej, a część w rękach prywatnych kolekcjonerów)      |
| The Royal Mint Museum (RMM 34) | moneta z matowym wykończeniem awersu i rewersu; do kolekcji The Royal Mint Museum włączona została 5 listopada 1970 roku | egzemplarz z niekompletnego zestawu monet z matowym wykończeniem (część monet z tego zestawu znajduje się w kolekcji Muzeum Mennicy Królewskiej, a część w rękach prywatnych kolekcjonerów) |

### Edward VIII, pattern proof scottish shilling (szyling szkocki), 1937 (srebro)
– informacje ogólne: Próbny kolekcjonerski szyling szkocki Edwarda VIII (pattern proof scottish shilling) jest monetą o nominalnej wartości 12 pensów, wykonaną ze srebra (.500), o średnicy 24 mm i wadze 5,63 g.
– awers: Zachowane egzemplarze tej monety mają na awersie portret Edwarda VIII autorstwa Humphreya Pageta – głowa króla jest odkryta (bez korony) i przedstawiona z lewego profilu. Wokół głowy króla biegnie zapisana skrótowo inskrypcja łacińska EDWARDVS VIII D: G: BR: OMN: REX.
– rewers: Rewers monety posiada nowy wzór, różniący się od tego widniejącego na srebrnych szylingach wcześniejszego władcy, Jerzego V. W jego centrum przedstawiony został frontalnie lew siedzący na koronie, trzymający w wyciągmiętych łapach miecz i berło. Po lewej stronie lwa jest liczba 19, a po prawej liczba 37, tworzące datę 1937. Poniżej liczby 19 jest tarcza herbowa z krzyżem świętego Andrzeja, a poniżej liczby 37 tarcza herbowa z ostem. Przy dolnych łapach lwa widoczne są litery K i G, będące inicjałami projektanta rewersu, którym był George Kruger Gray. Wzdłuż górnej krawędzi rewersu biegnie napis z drugą częścią inskrypcji królewskiej (FID: DEF: IND: IMP). Poniżej korony na której siedzi lew, wzdłuż dolnej krawędzi rewersu, biegnie napis ONE·SHILLING. Ten sam wzór rewersu pojawia się również na szkockich szylingach Jerzego VI, następcy Edwarda VIII.
– rant: ząbkowany
– oznaczenia katalogowe: 4063 (Sovereign Rarities, ex-Spink, Coins of England and the United Kingdom: Pre-Decimal Issues, 2025), KM# Pn128 (Standard Catalog of World Coins), Giordano P7a (brilliast proof) i P7b (matt proof). Katalog Sovereign Rarities (ex-Spink) wycenia tę monetę na £125 000 (2025 rok). Giordano rzadkość szylingów w stanie brilliant proof oznacza symbolem RRRR (excessively rare, tj. znany jedynie w 5-25 egzemplarzach), a szylingów w stanie matt proof symbolem RRRRR (virtually unique, tj. znany jedynie w 1-4 egzemplarzach).
– znane egzemplarze tej monety:
| kolekcja (nr inwentarzowy)     | informacje dodatkowe | pierwotna przynależność do zestawu (rekonstruowana) |
| ------------------------------ | --- | --- |
| The Royal Mint Museum (RMM 27) | moneta włączona została do kolekcji The Royal Mint Museum 5 listopada 1970 roku | egzemplarz z pierwszego kompletnego zestawu kolekcjonerskiego znajdującego się w kolekcji Muzeum Mennicy Królewskiej                                                                        |
| The Royal Mint Museum (RMM 28) | moneta włączona została do kolekcji The Royal Mint Museum 5 listopada 1970 roku | egzemplarz z drugiego kompletnego zestawu kolekcjonerskiego znajdującego się w kolekcji Muzeum Mennicy Królewskiej                                                                          |
| The Royal Mint Museum (RMM 29) | moneta włączona została do kolekcji The Royal Mint Museum 5 listopada 1970 roku; od 7 marca 1973 roku znajduje się na długotrwałym wypożyczeniu w Muzeum Brytyjskim | egzemplarz z trzeciego kompletnego zestawu kolekcjonerskiego należącego do Muzeum Mennicy Królewskiej, ale znajdującego się na długotrwałym wypożyczeniu w Muzeum Brytyjskim                |
| Royal Collection (RCIN 443668) | moneta znajduje się w kolekcji należącej do brytyjskiej rodziny królewskiej | egzemplarz z czwartego kompletnego zestawu kolekcjonerskiego znajdującego się w Kolekcji Królewskiej                                                                                        |
| The Tyrant Collection          | kolekcjonerski próbny szyling z kompletnego zestawu w The Tyrant Collection oceniony został przez PCGS na PR66 Cameo (PCGS no. 417690) | egzemplarz z piątego kompletnego zestawu kolekcjonerskiego znajdującego się w Kolekcji Tyrana w USA                                                                                         |
| kolekcja prywatna?             | kolekcjonerski próbny szkocki szyling Edwarda VIII był jedną z sześciu monet próbnych tego króla, które w latach siedemdziesiątych znajdowały się w prywatnej kolekcji Richarda Lobela w Wielkiej Brytanii; w trakcie konwencji Amerykańskiego Stowarzyszenia Numizmatycznego, odbywającej się w dniach 21–26 sierpnia 1978 roku w Houston, dom aukcyjny Bowers & Ruddy Galleries próbował sprzedać tego szylinga najpierw osobno (lot 2931, cena szacunkowa $28 800 – 40 000), a następnie w zestawie z pozostałymi monetami Edwarda VIII z kolekcji Richarda Lobela (lot 2934), ale w obu przypadkach nie zdołano uzyskać ceny wywoławczej uzgodnionej z Richardem Lobelem; w okresie późniejszym monety próbne Edwarda VIII z kolekcji Richarda Lobela wystawione zostały na sprzedaż ponownie (jako zestaw) z ceną $250 000; 9 października 1985 roku szyling Edwarda VIII, mający pochodzić z byłej kolekcji Richarda Lobela, wystawiony został na sprzedaż w domu aukcyjnym Spink & Son (Spink Sale 46, lot 820); ten sam dom aukcyjny w 1997 roku wystawił ponownie na sprzedaż szylinga z byłej kolekcji Richarda Lobela z ceną wywoławczą $35 000 | egzemplarz z szóstego kompletnego zestawu kolekcjonerskiego (część monet z tego zestawu znajduje się w kolekcji Muzeum Mennicy Królewskiej, a część w rękach prywatnych kolekcjonerów)      |
| The Royal Mint Museum (RMM 30) | moneta z matowym wykończeniem awersu i rewersu; do kolekcji The Royal Mint Museum włączona została 5 listopada 1970 roku | egzemplarz z niekompletnego zestawu monet z matowym wykończeniem (część monet z tego zestawu znajduje się w kolekcji Muzeum Mennicy Królewskiej, a część w rękach prywatnych kolekcjonerów) |

– informacje dodatkowe: Na rewersie próbnych kolekcjonerskich szylingów Edwarda VIII widnieje klejnot herbowy z herbu Szkocji (Scottish Crest), przedstawiony w formie lwa siedzącego na koronie. Szkoci od dawna protestowali z powodu nadmiernie angielskiego charakteru brytyjskich monet, a ich szczególną niechęć budziły szylingi Edwarda VII i Jerzego V, na których rewersie przedstawiony był klejnot herbowy z herbu Anglii (Royal Crest of England), przedstawiony w formie lwa stojącego na koronie. Znając nastroje panujące w Szkocji dyrektor Mennicy Królewskiej w lutym 1936 poprosił artystę George’a Krugera Graya o wykonanie modelu szkockiego klejnotu herbowego jako wzoru rewersu dla dystynktywnie szkockiego szylinga. Planowano też wyemitować szylingi z istniejącym już angielskim rewersem, ale do czasu abdykacji Edwarda VIII żadne próbne szylingi z angielskim rewersem nie zostały wybite. Dopiero po wstąpieniu na tron Jerzego VI do obiegu trafiły dwa różne szylingi: jeden z angielskim rewersem i drugi ze szkockim rewersem.
Poza próbnymi kolekcjonerskimi szkockimi szylingami Edwarda VIII z jego zestawów koronacyjnych istnieje jeszcze jednostronny srebrny model rewersu próbnego szkockiego szylinga z wybitym na awersie słowem MODEL. Sprzedany on został w lipcu 2001 roku na aukcji w domu aukcyjnym Christie’s za £1 840. Inny egzemplarz tego samego jednostronnego modelu (pochodzący z The Joanna Tansley Collection of Patterns, Proofs and Coining Trials), wystawiony został na sprzedaż 28 września 2005 roku w domu aukcyjnym Noonans w Londynie z ceną szacunkową £1 000 - 1 500 (lot 399, cena zrealizowana £2 300).
1 grudnia 1999 roku w domu aukcyjnym Stack’s w Nowym Jorku wystawiona została na sprzedaż stalowa matryca (matrix) rewersu próbnego szkockiego szylinga Edwarda VIII z szacowaną ceną $5 000 - 10 000 (lot 1002, cena zrealizowana $3 162). Ta sama stalowa matryca, opisana jako pochodząca z prywatnej kolekcji George’a Kruger Graya, wystawiona została ponownie na sprzedaż 8 października 2002 roku w domu aukcyjnym DNW (Dix - Noonan - Webb) w Londynie z szacowaną ceną £2 500 - 3 000 (lot 1397, cena zrealizowana £2 000).
Poza stalową matrycą znana jest również matryca ołowiana: wystawiona ona została na sprzedaż 7 października 2003 roku w domu aukcyjnym DNW (Dix - Noonan - Webb) w Londynie z szacowaną ceną £1 000 - 1 250 (lot 793, cena zrealizowana £1 300).
W Muzeum Mennicy Królewskiej znajduje się też wykonany w gumie odcisk próbnego rewersu szylinga autorstwa Harolda Wilsona Parkera z przedstawieniem ukoronowanego jesiotra (RMM 68). Wzór ten, wraz z innymi zwierzęcymi wzorami rewersów srebrnych monet zaproponowanymi przez Harolda Wilsona Parkera, został odrzucony przez króla w lipcu 1936 roku.

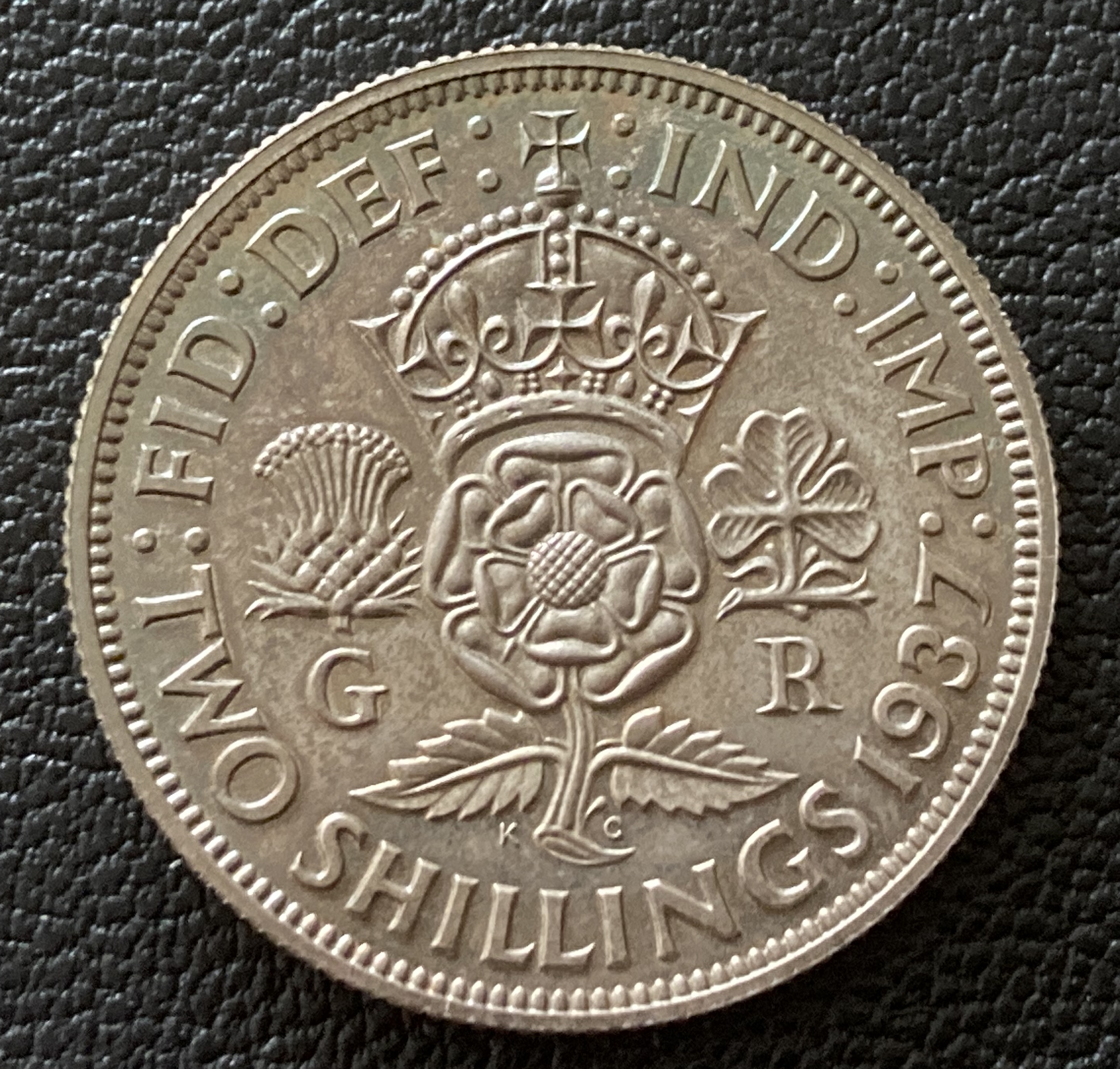
Rewers kolekcjonerskiego florina (proof florin) z zestawu koronacyjnego Jerzego VI (1937 rok), którego wzór zapożyczony został z rewersu próbnego kolekcjonerskiego florina Edwarda VIII (jedyna zmiana polegała na zamianie liter ER na GR).

### Edward VIII, pattern proof florin (2 szylingi), 1937 (srebro)
– informacje ogólne: Próbny kolekcjonerski florin Edwarda VIII (pattern proof florin) jest monetą o nominalnej wartości 2 szylingów (24 pensów), wykonaną ze srebra (.500), o średnicy 28,5 mm i wadze 11,33 g.
– awers: Zachowane egzemplarze tej monety mają na awersie portret Edwarda VIII autorstwa Humphreya Pageta – głowa króla jest odkryta (bez korony) i przedstawiona z lewego profilu. Wokół głowy króla biegnie zapisana skrótowo inskrypcja łacińska EDWARDVS VIII D: G: BR: OMN: REX.
– rewers: Rewers monety posiada nowy wzór, różniący się od tego widniejącego na srebrnych florinach wcześniejszego władcy, Jerzego V. W jego centrum znajduje się duża ukoronowana róża z krótką łodygą i dwoma liśćmi, pod którymi widnieją niewielkie litery K i G, będące inicjałami projektanta rewersu George’a Krugera Graya. Na lewo od róży przedstawiony jest oset z umieszczoną pod nim literą E, a na prawo od róży koniczyna z umieszczoną pod nią literą R (litery ER, czyli EDWARDUS REX są inicjałami Edwarda VIII). Wzdłuż górnej krawędzi rewersu biegnie napis z drugą częścią inskrypcji królewskiej (: FID: DEF: IND: IMP :), a wzdłuż dolnej krawędzi rewersu napis TWO SHILLINGS i data 1937. Ten sam wzór rewersu, tylko ze zmienionymi inicjałami z ER na GR (GEORGIUS REX), trafił na floriny Jerzego VI, następcy Edwarda VIII.
– rant: ząbkowany
– oznaczenia katalogowe: 4063 (Sovereign Rarities, ex-Spink, Coins of England and the United Kingdom: Pre-Decimal Issues, 2025), KM# Pn129 (Standard Catalog of World Coins), Giordano P8a (brilliant proof) i P8b (matt proof). Katalog Sovereign Rarities (ex-Spink) wycenia tę monetę na £150 000 (2025 rok). Giordano rzadkość florinów w stanie brilliant proof oznacza symbolem RRRR (excessively rare, tj. znany jedynie w 5-25 egzemplarzach), a florinów w stanie matt proof symbolem RRRRR (virtually unique, tj. znany jedynie w 1-4 egzemplarzach).
– znane egzemplarze tej monety:
| kolekcja (nr inwentarzowy)     | informacje dodatkowe | pierwotna przynależność do zestawu (rekonstruowana) |
| ------------------------------ | --- | --- |
| The Royal Mint Museum (RMM 22) | moneta włączona została do kolekcji The Royal Mint Museum 5 listopada 1970 roku | egzemplarz z pierwszego kompletnego zestawu kolekcjonerskiego znajdującego się w kolekcji Muzeum Mennicy Królewskiej                                                                        |
| The Royal Mint Museum (RMM 23) | moneta włączona została do kolekcji The Royal Mint Museum 5 listopada 1970 roku | egzemplarz z drugiego kompletnego zestawu kolekcjonerskiego znajdującego się w kolekcji Muzeum Mennicy Królewskiej                                                                          |
| The Royal Mint Museum (RMM 25) | moneta włączona została do kolekcji The Royal Mint Museum 5 listopada 1970 roku; od 7 marca 1973 roku znajduje się na długotrwałym wypożyczeniu w Muzeum Brytyjskim | egzemplarz z trzeciego kompletnego zestawu kolekcjonerskiego należącego do Muzeum Mennicy Królewskiej, ale znajdującego się na długotrwałym wypożyczeniu w Muzeum Brytyjskim                |
| Royal Collection (RCIN 443667) | moneta znajduje się w kolekcji należącej do brytyjskiej rodziny królewskiej | egzemplarz z czwartego kompletnego zestawu kolekcjonerskiego znajdującego się w Kolekcji Królewskiej                                                                                        |
| The Tyrant Collection          | kolekcjonerski próbny florin z kompletnego zestawu w The Tyrant Collection oceniony został przez PCGS na PR65 (PCGS no. 417691) | egzemplarz z piątego kompletnego zestawu kolekcjonerskiego znajdującego się w Kolekcji Tyrana w USA                                                                                         |
| The Royal Mint Museum (RMM 24) | moneta włączona została do kolekcji The Royal Mint Museum 5 listopada 1970 roku | egzemplarz z szóstego kompletnego zestawu kolekcjonerskiego (część monet z tego zestawu znajduje się w kolekcji Muzeum Mennicy Królewskiej, a część w rękach prywatnych kolekcjonerów)      |
| kolekcja prywatna?             | próbny srebrny kolekcjonerski florin Edwarda VIII z matowym wykończeniem awersu i rewersu z kolekcji doktora Alfreda Globusa, oceniony przez NGC na PF62, wystawiony został 1 grudnia 1999 roku na sprzedaż w domu aukcyjnym Stack’s w Nowym Jorku z szacowaną ceną $20 000 - 30 000 (lot 1001, sprzedany za $8 912); ta sama moneta, dalej w slabie NGC (certyfikat 696286-003, ocena PF 62), sprzedana została na stronie Sovereign Rarities za £125 000 | egzemplarz z niekompletnego zestawu monet z matowym wykończeniem (część monet z tego zestawu znajduje się w kolekcji Muzeum Mennicy Królewskiej, a część w rękach prywatnych kolekcjonerów) |

– informacje dodatkowe: Pierwotny wzór rewersu autorstwa George’a Krugera Graya był nieco inny: oset i koniczyna wyrastały z łodygi róży, a litery E i R umieszczone były ponad ostem i koniczyną. W Muzeum Mennicy Królewskiej znajduje się próbny srebrny model florina Edwarda VIII z wybitym jedynie rewersem (RMM 26) oraz odcisk rewersu wykonany w gumie przy użyciu oryginalnego stempla menniczego (RMM 67), na których przedstawiony został ten właśnie pierwotny wzór.
Znany jest też próbny florin Edwarda VIII z usuniętym niemal całkowicie wzorem na rewersie (widoczny jest jedynie zarys korony w centrum rewersu oraz części liter i cyfr z legendy biegnącej wokół krawędzi rewersu). Florin ten, pochodzący z kolekcji Josepha Giordano, wystawiony został na sprzedaż w domu aukcyjnym Spink & Son w Londynie 21 września 2010 roku. Inną znaną monetą próbną Edwarda VIII, którą potraktowano w podobny sposób, jest półkorona z Muzeum Mennicy Królewskiej (RMM 18), gdzie celowo usunięty został niemal cały awers.

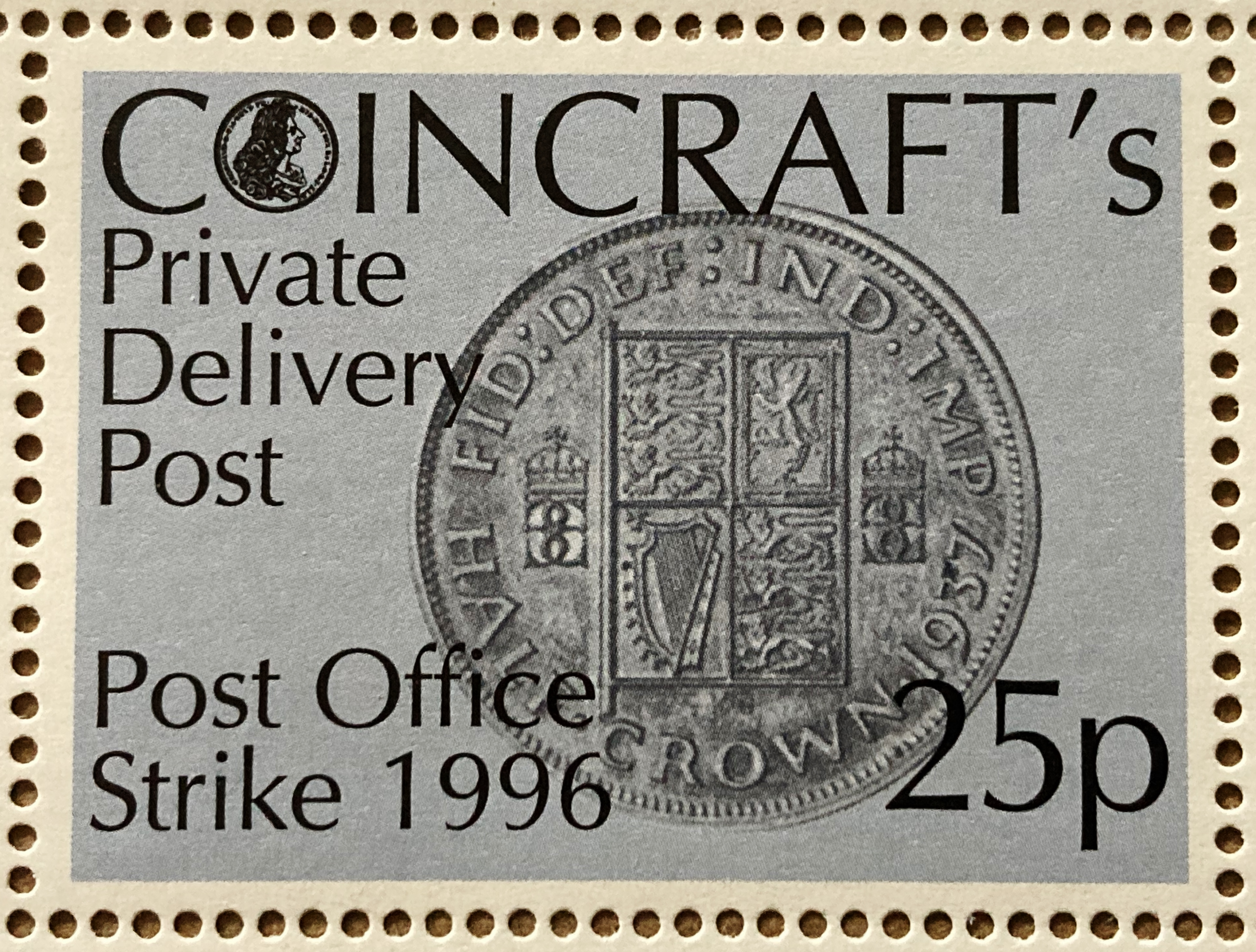
Znaczek pocztowy wydany przez prywatną firmę Coincraft, założoną przez Richarda Lobela. Przedstawiony na nim został rewers próbnej kolekcjonerskiej półkorony Edwarda VIII, która znajdowała się w kolekcji Richarda Lobela

### Edward VIII, pattern proof half crown (półkorona), 1937 (srebro)

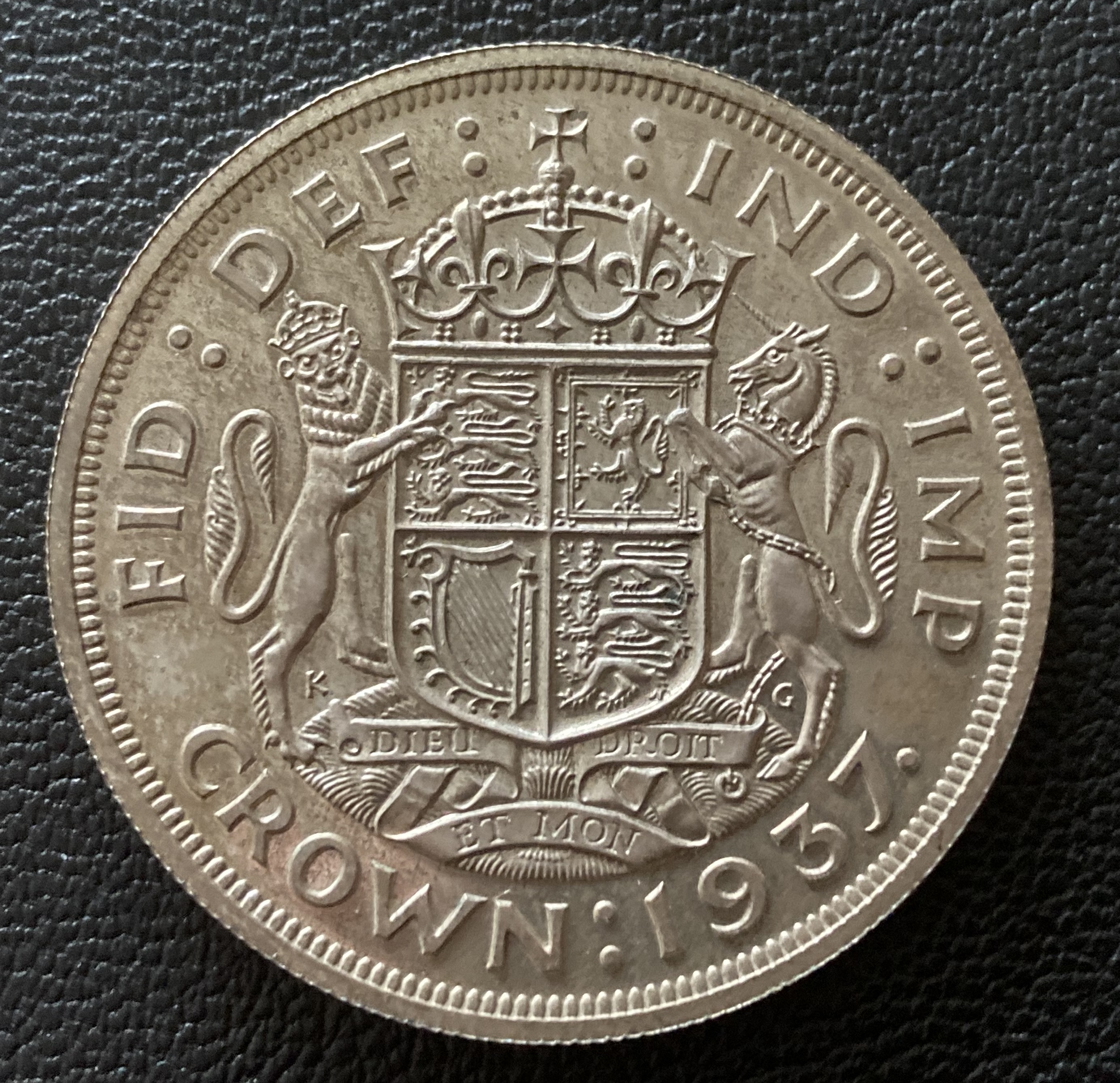
Rewers kolekcjonerskiej korony (proof crown) z zestawu koronacyjnego Jerzego VI (1937 rok), którego wzór zapożyczony został z rewersu próbnej kolekcjonerskiej korony Edwarda VIII.

– informacje ogólne: Próbna kolekcjonerska półkorona Edwarda VIII (pattern proof half crown) jest monetą o nominalnej wartości dwóch szylingów i sześciu pensów (tj. w sumie 30 pensów), wykonaną ze srebra (.500), o średnicy 32 mm i wadze 14,11 g.
– awers: Zachowane egzemplarze tej monety mają na awersie portret Edwarda VIII autorstwa Humphreya Pageta – głowa króla jest odkryta (bez korony) i przedstawiona z lewego profilu. Wokół głowy króla biegnie zapisana skrótowo inskrypcja łacińska EDWARDVS VIII D: G: BR: OMN: REX”.
– rewers: Rewers monety posiada nowy wzór, różniący się od tego widniejącego na srebrnych półkoronach wcześniejszego władcy, Jerzego V. W jego centrum znajduje się prostokątny sztandar z herbem Wielkiej Brytanii, pod którym widnieją niewielkie litery KG, będące inicjałami projektanta rewersu George’a Krugera Graya. Sztandar flankuje z obu stron ukoronowany monogram królewski Edwarda VIII złożony z odwróconych względem siebie i nachodzących na siebie liter E. Wzdłuż górnej krawędzi rewersu biegnie napis z drugą częścią inskrypcji królewskiej (FID: DEF: IND: IMP :), a wzdłuż dolnej krawędzi rewersu napis z nominałem i datą (HALF · CROWN · 1937). Rewers ten nie przyjął się i na srebrnych półkoronach Jerzego VI, następcy Edwarda VIII, widnieje już nieco inny wzór, na którym zamiast sztandaru jest tarcza.
– rant: ząbkowany
– oznaczenia katalogowe: 4063 (Sovereign Rarities, ex-Spink, Coins of England and the United Kingdom: Pre-Decimal Issues, 2025), KM# Pn130 (Standard Catalog of World Coins), Giordano P9a (brilliant proof) i P9b (matt proof). Katalog Sovereign Rarities (ex-Spink) wycenia tę monetę na £200 000 (2025 rok). Giordano rzadkość półkoron w stanie brilliant proof oznacza symbolem RRRR (excessively rare, tj. znany jedynie w 5-25 egzemplarzach), a półkoron w stanie matt proof symbolem RRRRR (virtually unique, tj. znany jedynie w 1-4 egzemplarzach).
– znane egzemplarze tej monety:
| kolekcja (nr inwentarzowy)     | informacje dodatkowe | pierwotna przynależność do zestawu (rekonstruowana) |
| ------------------------------ | --- | --- |
| The Royal Mint Museum (RMM 15) | moneta włączona została do kolekcji The Royal Mint Museum 5 listopada 1970 roku | egzemplarz z pierwszego kompletnego zestawu kolekcjonerskiego znajdującego się w kolekcji Muzeum Mennicy Królewskiej                                                                        |
| The Royal Mint Museum (RMM 16) | moneta włączona została do kolekcji The Royal Mint Museum 5 listopada 1970 roku | egzemplarz z drugiego kompletnego zestawu kolekcjonerskiego znajdującego się w kolekcji Muzeum Mennicy Królewskiej                                                                          |
| The Royal Mint Museum (RMM 17) | moneta włączona została do kolekcji The Royal Mint Museum 5 listopada 1970 roku; od 7 marca 1973 roku znajduje się na długotrwałym wypożyczeniu w Muzeum Brytyjskim | egzemplarz z trzeciego kompletnego zestawu kolekcjonerskiego należącego do Muzeum Mennicy Królewskiej, ale znajdującego się na długotrwałym wypożyczeniu w Muzeum Brytyjskim                |
| Royal Collection (RCIN 443666) | moneta znajduje się w kolekcji należącej do brytyjskiej rodziny królewskiej | egzemplarz z czwartego kompletnego zestawu kolekcjonerskiego znajdującego się w Kolekcji Królewskiej                                                                                        |
| The Tyrant Collection          | kolekcjonerska próbna półkorona z kompletnego zestawu w The Tyrant Collection oceniona została przez PCGS na PR64 Cameo (PCGS no. 417693) | egzemplarz z piątego kompletnego zestawu kolekcjonerskiego znajdującego się w Kolekcji Tyrana w USA                                                                                         |
| kolekcja prywatna?             | próbna kolekcjonerska półkorona Edwarda VIII była jedną z sześciu monet próbnych tego króla, które w latach siedemdziesiątych XX wieku znajdowały się w prywatnej kolekcji Richarda Lobela w Wielkiej Brytanii; w trakcie konwencji Amerykańskiego Stowarzyszenia Numizmatycznego, odbywającej się w dniach 21–26 sierpnia 1978 roku w Houston, dom aukcyjny Bowers & Ruddy Galleries próbował sprzedać tę półkoronę najpierw osobno (lot 2932, cena szacunkowa $38 400 – 55 000), a następnie w zestawie z pozostałymi monetami Edwarda VIII z kolekcji Richarda Lobela (lot 2934), ale w obu przypadkach nie zdołano uzyskać ceny wywoławczej uzgodnionej z Richardem Lobelem; w okresie późniejszym monety Edwarda VIII z kolekcji Richarda Lobela wystawione zostały na sprzedaż ponownie (jako zestaw) z ceną $250 000; 9 października 1985 roku półkorona Edwarda VIII, mająca pochodzić z byłej kolekcji Richarda Lobela, wystawiona została na sprzedaż w domu aukcyjnym Spink & Son (Spink Sale 46, lot 819); w 1992 roku sklep numizmatyczny Dolphin Coins w Londynie wystawił półkoronę z byłej kolekcji Richarda Lobela za $55 000. Moneta ta została wystawiona ponownie na sprzedaż w domu aukcyjnym Noonans w Londynie z szacowaną ceną £150 000 - 200 000 (19-20 września 2023). | egzemplarz z szóstego kompletnego zestawu kolekcjonerskiego (część monet z tego zestawu znajduje się w kolekcji Muzeum Mennicy Królewskiej, a część w rękach prywatnych kolekcjonerów)      |
| The Royal Mint Museum (RMM 18) | moneta z matowym wykończeniem, której awers został celowo niemal całkowicie usunięty (widoczne są jedynie części liter inskrypcji królewskiej Edwarda VIII biegnącej wzdłuż krawędzi); włączona została do kolekcji The Royal Mint Museum 5 listopada 1970 roku | egzemplarz z niekompletnego zestawu monet z matowym wykończeniem (część monet z tego zestawu znajduje się w kolekcji Muzeum Mennicy Królewskiej, a część w rękach prywatnych kolekcjonerów) |

– informacje dodatkowe: W kolekcji Muzeum Mennicy królewskiej znajduje się również wykonany w gumie odcisk rewersu próbnej półkorony (RMM 66) przedstawiający płynący trzymasztowy statek (znany z rewersu półpensówki). Nad statkiem widnieje napis HALF ~ CROWN, a pod statkiem jest data 1937.

### Edward VIII, pattern proof crown (korona), 1937 (srebro)
– informacje ogólne: Próbna kolekcjonerska korona Edwarda VIII (pattern proof crown) jest monetą o nominalnej wartości 5 szylingów (60 pensów), wykonaną ze srebra (.500), o średnicy 39 mm i wadze 28,33 g.
– awers: Zachowane egzemplarze tej monety mają na awersie portret Edwarda VIII autorstwa Humphreya Pageta – głowa króla jest odkryta (bez korony) i przedstawiona z lewego profilu. Wokół głowy króla biegnie zapisana skrótowo inskrypcja łacińska EDWARDVS VIII D: G: BR: OMN: REX.
– rewers: Rewers monety posiada nowy wzór, różniący się od tego widniejącego na srebrnych koronach wcześniejszego władcy, Jerzego V. W jego centrum znajduje się tarcza z herbem Wielkiej Brytanii zwieńczona koroną i podtrzymywana przez lwa (z lewej strony) i jednorożca (z prawej strony). Pomiędzy tylnymi kończynami obu zwierząt widoczne są litery K i G, będące inicjałami projektanta rewersu George’a Krugera Graya. Pod tarczą umieszczona jest dewiza królewska Dieu et mon droit. Wzdłuż górnej krawędzi rewersu biegnie napis z drugą częścią inskrypcji królewskiej (FID: DEF: IND: IMP), a wzdłuż dolnej krawędzi rewersu napis z nominałem i datą (CROWN: 1937 ·). Dokładnie taki sam rewers widnieje na srebrnej kolekcjonerskiej koronie z zestawu koronacyjnego Jerzego VI z 1937 roku.
– rant: ząbkowany
– oznaczenia katalogowe: 4063 (Sovereign Rarities, ex-Spink, Coins of England and the United Kingdom: Pre-Decimal Issues, 2025), KM# Pn131 (Standard Catalog of World Coins), Giordano P10a (brilliant proof) i P10b (matt proof). Katalog Sovereign Rarities (ex-Spink) wycenia tę monetę na £375 000 (2025 rok). Giordano rzadkość koron w stanie brilliant proof oznacza symbolem RRRR (excessively rare, tj. znany jedynie w 5-25 egzemplarzach), a koron w stanie matt proof symbolem RRRRR (virtually unique, tj. znany jedynie w 1-4 egzemplarzach).
– znane egzemplarze tej monety:
| kolekcja (nr inwentarzowy)     | informacje dodatkowe | pierwotna przynależność do zestawu (rekonstruowana) |
| ------------------------------ | --- | --- |
| The Royal Mint Museum (RMM 10) | moneta włączona została do kolekcji The Royal Mint Museum 5 listopada 1970 roku | egzemplarz z pierwszego kompletnego zestawu kolekcjonerskiego znajdującego się w kolekcji Muzeum Mennicy Królewskiej                                                                        |
| The Royal Mint Museum (RMM 11) | moneta włączona została do kolekcji The Royal Mint Museum 5 listopada 1970 roku | egzemplarz z drugiego kompletnego zestawu kolekcjonerskiego znajdującego się w kolekcji Muzeum Mennicy Królewskiej                                                                          |
| The Royal Mint Museum (RMM 12) | moneta włączona została do kolekcji The Royal Mint Museum 5 listopada 1970 roku; od 7 marca 1973 roku znajduje się na długotrwałym wypożyczeniu w Muzeum Brytyjskim | egzemplarz z trzeciego kompletnego zestawu kolekcjonerskiego należącego do Muzeum Mennicy Królewskiej, ale znajdującego się na długotrwałym wypożyczeniu w Muzeum Brytyjskim                |
| Royal Collection (RCIN 443665) | moneta znajduje się w kolekcji należącej do brytyjskiej rodziny królewskiej | egzemplarz z czwartego kompletnego zestawu kolekcjonerskiego znajdującego się w Kolekcji Królewskiej                                                                                        |
| The Tyrant Collection          | kolekcjonerska próbna korona z kompletnego zestawu w The Tyrant Collection oceniona została przez PCGS na PR66 Cameo (PCGS no. 417694) | egzemplarz z piątego kompletnego zestawu kolekcjonerskiego znajdującego się w Kolekcji Tyrana w USA                                                                                         |
| kolekcja prywatna?             | próbna kolekcjonerska korona Edwarda VIII była jedną z sześciu monet próbnych tego króla, które w latach siedemdziesiątych XX wieku znajdowały się w prywatnej kolekcji Richarda Lobela w Wielkiej Brytanii; w trakcie konwencji Amerykańskiego Stowarzyszenia Numizmatycznego, odbywającej się w dniach 21–26 sierpnia 1978 roku w Houston, dom aukcyjny Bowers & Ruddy Galleries próbował sprzedać tę koronę najpierw osobno (lot 2933, cena szacunkowa $110 400 – 150 000), a następnie w zestawie z pozostałymi monetami Edwarda VIII z kolekcji Richarda Lobela (lot 2934), ale w obu przypadkach nie zdołano uzyskać ceny wywoławczej uzgodnionej z Richardem Lobelem; w okresie późniejszym monety Edwarda VIII z kolekcji Richarda Lobela wystawione zostały na sprzedaż ponownie (jako zestaw) z ceną $250 000; 29 czerwca 1998 roku dom aukcyjny Sotheby’s wystawił koronę z byłej kolekcji Richarda Lobela na aukcję z ceną szacunkową $90 000 – 100 000 (lot 79), ale nie udało się uzyskać ceny wywoławczej; tę samą monetę 15 listopada 2000 roku wystawił na sprzedaż z ceną szacunkową £50 000 - 60 000 dom aukcyjny Spink & Son w Londynie (lot 346, cena uzyskana £57 500); 15 stycznia 2020 roku korona Edwarda VIII z byłej kolekcji Richarda Lobela sprzedana została na aukcji w Nowym Jorku (The New York Sale, Auction 49, lot 1272) za $300 000 | egzemplarz z szóstego kompletnego zestawu kolekcjonerskiego (część monet z tego zestawu znajduje się w kolekcji Muzeum Mennicy Królewskiej, a część w rękach prywatnych kolekcjonerów)      |
| The Royal Mint Museum (RMM 13) | moneta z matowym wykończeniem awersu i rewersu; włączona została do kolekcji The Royal Mint Museum 5 listopada 1970 roku | egzemplarz z niekompletnego zestawu monet z matowym wykończeniem (część monet z tego zestawu znajduje się w kolekcji Muzeum Mennicy Królewskiej, a część w rękach prywatnych kolekcjonerów) |

– informacje dodatkowe: Jednostronny srebrny model rewersu próbnej korony Edwarda VIII, oceniony przez NGC na PF65, znajdował się w kolekcji doktora Alfreda R. Globusa. 1 grudnia 1999 roku wystawiony on został na sprzedaż w domu aukcyjnym Stack’s w Nowym Jorku z szacowaną ceną $10 000 - 15 000 (lot 1000, cena zrealizowana $9 775). Ten sam model (NGC PF65 MATTE „A-TOKYO COLLECTION”) wystawiony został ponownie na sprzedaż 27 września 2013 roku na aukcji Heritage Auctions.
Dwa jednostronne modele awersu i rewersu próbnej korony Edwarda VIII wykonane z cyny, pochodzące z prywatnej kolekcji Humphreya Pageta, wystawione zostały na sprzedaż w domu aukcyjnym Glendining w Londynie 12 marca 1970 roku (lot 236). Ponownie wystawione zostały one na sprzedaż 8 października 2002 roku w domu aukcyjnym DNW (Dix - Noonan - Webb) w Londynie z szacowaną ceną £7 000 - 10 000 (lot 1396, cena zrealizowana £10 000). Te same dwa modele, wycenione już przez NGC na PF62 (model z wybitym awersem) i PF63 (model z wybitym rewersem), wystawione zostały w sierpniu 2014 roku na sprzedaż w Chicago przez Stack’s & Bowers Galleries z szacowaną ceną $35 000 - 50 000 (lot 1071, cena zrealizowana $41 125). 
Jednostronny srebrny model próbnej korony Edwarda VIII z wybitym jedynie rewersem, ale z odmiennym od tradycyjnego wzorem, znajduje się w kolekcji Muzeum Mennicy Królewskiej (RMM 14). Wzór ten zaprojektował George Kruger Gray, ale został on odrzucony w maju 1936 roku. W centrum tego wzoru znajduje się tarcza z herbem Wielkiej Brytanii zwieńczona hełmem z labrami. Na hełm nałożona jest korona heraldyczna z klejnotem w postaci stojącego lwa. Pod tarczą herbową, wzdłuż dolnej krawędzi monety, biegnie napis CROWN ∙ 1937.

### Edward VIII, pattern proof sovereign (suweren), 1937 (złoto)

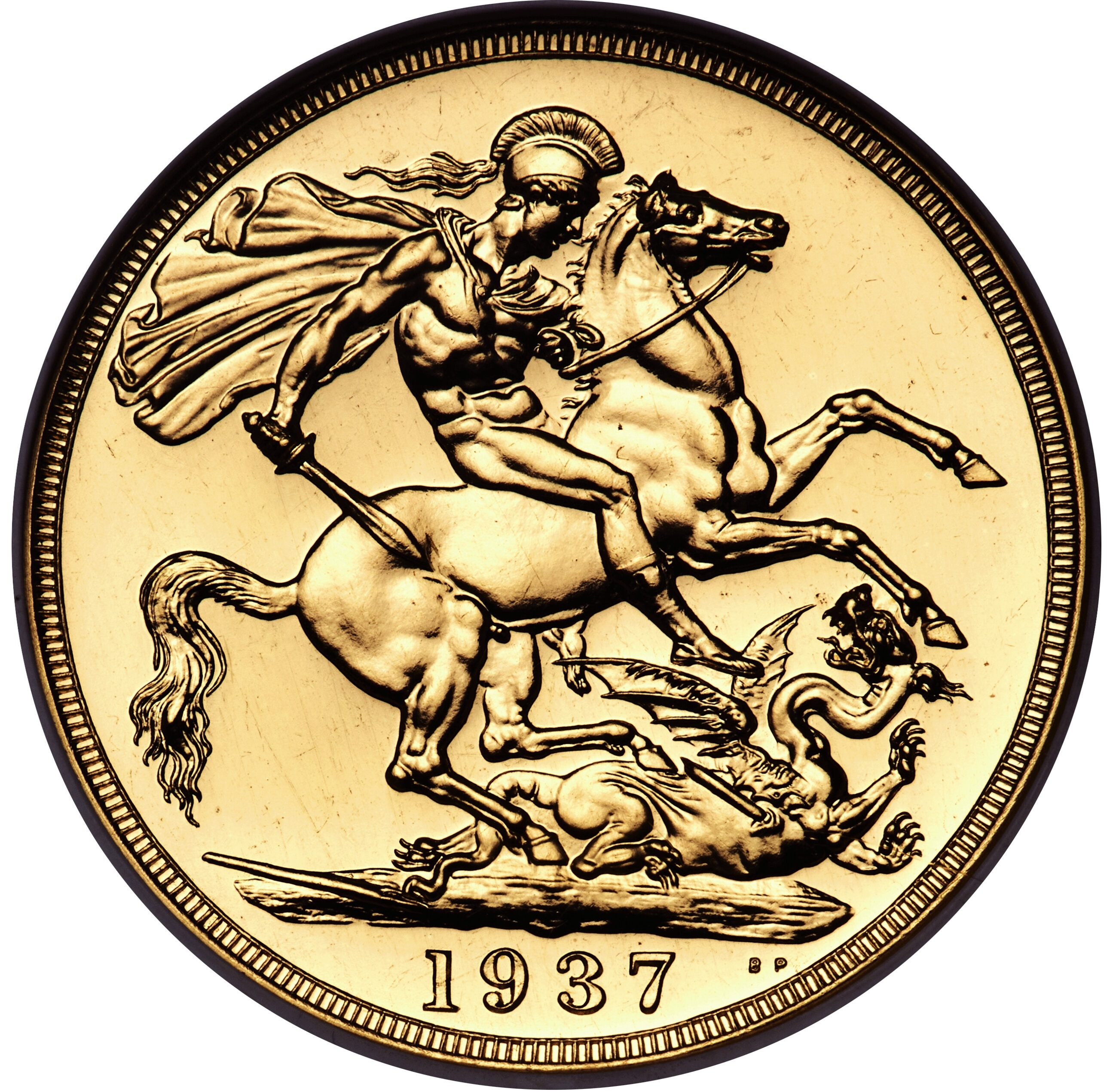
Rewers złotej kolekcjonerskiej dwufuntówki autorstwa Benedetta Pistrucciego z 1937 roku z zestawu koronacyjnego Jerzego VI. Rewers próbnej złotej kolekcjonerskiej dwufuntówki Edwarda VIII miał identyczny wzór

– informacje ogólne: Próbny kolekcjonerski suweren Edwarda VIII (pattern proof sovereign) wykonany jest ze złota (.9167), ma średnicę 22 mm i waży ok. 8,10 g.
– awers: Zachowane egzemplarze tej monety mają na awersie portret Edwarda VIII autorstwa Humphreya Pageta – głowa króla jest odkryta (bez korony) i zwrócona w lewą stronę. Wokół głowy króla wzdłuż krawędzi monety biegnie zapisana skrótowo inskrypcja łacińska EDWARDVS VIII D: G: BR: OMN: REX F: D: IND: IMP.
– rewers: Na rewersie umieszczone jest przedstawienie świętego Jerzego walczącego ze smokiem. W egzerdze pod przedstawieniem znajduje się data 1937 oraz inicjały B.P. autora rewersu Benedetta Pistrucciego.
– rant: ząbkowany
– oznaczenia katalogowe: 4063 (Sovereign Rarities, ex-Spink, Coins of England and the United Kingdom: Pre-Decimal Issues, 2025), KM# Pn132 (Standard Catalog of World Coins), Giordano P11, Friedberg 408. Katalog Sovereign Rarities (ex-Spink) wycenia tę monetę na £1 000 000 (2025 rok). Giordano rzadkość złotych suwerenów oznacza symbolem RRRR (excessively rare, tj. znany jedynie w 5-25 egzemplarzach).
– znane egzemplarze tej monety:
| kolekcja (nr inwentarzowy)     | informacje dodatkowe | pierwotna przynależność do zestawu (rekonstruowana) |
| ------------------------------ | --- | --- |
| The Royal Mint Museum (RMM 7)  | moneta włączona została do kolekcji The Royal Mint Museum 5 listopada 1970 roku | egzemplarz z pierwszego kompletnego zestawu kolekcjonerskiego znajdującego się w kolekcji Muzeum Mennicy Królewskiej                                                                   |
| The Royal Mint Museum (RMM 8)  | moneta ma rysy na rewersie; włączona została do kolekcji The Royal Mint Museum 5 listopada 1970 roku | egzemplarz z drugiego kompletnego zestawu kolekcjonerskiego znajdującego się w kolekcji Muzeum Mennicy Królewskiej                                                                     |
| The Royal Mint Museum (RMM 9)  | moneta włączona została do kolekcji The Royal Mint Museum 5 listopada 1970 roku; od 7 marca 1973 roku znajduje się na długotrwałym wypożyczeniu w Muzeum Brytyjskim | egzemplarz z trzeciego kompletnego zestawu kolekcjonerskiego należącego do Muzeum Mennicy Królewskiej, ale znajdującego się na długotrwałym wypożyczeniu w Muzeum Brytyjskim           |
| Royal Collection (RCIN 443664) | moneta znajduje się w kolekcji należącej do brytyjskiej rodziny królewskiej | egzemplarz z czwartego kompletnego zestawu kolekcjonerskiego znajdującego się w Kolekcji Królewskiej                                                                                   |
| The Tyrant Collection          | kolekcjonerski próbny suweren z kompletnego zestawu w The Tyrant Collection oceniony został przez PCGS na PR66 Cameo (PCGS no. 417695) | egzemplarz z piątego kompletnego zestawu kolekcjonerskiego znajdującego się w Kolekcji Tyrana w USA                                                                                    |
| kolekcja prywatna              | złoty próbny suweren Edwarda VIII sprzedany został w 1981 roku za pośrednictwem domu aukcyjnego Spink & Son w prywatnej transakcji za nieujawnioną kwotę; tę samą monetę, znajdującą się już w kolekcji profesora R.E. Gibsona, dom aukcyjny Spink & Son sprzedał ponownie w 1984 roku za £40 000 (lot 640); następnie moneta ta wystawiona została na sprzedaż 22 listopada 2008 roku na Ginza Coin 20th Anniversary Auction w Tokio (lot 949); 8 maja 2014 roku ten sam suweren, należący już do zbioru brytyjskich złotych suwerenów z Hemisphere Collection, sprzedany został w domu aukcyjnym A.H. Baldwin & Sons (lot 2079) za £430 000 (z opłatami £516 000); następnie moneta ta, oceniona już na PR63 Cameo, sprzedana została w styczniu 2020 roku za pośrednictwem The Royal Mint prywatnemu kolekcjonerowi za £1 000 000 ($1 300 000) | egzemplarz z szóstego kompletnego zestawu kolekcjonerskiego (część monet z tego zestawu znajduje się w kolekcji Muzeum Mennicy Królewskiej, a część w rękach prywatnych kolekcjonerów) |

### Edward VIII, pattern proof two pounds (2 funty), 1937 (złoto)
– informacje ogólne: Próbna kolekcjonerska dwufuntówka Edwarda VIII (pattern proof two pounds) wykonana jest ze złota (.9167), ma średnicę 28 mm i waży 16,09 g.
– awers: Zachowane egzemplarze tej monety mają na awersie portret Edwarda VIII autorstwa Humphreya Pageta – głowa króla jest odkryta (bez korony) i zwrócona w lewą stronę. Wokół głowy króla wzdłuż krawędzi monety biegnie zapisana skrótowo inskrypcja łacińska EDWARDVS VIII D: G: BR: OMN: REX F: D: IND: IMP.
– rewers: Na rewersie umieszczone jest przedstawienie świętego Jerzego walczącego ze smokiem. W egzerdze pod przedstawieniem znajduje się data 1937 oraz inicjały B.P. autora rewersu Benedetta Pistrucciego.
– rant: ząbkowany
– oznaczenia katalogowe: 4063 (Sovereign Rarities, ex-Spink, Coins of England and the United Kingdom: Pre-Decimal Issues, 2025), Giordano P12, Friedberg 407. Katalog Sovereign Rarities (ex-Spink) wycenia tę monetę na £750 000 (2025 rok). Giordano rzadkość złotych dwufuntówek oznacza symbolem RRRR (excessively rare, tj. znany jedynie w 5-25 egzemplarzach).
– znane egzemplarze tej monety:
| kolekcja (nr inwentarzowy)     | informacje dodatkowe | pierwotna przynależność do zestawu (rekonstruowana) |
| ------------------------------ | --- | --- |
| The Royal Mint Museum (RMM 4)  | moneta włączona została do kolekcji The Royal Mint Museum 5 listopada 1970 roku                                                                                     | egzemplarz z pierwszego kompletnego zestawu kolekcjonerskiego znajdującego się w kolekcji Muzeum Mennicy Królewskiej                                                                   |
| The Royal Mint Museum (RMM 5)  | moneta włączona została do kolekcji The Royal Mint Museum 5 listopada 1970 roku                                                                                     | egzemplarz z drugiego kompletnego zestawu kolekcjonerskiego znajdującego się w kolekcji Muzeum Mennicy Królewskiej                                                                     |
| The Royal Mint Museum (RMM 6)  | moneta włączona została do kolekcji The Royal Mint Museum 5 listopada 1970 roku; od 7 marca 1973 roku znajduje się na długotrwałym wypożyczeniu w Muzeum Brytyjskim | egzemplarz z trzeciego kompletnego zestawu kolekcjonerskiego należącego do Muzeum Mennicy Królewskiej, ale znajdującego się na długotrwałym wypożyczeniu w Muzeum Brytyjskim           |
| Royal Collection (RCIN 443663) | moneta znajduje się w kolekcji należącej do brytyjskiej rodziny królewskiej                                                                                         | egzemplarz z czwartego kompletnego zestawu kolekcjonerskiego znajdującego się w Kolekcji Królewskiej                                                                                   |
| The Tyrant Collection          | kolekcjonerska próbna dwufuntówka z kompletnego zestawu w The Tyrant Collection oceniona została przez PCGS na PR65 Cameo (PCGS no. 417696)                         | egzemplarz z piątego kompletnego zestawu kolekcjonerskiego znajdującego się w Kolekcji Tyrana w USA                                                                                    |
| kolekcja prywatna              | złota próbna dwufuntówka Edwarda VIII sprzedana została 15 listopada 2001 roku na aukcji w domu aukcyjnym Spink & Son w Londynie za £58 000 (lot 669)               | egzemplarz z szóstego kompletnego zestawu kolekcjonerskiego (część monet z tego zestawu znajduje się w kolekcji Muzeum Mennicy Królewskiej, a część w rękach prywatnych kolekcjonerów) |

### Edward VIII, pattern proof five pounds (5 funtów), 1937 (złoto)
– informacje ogólne: Próbna kolekcjonerska pięciofuntówka Edwarda VIII (pattern proof five pounds) wykonana jest ze złota (.9167), ma średnicę 37 mm i waży 39,89 g.
– awers: Zachowane egzemplarze tej monety mają na awersie portret Edwarda VIII autorstwa Humphreya Pageta – głowa króla jest odkryta (bez korony) i zwrócona w lewą stronę. Wokół głowy króla wzdłuż krawędzi monety biegnie zapisana skrótowo inskrypcja łacińska EDWARDVS VIII D: G: BR: OMN: REX F: D: IND: IMP.
– rewers: Na rewersie umieszczone jest przedstawienie świętego Jerzego walczącego ze smokiem. W egzerdze pod przedstawieniem znajduje się data 1937 oraz inicjały B.P. autora rewersu Benedetta Pistrucciego.
– rant: ząbkowany
– oznaczenia katalogowe: 4063 (Sovereign Rarities, ex-Spink, Coins of England and the United Kingdom: Pre-Decimal Issues, 2025), Giordano P13, Friedberg 406. Katalog Sovereign Rarities (ex-Spink) wycenia tę monetę na £2 000 000 (2025 rok). Giordano rzadkość złotych pięciofuntówek oznacza symbolem RRRR (excessively rare, tj. znany jedynie w 5-25 egzemplarzach).
– znane egzemplarze tej monety:
| kolekcja (nr inwentarzowy)     | informacje dodatkowe | pierwotna przynależność do zestawu (rekonstruowana) |
| ------------------------------ | --- | --- |
| The Royal Mint Museum (RMM 1)  | moneta włączona została do kolekcji The Royal Mint Museum 5 listopada 1970 roku | egzemplarz z pierwszego kompletnego zestawu kolekcjonerskiego znajdującego się w kolekcji Muzeum Mennicy Królewskiej                                                                   |
| The Royal Mint Museum (RMM 2)  | moneta włączona została do kolekcji The Royal Mint Museum 5 listopada 1970 roku | egzemplarz z drugiego kompletnego zestawu kolekcjonerskiego znajdującego się w kolekcji Muzeum Mennicy Królewskiej                                                                     |
| The Royal Mint Museum (RMM 3)  | moneta włączona została do kolekcji The Royal Mint Museum 5 listopada 1970 roku; od 7 marca 1973 roku znajduje się na długotrwałym wypożyczeniu w Muzeum Brytyjskim | egzemplarz z trzeciego kompletnego zestawu kolekcjonerskiego należącego do Muzeum Mennicy Królewskiej, ale znajdującego się na długotrwałym wypożyczeniu w Muzeum Brytyjskim           |
| Royal Collection (RCIN 443662) | moneta znajduje się w kolekcji należącej do brytyjskiej rodziny królewskiej | egzemplarz z czwartego kompletnego zestawu kolekcjonerskiego znajdującego się w Kolekcji Królewskiej                                                                                   |
| The Tyrant Collection          | kolekcjonerska próbna pięciofuntówka z kompletnego zestawu w The Tyrant Collection oceniona została przez PCGS na PR65 Cameo (PCGS no. 417698) | egzemplarz z piątego kompletnego zestawu kolekcjonerskiego znajdującego się w Kolekcji Tyrana w USA                                                                                    |
| kolekcja prywatna              | złota próbna pięciofuntówka Edwarda VIII pochodząca z Paramount Collection, oceniona przez NGC na PF67 Ultra Cameo, została sprzedana 26 marca 2021 roku na aukcji Heritage Auctions w Dallas (Auction 3096, lot 30339) za $1 900 000, czyli ok. £1 390 000 (z opłatami $2 280 000/£1 670 000); siedem miesięcy później, w październiku tego samego roku, sprzedana została ponownie, tym razem w Monako, za €1 760 000, czyli ok. £1 480 000 (z opłatami €2 110 000/£1 780 000/$2 460 000) | egzemplarz z szóstego kompletnego zestawu kolekcjonerskiego (część monet z tego zestawu znajduje się w kolekcji Muzeum Mennicy Królewskiej, a część w rękach prywatnych kolekcjonerów) |

## Monety zamorskie Edwarda VIII
Zaraz po wstąpieniu Edwarda VIII na tron, na pierwszym posiedzeniu komitetu doradczego Mennicy Królewskiej, wybrano artystę Percy’ego Metcalfe’a do przygotowania portretu królewskiego, który miał być użyty na monetach w zamorskich częściach imperium brytyjskiego. Zgodnie z tradycją portret ten przedstawiać miał króla w koronie, w przeciwieństwie do portretu na monetach brytyjskich, gdzie ukazano go z odkrytą głową i bez korony. Pierwsze próbne portrety autorstwa Metcalfe’a nie spotkały się z przychylnym przyjęciem i pod presją czasu poproszono Williama McMillana, zaangażowanego już w prace nad portretem dla monet brytyjskich, aby spróbował swoich sił w wersji portretu z koroną. Do połowy lipca wykonano próbne bicia jednego wizerunku autorstwa McMillana i trzech autorstwa Metcalfe’a. 24 lipca, w trakcie swej audiencji u króla, dyrektor Mennicy Królewskiej najprawdopodobniej zaprezentował je wszystkie Edwardowi VIII. Ten zdecydował się ostatecznie na jeden z portretów autorstwa Percy’ego Metcalfe’a.
W międzyczasie, uwzględniając zmieniającą się sytuację polityczną wewnątrz imperium brytyjskiego, podjęto decyzję o przyznaniu dominiom brytyjskim prawa do wyboru pomiędzy portretem królewskim w koronie a portretem królewskim bez korony. Australia, Kanada, Nowa Zelandia, Związek Południowej Afryki i Nowa Fundlandia skorzystały z tej okazji i w 1936 roku porzuciły portret królewski w koronie na rzecz portretu królewskiego bez korony. Wraz z wyborem portretów królewskich w koronie i bez korony ruszyły intensywne prace przy produkcji stempli menniczych, aczkolwiek uzgodniono, że żadne zamorskie monety z portretem Edwarda VIII nie zostaną wyemitowane przed jego koronacją. Abdykacja Edwarda VIII w grudniu 1936 roku sprawiła, że do emisji monet z wizerunkiem tego króla w brytyjskich dominiach, koloniach i terytoriach zależnych nigdy nie doszło.
| Zaaprobowane wzory awersów monet zamorskich z wizerunkiem Edwarda VIII                                                                          | Zaaprobowane wzory awersów monet zamorskich z wizerunkiem Edwarda VIII | Zaaprobowane wzory awersów monet zamorskich z wizerunkiem Edwarda VIII | Zaaprobowane wzory awersów monet zamorskich z wizerunkiem Edwarda VIII |
| Kraj/kraje | Portret królewski                                                      | Inskrypcja królewska                                                   | Uwagi |
| --- | ---------------------------------------------------------------------- | ---------------------------------------------------------------------- | --- |
| Australia, Nowa Zelandia | Portret bez korony autorstwa Humphreya Pageta                          | EDWARDVS VIII D: G: BR: OMN: REX F: D: IND: IMP.                       | Ten sam awers przeznaczony został również dla brytyjskich monet Edwarda VIII wykonanych z brązu, złota i stopu niklu z mosiądzem. Jego gipsowy model, wykonany przez Humphreya Pageta, trafił do Mennicy Królewskiej 17 sierpnia 1936 roku. W Mennicy Krolewskiej wybito też cztery srebrne próbne modele tego awersu (o średnicy 32 mm), ale ich obecne miejsce przechowywania nie jest znane. Wiadomo również, że stemple mennicze do wybijania pensówek i trzypensówek z tym awersem przesłane zostały do Australii. |
| Kanada, Nowa Fundlandia | Portret bez korony autorstwa Humphreya Pageta                          | EDWARDVS VIII D: G: REX ET IND: IMP.                                   | Gipsowy model tego awersu, wykonany przez Humphreya Pageta, trafił do Mennicy Królewskiej 10 sierpnia 1936 roku, ale żadne próbne bicia tego awersu nie są znane. |
| Związek Południowej Afryki | Portret bez korony autorstwa Humphreya Pageta                          | EDWARDVS VIII REX IMPERATOR                                            | Gipsowy model tego awersu, wykonany przez Humphreya Pageta, trafił do Mennicy Królewskiej 10 sierpnia 1936 roku, ale żadne próbne bicia tego awersu nie są znane. Wiadomo jednak, że do Mennicy w Pretorii (Pretoria Mint) przesłano zestaw stempli menniczych do wybijania monet z tym awersem (od farthinga do półkorony). |
| Indie Brytyjskie | Portret w koronie autorstwa Percy’ego Metcalfe’a                       | Zaaprobowany został model awersu pozbawiony inskrypcji                 | Gipsowy model tego awersu, wykonany przez Percy’ego Metcalfe’a, trafił do Mennicy Królewskiej na początku września 1936 roku. Wykonany z hartowanej stali model tego awersu (pozbawiony inskrypcji) wysłany został do Mennicy w Kalkucie (Calcutta Mint), gdzie posłużyć miał do przygotowania stempli menniczych. |
| Brytyjska Afryka Zachodnia | Portret w koronie autorstwa Percy’ego Metcalfe’a                       | EDWARDVS VIII D · G · BRITT: OMN: REX F· D· IND: IMP:                  | Gipsowy model tego awersu, wykonany przez Percy’ego Metcalfe’a, trafił do Mennicy Królewskiej 11 września 1936 roku, ale żadne próbne bicia tego awersu nie są znane. |
| Jamajka (wszystkie monety), Honduras Brytyjski (srebrne monety), Cejlon (srebrne monety), Hongkong (srebrne monety), Mauritius (srebrne monety) | Portret w koronie autorstwa Percy’ego Metcalfe’a                       | EDWARDVS VIII KING AND EMPEROR OF INDIA                                | Gipsowy model tego awersu, wykonany przez Percy’ego Metcalfe’a, trafił do Mennicy Królewskiej 15 września 1936 roku. W Mennicy Krolewskiej wybito cztery srebrne próbne modele tego awersu (o średnicy 32 mm), ale ich obecne miejsce przechowywania nie jest znane. |
| Cypr (monety miedzioniklowe) | Portret w koronie autorstwa Percy’ego Metcalfe’a                       | EDWARDVS VIII REX IMPERATOR                                            | Gipsowy model tego awersu, wykonany przez Percy’ego Metcalfe’a, trafił do Mennicy Królewskiej 17 września 1936 roku, ale żadne próbne bicia tego awersu nie są znane. |
| Cypr (monety srebrne) | Portret w koronie autorstwa Percy’ego Metcalfe’a                       | EDWARDVS VIII DEI GRA: REX ET IND: IMP:                                | Gipsowy model tego awersu, wykonany przez Percy’ego Metcalfe’a, trafił do Mennicy Królewskiej 17 września 1936 roku, ale żadne próbne bicia tego awersu nie są znane. |
| Brytyjska Afryka Wschodnia | Portret w koronie autorstwa Percy’ego Metcalfe’a                       | EDWARDVS VIII REX ET INDIAE IMPERATOR·                                 | Gipsowy model tego awersu, wykonany przez Percy’ego Metcalfe’a, trafił do Mennicy Królewskiej 29 września 1936 roku, ale żadne próbne bicia tego awersu nie są znane. |
| Pozostałe brytyjskie dominia, kolonie i terytoria zależne                                                                                       | Portret w koronie autorstwa Percy’ego Metcalfe’a                       | EDWARD VIII D · G · BRITT: OMN: REX F· D· IND: IMP:                    | Gipsowy model tego awersu, wykonany przez Percy’ego Metcalfe’a, trafił do Mennicy Królewskiej 8 września 1936 roku i ogólnie został zaaprobowany dla monet zamorskich Edwarda VIII. |

Były natomiast miejsca, jak Brytyjska Afryka Zachodnia, Brytyjska Afryka Wschodnia, Terytorium Nowej Gwinei i Fidżi, gdzie trafiły do obiegu perforowane monety Edwarda VIII. Cechą charakterystyczną tych monet było to, iż posiadały one pośrodku okrągły otwór, który wykluczał możliwość umieszczenia na nich królewskiego wizerunku. Tym samym wstąpienie na tron nowego króla oznaczało w ich przypadku jedynie niewielką zmianę w inskrypcji (zastąpienie imienia GEORGIVS V imieniem EDWARDVS VIII na awersie), co było proste i szybkie do wykonania. Dzięki temu, jeszcze przed abdykacją Edwarda VIII, było dość czasu na to, aby wybić i wprowadzić do obiegu miliony monet z jego imieniem (bądź jedynie monogramem) oraz datą 1936. Monet do wybicia było tyle, że do ich produkcji, poza Mennicą Królewską, zaangażowano jeszcze dwie brytyjskie prywatne firmy z Birmingham, które posiadały własne mennice. Pierwszą z nich była założona w 1850 roku Mennica w Birmingham (The Birmingham Mint), znana pierwotnie jako Heaton’s Mint lub Ralph Heaton & Sons, a później, od 1879 roku, jako The Mint, Birmingham, Ltd. Drugą była założona w 1889 roku mennica King's Norton Metal Co., która w 1920 roku stała się częścią firmy Nobel Industries, włączonej następnie w 1926 roku do firmy Imperial Chemical Industries (I.C.I. Metals Ltd.). Pewną liczbę monet wybito również w Mennicy w Melbourne (The Melbourne Mint), która była wówczas australijską filią Mennicy Królewskiej. Monety bite w Mennicy Królewskiej i w Mennicy w Melbourne nie posiadały znaku menniczego, natomiast na monetach bitych w Mennicy w Birmingham i w mennicy King’s Norton Metal Co. widnieją odpowiednio znaki mennicze H i KN. Ze względu na olbrzymie zapotrzebowanie produkcja perforowanych monet Edwarda VIII przeznaczonych dla Brytyjskiej Afryki Zachodniej i Brytyjskiej Afryki Wschodniej nie tylko nie została wstrzymana wraz z jego abdykacją, ale kontynuowana była w Mennicy Królewskiej i w obu mennicach prywatnych w Birmingham jeszcze w 1937 i w 1938 roku (na wszystkich tych monetach dalej umieszczana była data 1936).

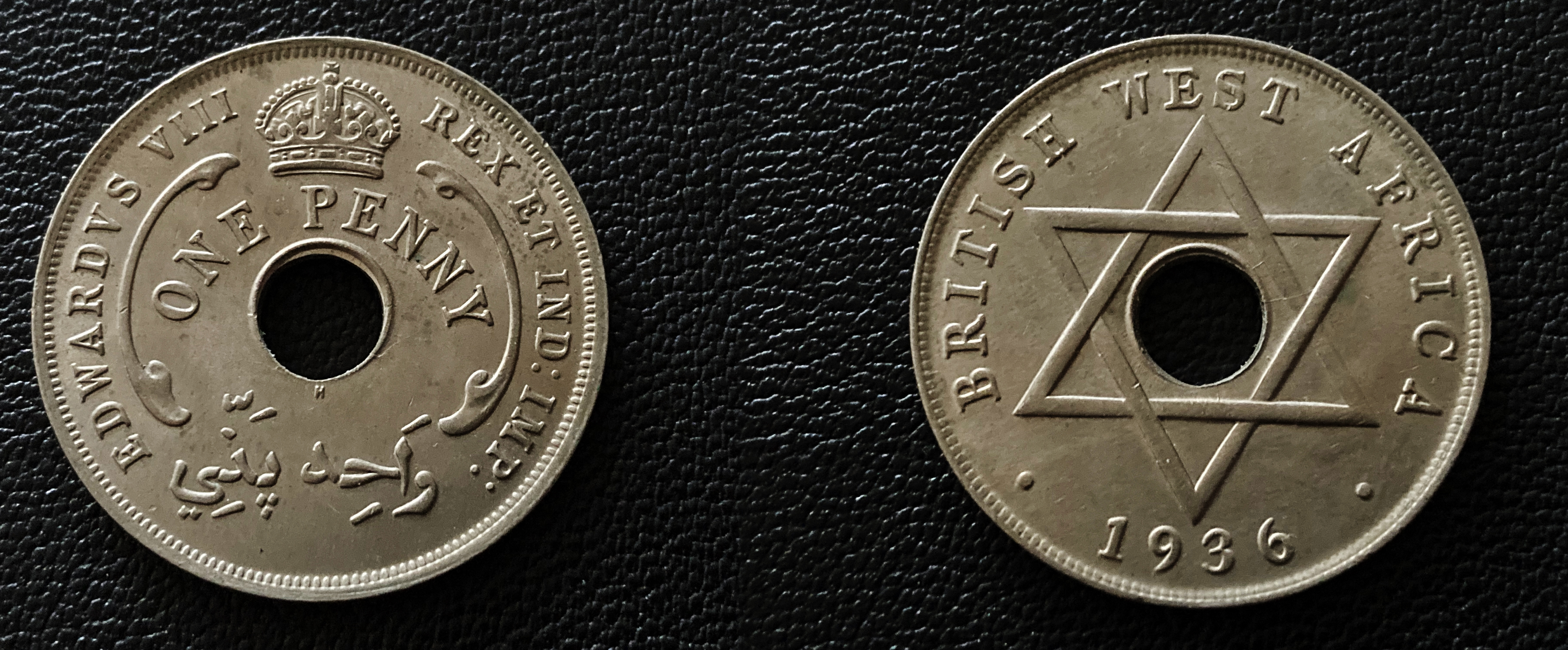
Pens Edwarda VIII z Brytyjskiej Afryki Zachodniej (1936 rok) ze znakiem menniczym H

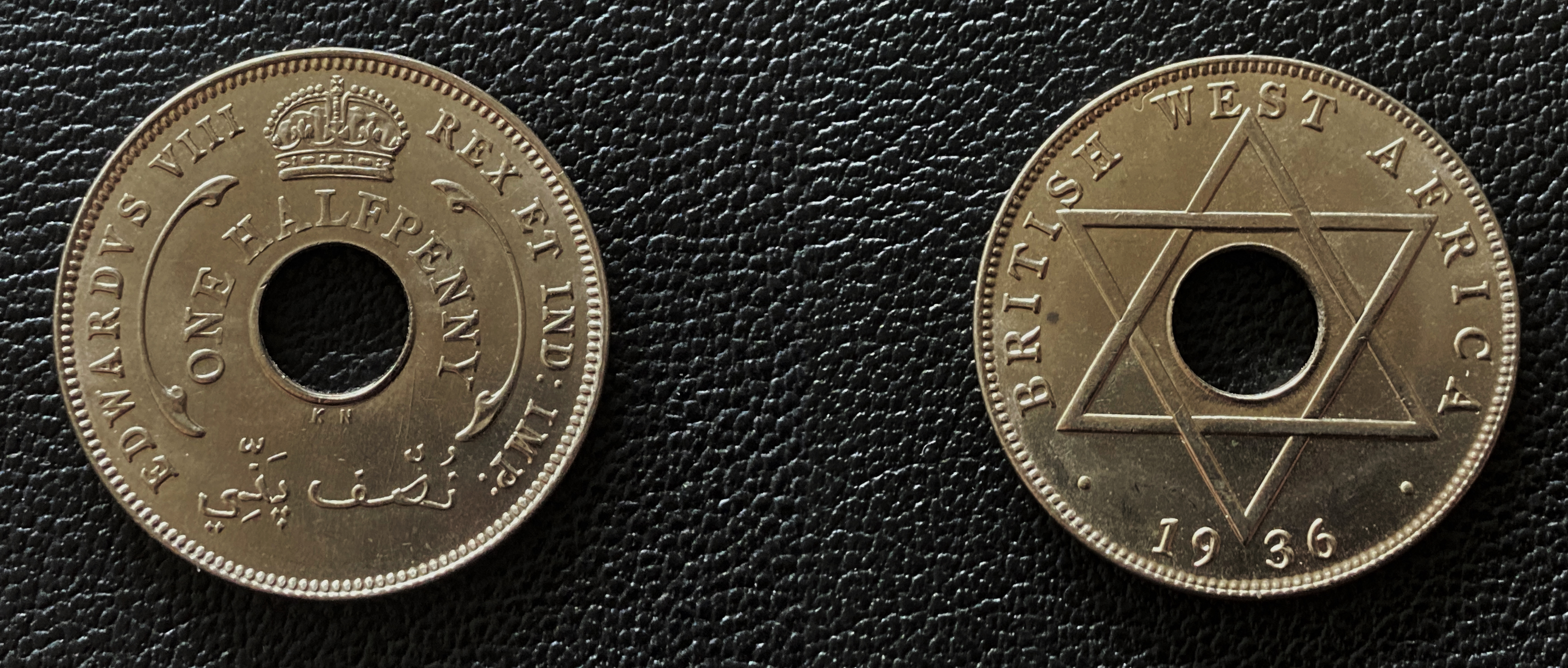
Półpens Edwarda VIII z Brytyjskiej Afryki Zachodniej (1936 rok) ze znakiem menniczym KN

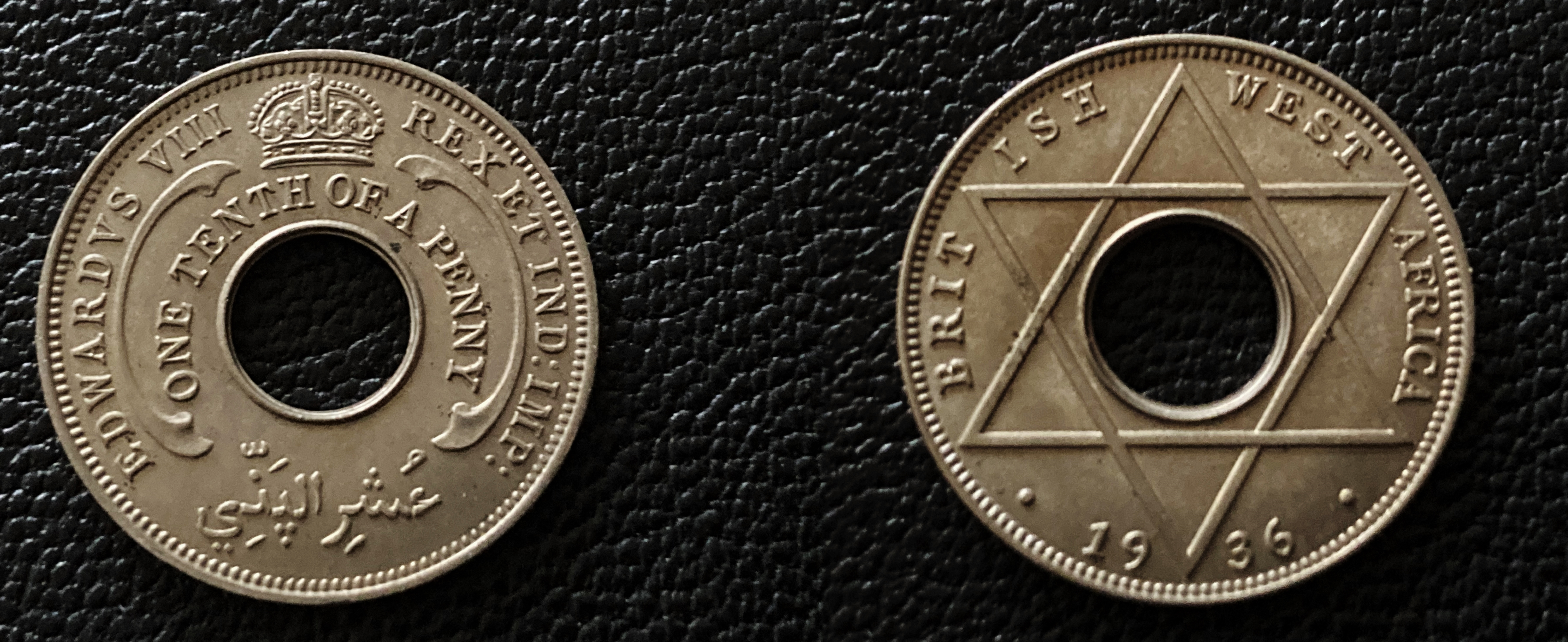
1/10 pensa Edwarda VIII z Brytyjskiej Afryki Zachodniej (1936 rok) bez znaku menniczego

| Stemple mennicze do wybijania perforowanych monet zamorskich Edwarda VIII przygotowane przez Mennicę Królewską w 1936 roku | Stemple mennicze do wybijania perforowanych monet zamorskich Edwarda VIII przygotowane przez Mennicę Królewską w 1936 roku | Stemple mennicze do wybijania perforowanych monet zamorskich Edwarda VIII przygotowane przez Mennicę Królewską w 1936 roku |
| Kraj | Przygotowane stemple (nominał)                                                                                             | Uwagi |
| --- | --- | --- |
| Brytyjska Afryka Zachodnia                                                                                                 | penny, halfpenny, one-tenth penny                                                                                          | monety wszystkich nominałów zostały wybite                                                                                 |
| Brytyjska Afryka Wschodnia                                                                                                 | ten cents, five cents, one cent                                                                                            | stemple mennicze do wybijania jednocentówek nigdy nie zostały wykorzystane                                                 |
| Fidżi | penny, halfpenny | stemple mennicze do wybijania półpensówek nigdy nie zostały wykorzystane                                                   |
| Terytorium Nowej Gwinei | shilling, sixpence, threepence, penny                                                                                      | wybite zostały jedynie pensówki ze stempli wysłanych do Mennicy w Melbourne                                                |
| Rodezja Południowa | penny, halfpenny | żadne z przygotowanych stempli menniczych nie zostały wykorzystane                                                         |

### Brytyjska Afryka Zachodnia
Na potrzeby Brytyjskiej Afryki Zachodniej w Mennicy Królewskiej, w Mennicy w Birmingham i w mennicy King’s Norton Metal Co. wybijano perforowane monety Edwarda VIII o trzech nominałach: pensa (penny), półpensa (halfpenny) i 1/10 pensa (tenth-penny). Na wszystkich z nich widnieje data 1936, choć wybijane one były również jeszcze w 1937 i w 1938 roku.
Pens, wybity w ponad 31 milionach egzemplarzy, jest monetą miedzioniklową, z okrągłym otworem pośrodku, o wadze 9,45 g i średnicy 30,9 mm. Na awersie, zaraz ponad centralnym otworem, zapisany jest po angielsku nominał monety (ONE PENNY), a jego arabski odpowiednik (وَاحِد پَنّي) zapisany jest pod otworem. Ponad napisem ONE PENNY widnieje imperialna korona, a po jego obu stronach zwijane ornamenty. Pomiędzy ornamentami a krawędzią monety biegnie łacińska inskrypcja królewska EDWARDVS VIII REX ET IND: IMP: („Edward VIII, król i cesarz Indii”). Na monetach wybitych w Mennicy w Birmingham na awersie, zaraz pod otworem, umieszczony jest znak menniczy H, a na awersie monet wybitych w mennicy King’s Norton Metal Co. odpowiednio znak menniczy KN. Na awersie monet pochodzących z Mennicy Królewskiej znaku menniczego nie ma. Na rewersie, wokół centralnego otworu, widnieje gwiazda Dawida, wokół której, wzdłuż krawędzi monety, biegnie napis BRITISH WEST AFRICA. Pod gwiazdą umieszczona jest data 1936. Rant monety jest gładki.
Półpens, wybity w mniejszym nakładzie (ok. 19,5 miliona egzemplarzy), jest monetą nieco mniejszą, o średnicy 25,4 mm i wadze 5,67 g. Też wykonany jest z miedzioniklu i ma okrągły otwór pośrodku. Poza zmienionym nominałem (napis ONE HALFPENNY po angielsku i نُصْف پَنّي po arabsku) reszta awersu jest taka sama jak w przypadku pensa. W zależności od mennicy, w której wybita została dana moneta, na awersie może nie być znaku menniczego lub może być znak menniczy H lub KN. Na rewersie jest ten sam wzór co na pensie, z tym że ramiona gwiazdy wnikają tu częściowo w napis i datę. Rant monety jest gładki.
1/10 pensa, wybita w nieco ponad 10 milionach egzemplarzy, jest najmniejszą spośród trzech monet, o średnicy 20,2 mm i wadze 1,94 g. Też wykonana jest z miedzioniklu i ma okrągły otwór pośrodku. Jej awers od poprzednich monet również różni się jedynie nominałem (napis ONE TENTH OF A PENNY po angielsku i عُشِر الپَنّي po arabsku). Podobnie jak w poprzednich przypadkach na awersie może nie być znaku menniczego lub może być znak menniczy H lub KN. Rewers jest też ten sam, z tym, że ramiona gwiazdy Dawida sięgają tu aż do krawędzi monety. Rant monety jest gładki.
W każdym z wyżej wymienionych nominałów wybito również niewielką liczbę monet kolekcjonerskich w stanie proof. Giordano określa ich rzadkość stopniem R, odnoszącym się do monet znanych jedynie w 251-500 egzemplarzach.
| Kraj                       | Nominał              | Mennica                                          | Znak menniczy | Liczba wybitych monet obiegowych | Przybliżona wartość wg NGC Coin Price Guide (stan menniczy MS63) |
| -------------------------- | -------------------- | ------------------------------------------------ | ------------- | -------------------------------- | ---------------------------------------------------------------- |
| Brytyjska Afryka Zachodnia | one penny            | The Royal Mint                                   | –             | 7 992 000                        | $12.50                                                           |
| Brytyjska Afryka Zachodnia | one penny            | The Birmingham Mint (The Mint, Birmingham, Ltd.) | H             | 12 600 000                       | $4.00                                                            |
| Brytyjska Afryka Zachodnia | one penny            | King’s Norton Metal Co. (I.C.I. Metals Ltd.)     | KN            | 12 511 200/12 512 000            | $4.00                                                            |
| Brytyjska Afryka Zachodnia | one halfpenny        | The Royal Mint                                   | –             | 14 759 760                       | $4.50                                                            |
| Brytyjska Afryka Zachodnia | one halfpenny        | The Birmingham Mint (The Mint, Birmingham, Ltd.) | H             | 2 400 000                        | $20.00                                                           |
| Brytyjska Afryka Zachodnia | one halfpenny        | King’s Norton Metal Co. (I.C.I. Metals Ltd.)     | KN            | 2 298 000                        | $7.00                                                            |
| Brytyjska Afryka Zachodnia | one tenth of a penny | The Royal Mint’                                  | –             | 5 880 000                        | $4.50                                                            |
| Brytyjska Afryka Zachodnia | one tenth of a penny | The Birmingham Mint (The Mint, Birmingham, Ltd.) | H             | 1 404 000                        | $550.00                                                          |
| Brytyjska Afryka Zachodnia | one tenth of a penny | King’s Norton Metal Co. (I.C.I. Metals Ltd.)     | KN            | 3 000                            | $15.00                                                           |

| Produkcja perforowanych monet Edwarda VIII (z datą 1936) przeznaczonych dla Brytyjskiej Afryki Zachodniej w Mennicy w Birmingham (znak menniczy H) z podziałem na lata | Produkcja perforowanych monet Edwarda VIII (z datą 1936) przeznaczonych dla Brytyjskiej Afryki Zachodniej w Mennicy w Birmingham (znak menniczy H) z podziałem na lata | Produkcja perforowanych monet Edwarda VIII (z datą 1936) przeznaczonych dla Brytyjskiej Afryki Zachodniej w Mennicy w Birmingham (znak menniczy H) z podziałem na lata | Produkcja perforowanych monet Edwarda VIII (z datą 1936) przeznaczonych dla Brytyjskiej Afryki Zachodniej w Mennicy w Birmingham (znak menniczy H) z podziałem na lata |
| Rok | one penny | one halfpenny | one tenth of a penny |
| --- | --- | --- | --- |
| 1936 | 5 467 200 | 624 240 | - |
| 1937 | 7 132 800 | 1 775 760 | 768 000 |
| 1938 | - | - | 636 000 |
| Razem | 12 600 000 | 2 400 000 | 1 404 000 |

Pewną zagadkę związaną z monetami Edwarda VIII z Brytyjskiej Afryki Zachodniej stanowi fakt występowania pojedynczych egzemplarzy pensówki z dość niezwykłym błędem menniczym. Chodzi tu o tzw. hybrydę (ang. mule), czyli monetę, której awers i rewers nie pasują do siebie: w tym konkretnym przypadku moneta ma tradycyjny awers pensówki Edwarda VIII z 1936 roku ze znakiem menniczym H, ale jej rewers pochodzi z pensówki Jerzego VI i widnieje na nim data 1945. W opinii Josepha Giordano hybrydy te są „wyjątkowo rzadkie” (excessively rare) i ocenia on ich rzadkość stopniem RRRR, odnoszącym się do monet znanych jedynie w 5-25 egzemplarzach. W swojej kolekcji Joseph Giordano posiadał jeden egzemplarz takiej monety, za który 9 września 2004 roku na aukcji Heritage World Coins w Dallas zapłacił $3500. Ta sama moneta, w slabie PCGS, oceniona na MS64, wystawiona została na sprzedaż 21 września 2010 roku na aukcji Spink & Son w Londynie z szacowaną ceną £2500-3500. W katalogu PCGS, poza tą monetą, odnotowane są jeszcze dwa inne egzemplarze, ocenione na AU58 i AU53, a jeszcze inny egzemplarz wystawiony jest na sprzedaż na stronie Cultman Collectables za £1695. W katalogu NGC odnotowane są trzy takie monety (MS64, MS63 i AU58). Egzemplarz oceniony przez NGC na MS64 sprzedany został 15 sierpnia 2024 roku na aukcji Heritage World Coin Auctions (lot 33112) za $6600. Jak dotychczas nie udało się wyjaśnić okoliczności, które doprowadziły do wybicia hybryd z takim błędem menniczym.

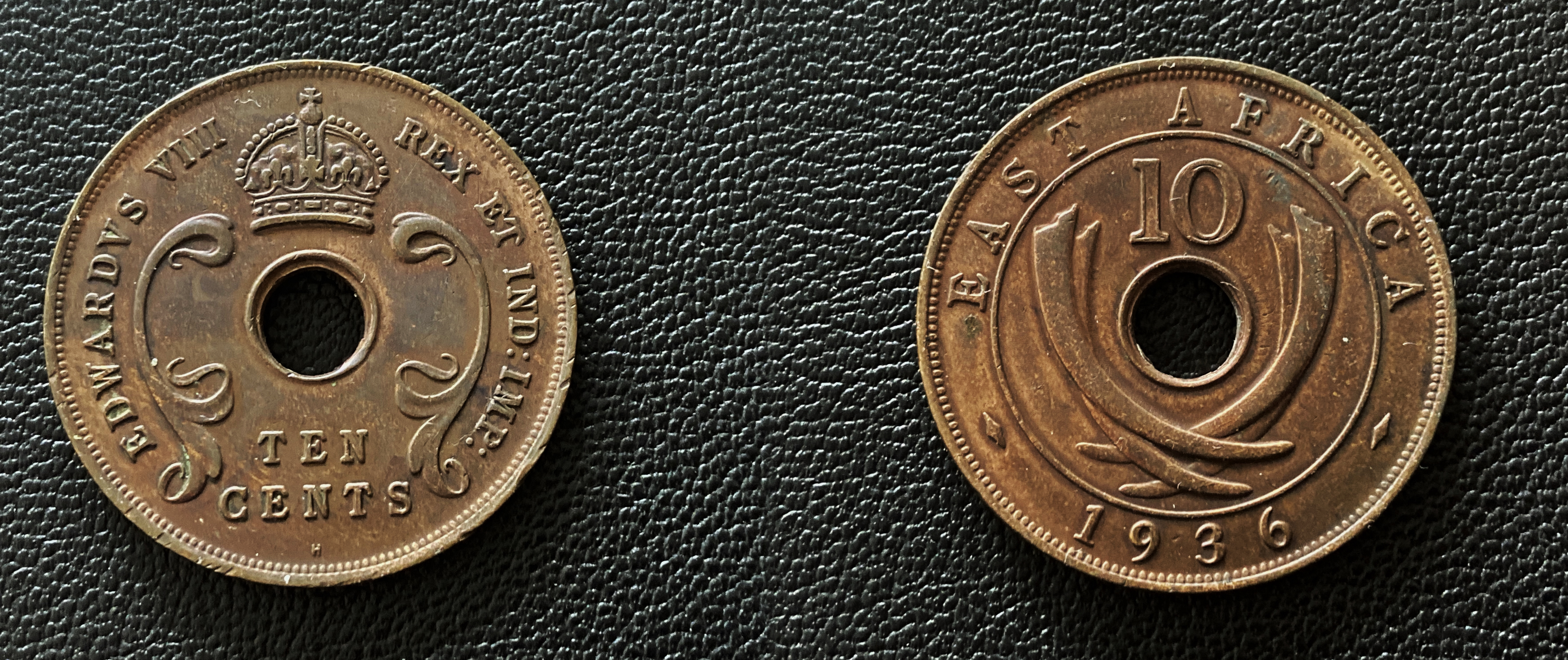
10 centów Edwarda VIII z Brytyjskiej Afryki Wschodniej (1936 rok) ze znakiem menniczym H

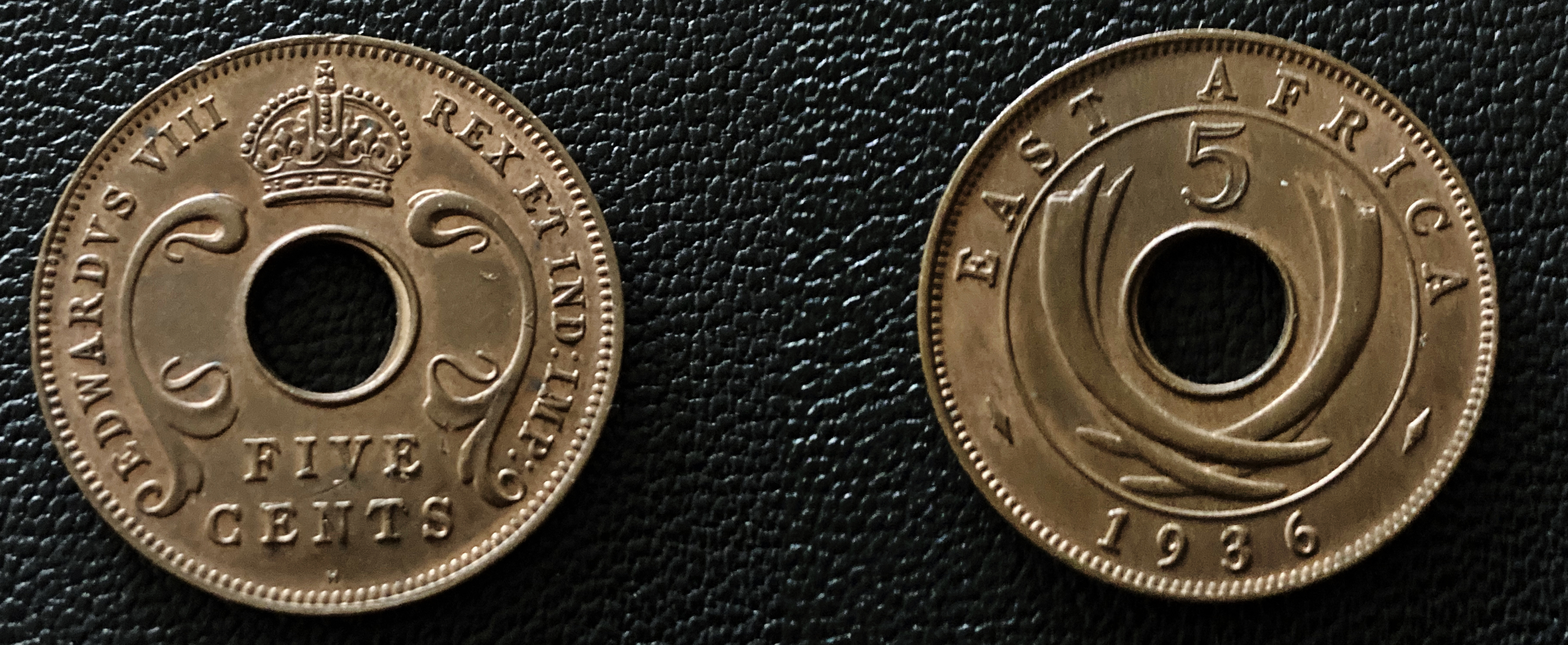
5 centów Edwarda VIII z Brytyjskiej Afryki Wschodniej (1936 rok) ze znakiem menniczym H

### Brytyjska Afryka Wschodnia
Na potrzeby Brytyjskiej Afryki Wschodniej w Mennicy Królewskiej, w Mennicy w Birmingham i w mennicy King’s Norton Metal Co. wybijano perforowane monety Edwarda VIII o dwóch nominałach: 10 centów (10 cents) i 5 centów (5 cents). Na wszystkich z nich widnieje data 1936, choć wybijane one były również jeszcze w 1937 roku.
10 centów, wybite w nakładzie ok. 10.5 miliona egzemplarzy, jest monetą z brązu, z okrągłym otworem pośrodku, o wadze ok. 11 g i średnicy ok. 30,5 mm. Na awersie, zaraz ponad centralnym otworem, przedstawiona jest korona, a pod otworem zapisany jest nominał (TEN CENTS). Po obu stronach otworu widnieją zwijane ornamenty, a między nimi a krawędzią monety biegnie inskrypcja królewska EDWARDVS VIII REX ET IND:IMP: („Edward VIII król i cesarz Indii”). Jeżeli dana moneta posiada na awersie znak menniczy H lub KN, to umieszczony jest on na dole awersu, pod zapisanym nominałem. Na rewersie centralny otwór flankują po obu stronach ciosy słoniowe, a nad otworem zapisany jest nominał (10). Wzdłuż górnej krawędzi rewersu biegnie napis EAST AFRICA, a na dole rewersu zapisana jest data 1936.
Moneta o nominale 5 centów, wybita w nakładzie ponad 5.5 miliona egzemplarzy, też wykonana jest z brązu i ma okrągły otwór pośrodku. Jej średnica to ok. 26 mm, a waga to ok. 6,5 g. Awers jest analogiczny do dziesięciocentówki, z tym, że ma zmieniony nominał (FIVE CENTS). Na awersie tym zawsze widnieje znak menniczy (H lub KN), gdyż Mennica Królewska w produkcji tych monet nie uczestniczyła. Poza zmienionym nominałem (5), rewers jest taki sam jak na dziesięciocentówce.
W każdym z wyżej wymienionych nominałów wybito również niewielką liczbę monet kolekcjonerskich w stanie proof. Giordano określa ich rzadkość stopniem R, odnoszącym się do monet znanych jedynie w 251-500 egzemplarzach.
| Kraj                       | Nominał  | Mennica                                          | Znak menniczy | Liczba wybitych monet obiegowych | Przybliżona wartość wg NGC Coin Price Guide (stan menniczy MS63) |
| -------------------------- | -------- | ------------------------------------------------ | ------------- | -------------------------------- | ---------------------------------------------------------------- |
| Brytyjska Afryka Wschodnia | 10 cents | The Royal Mint                                   | –             | 2 000                            | $30.00                                                           |
| Brytyjska Afryka Wschodnia | 10 cents | The Birmingham Mint (The Mint, Birmingham, Ltd.) | H             | 4 330 000                        | $8.50                                                            |
| Brytyjska Afryka Wschodnia | 10 cents | King’s Norton Metal Co. (I.C.I. Metals Ltd.)     | KN            | 4 142 000                        | $8.50                                                            |
| Brytyjska Afryka Wschodnia | 5 cents  | The Birmingham Mint (The Mint, Birmingham, Ltd.) | H             | 3 500 000                        | $7.50                                                            |
| Brytyjska Afryka Wschodnia | 5 cents  | King’s Norton Metal Co. (I.C.I. Metals Ltd.)     | KN            | 2 148 000                        | $7.50                                                            |

| Produkcja perforowanych monet Edwarda VIII (z datą 1936) przeznaczonych dla Brytyjskiej Afryki Wschodniej w Mennicy w Birmingham (znak menniczy H) z podziałem na lata | Produkcja perforowanych monet Edwarda VIII (z datą 1936) przeznaczonych dla Brytyjskiej Afryki Wschodniej w Mennicy w Birmingham (znak menniczy H) z podziałem na lata | Produkcja perforowanych monet Edwarda VIII (z datą 1936) przeznaczonych dla Brytyjskiej Afryki Wschodniej w Mennicy w Birmingham (znak menniczy H) z podziałem na lata |
| Rok | 10 cents | 5 cents |
| --- | --- | --- |
| 1936 | 3 580 000 | 1 504 000 |
| 1937 | 750 000 | 1 996 000 |
| Razem | 4 330 000 | 3 500 000 |

Wśród monet Edwarda VIII z Brytyjskiej Afryki Wschodniej ciekawostkę stanowią egzemplarze dziesięciocentówki bez wybitego otworu. Joseph Giordano określa je jako „niezwykle rzadkie” (extremely rare) i ocenia ich rzadkość stopniem RRR, odnoszącym się do monet znanych jedynie w 26-100 egzemplarzach. Jeden egzemplarz takiej monety, pochodzący z The David Cambridge Collection, wystawiony został na sprzedaż 10 grudnia 2003 roku w domu aukcyjnym Dix Noonan Webb (obecnie Noonans Mayfair) w Londynie z ceną szacunkową £300-400. Egzemplarz takiej monety posiadał również Joseph Giordano – wystawiona ona została na sprzedaż 21 września 2010 roku na aukcji Spink & Son w Londynie z szacowaną ceną £400-500.

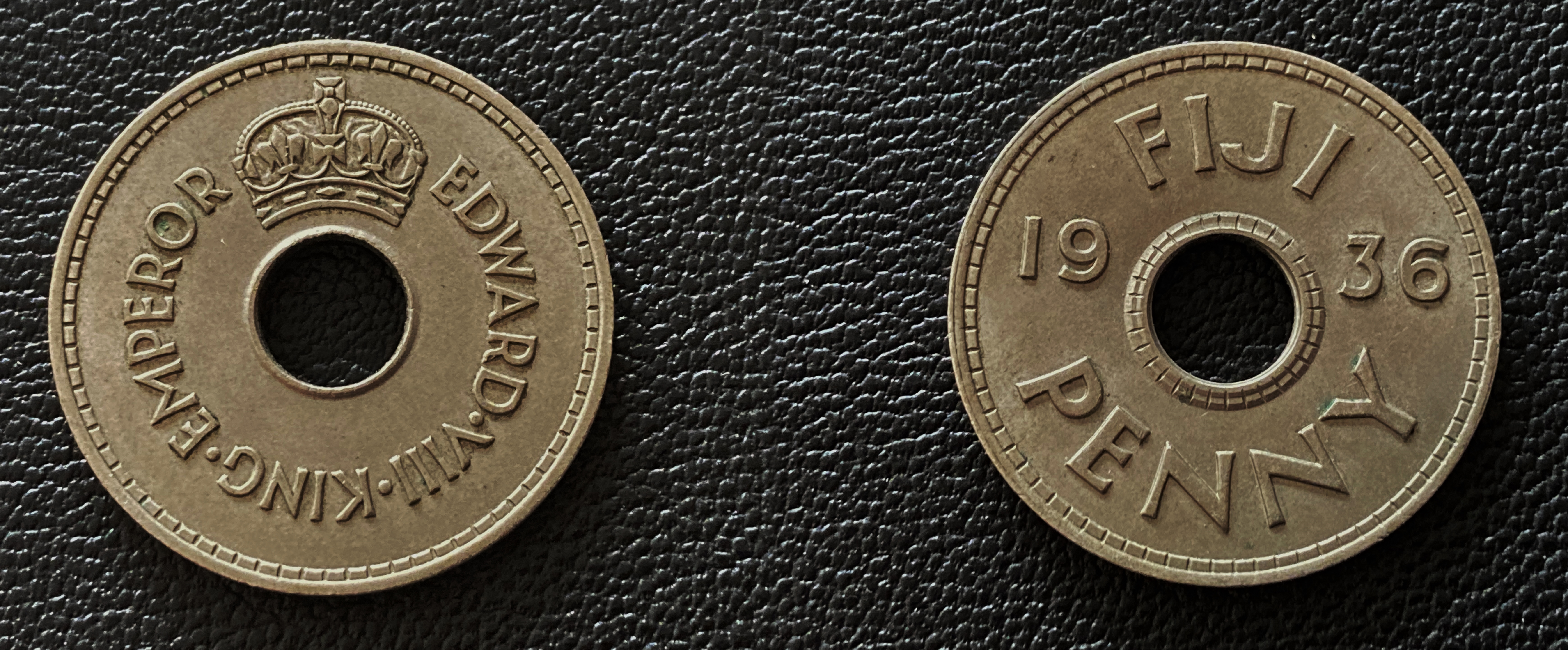
Pens Edwarda VIII z Fidżi (1936 rok)

Jeszcze większą ciekawostkę stanowią błędnie wybite miedzioniklowe monety Edwarda VIII, na których awers dziesięciocentówki z Brytyjskiej Afryki Wschodniej (znak menniczy H) połączony został z rewersem pensówki z Brytyjskiej Afryki Zachodniej. Powodem powstania tych hybryd było najprawdopodobniej omyłkowe użycie stempla menniczego z awersem dziesięciocentówki z Brytyjskiej Afryki Wschodniej podczas wybijania pensówek z Brytyjskiej Afryki Zachodniej. Joseph Giordano określa te monety jako „rzadkie” (rare) i ocenia ich rzadkość stopniem R, odnoszącym się do monet występujących w liczbie 251–500 egzemplarzy. Egzemplarz takiej monety, pochodzący z kolekcji Josepha Giordano, wystawiony został na sprzedaż 21 września 2010 roku na aukcji Spink & Son w Londynie z szacowaną ceną £300-500. Trzy inne takie hybrydy (ocenione na MS64, AU50 i XF45) zarejestrowane są w katalogu PCGS, a dwanaście w katalogu NGC (ocenione pomiędzy AU53 a MS65). Egzemplarz oceniony przez NGC na MS63 (certyfikat 3905422-014) sprzedany został 19 stycznia 2023 roku na aukcji Heritage Auctions (lot 63266) za $960.

### Fidżi
Na potrzeby Fidżi Mennica Królewska w 1936 roku wybiła 120 tysięcy monet Edwarda VIII o nominale jednego pensa (one penny). Monety te, wykonane z miedzioniklu, mają średnicę 26 mm, ważą 6,5 g oraz posiadają okrągły otwór pośrodku. Na ich awersie, ponad otworem, widnieje korona, a wokół otworu biegnie inskrypcja królewska EDWARD·VIII·KING·EMPEROR („EDWARD·VIII·KRÓL·CESARZ”). Na rewersie ponad centralnym otworem jest napis FIJI, a pod otworem napis PENNY. Po lewej stronie otworu jest liczba 19, a po prawej stronie liczba 36, tworzące razem datę 1936. 
Poza monetami obiegowymi wybito również niewielką liczbę monet kolekcjonerskich w stanie proof. Giordano określa ich rzadkość stopniem R, odnoszącym się do monet znanych jedynie w 251-500 egzemplarzach.

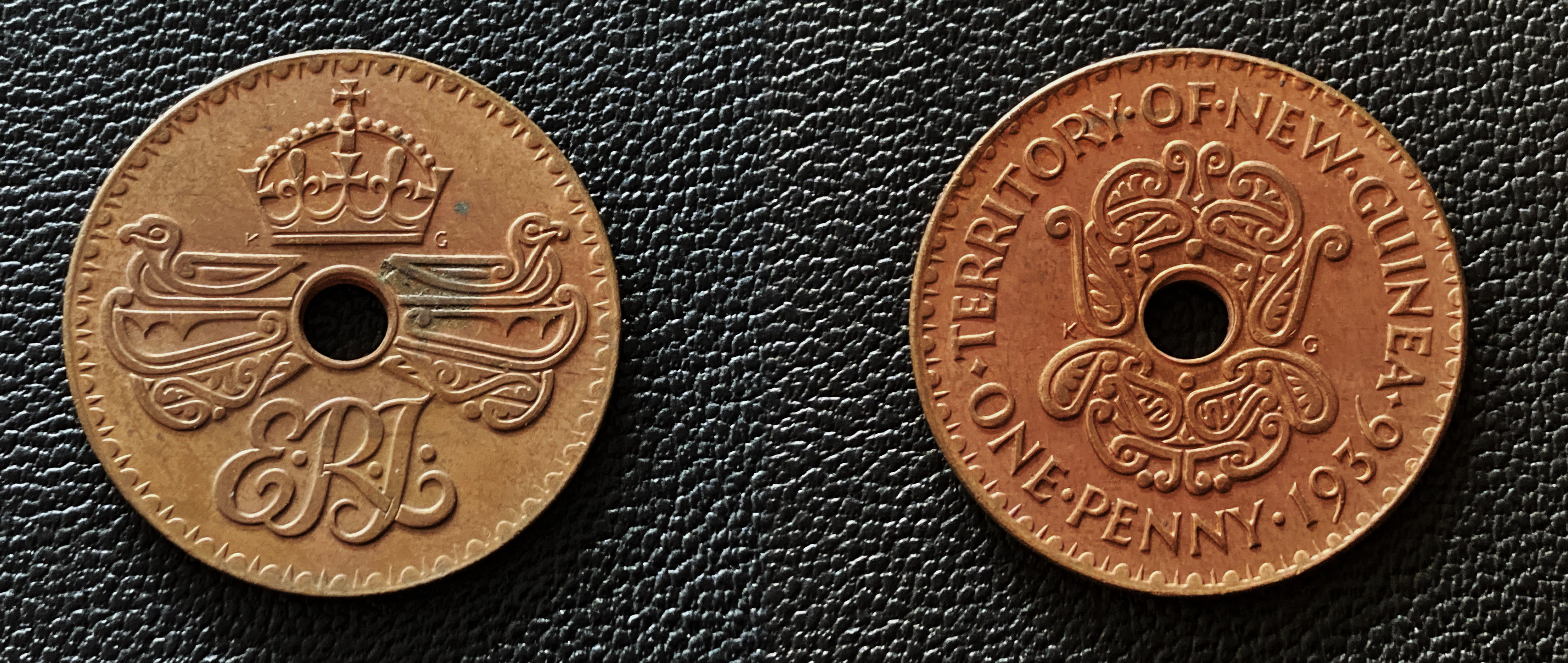
Pens Edwarda VIII z Terytorium Nowej Gwinei (1936 rok)

### Terytorium Nowej Gwinei
Na potrzeby Terytorium Nowej Gwinei Mennica w Melbourne w 1936 roku wybiła 360 tysięcy monet Edwarda VIII o nominale jednego pensa (one penny). Monety te, wykonane z brązu, mają średnicę ok. 26,5 mm i posiadają okrągły otwór pośrodku. Na awersie, powyżej centralnego otworu, przedstawiona jest korona, a poniżej otworu jest monogram królewski E·R·I·, znaczący Edwardvs VIII Rex Imperator („Edward VIII Król Cesarz”). Po obu stronach otworu znajduje się motyw zaczerpnięty ze sztuki tubylczej przedstawiający gniazdujące ptaki. Z lewej i prawej strony korony widnieją niewielkie litery K i G, będące inicjałami George’a Krugera Graya, autora wzoru awersu. Na rewersie, wokół otworu, umieszczony jest ponownie motyw zaczerpnięty ze sztuki tybylczej. Po jego lewej i prawej stronie widnieją niewielkie litery K i G, będące inicjałami George’a Krugera Graya, autora wzoru tego rewersu. Wzdłuż górnej krawędzi rewersu biegnie napis TERRITORY OF NEW GUINEA, a wzdłuż dolnej krawędzi rewersu napis ONE PENNY i data 1936.
Poza monetami obiegowymi wybito również niewielką liczbę monet kolekcjonerskich w stanie proof. Giordano określa ich rzadkość stopniem R, odnoszącym się do monet znanych jedynie w 251-500 egzemplarzach.

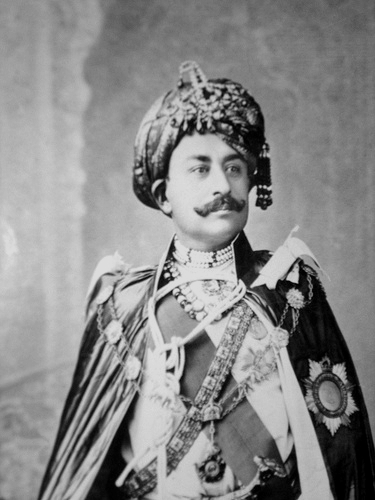
Khengarji III, maharadża indyjskiego państwa książęcego Kaććh w latach 1875–1942

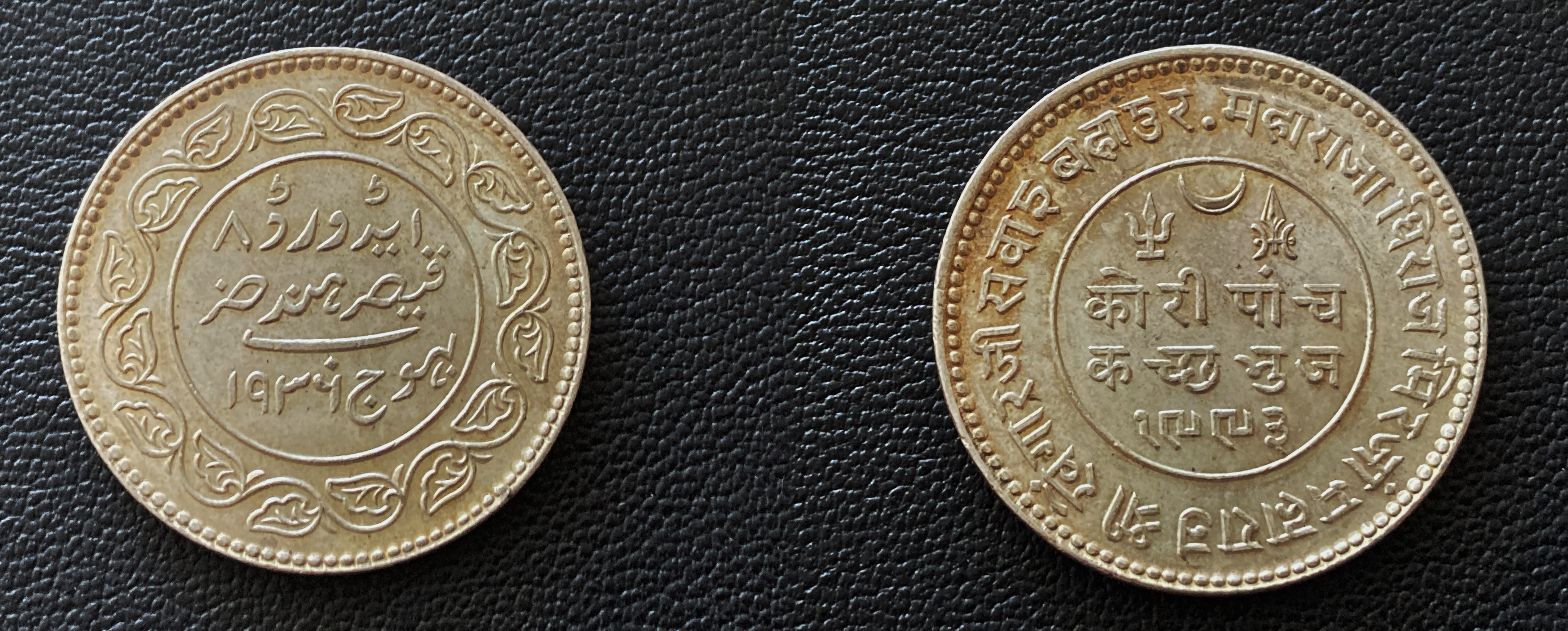
Srebrna moneta 5 kori z państwa książęcego Kaććh; panowanie Khengarji III i Edwarda VIII (Anno Domini 1936 / Vikram Samvat 1993)

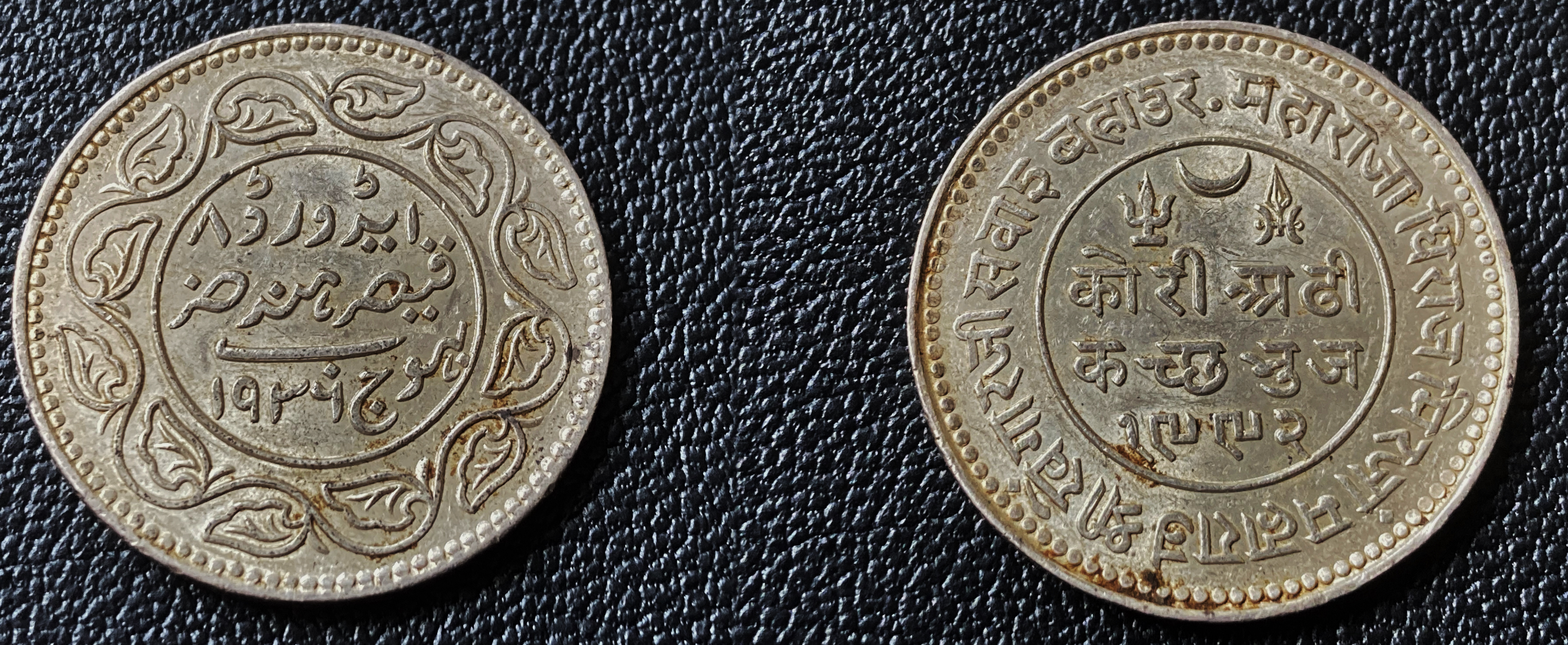
Srebrna moneta 2½ kori z państwa książęcego Kaććh; panowanie Khengarji III i Edwarda VIII (Anno Domini 1936 / Vikram Samvat 1992)

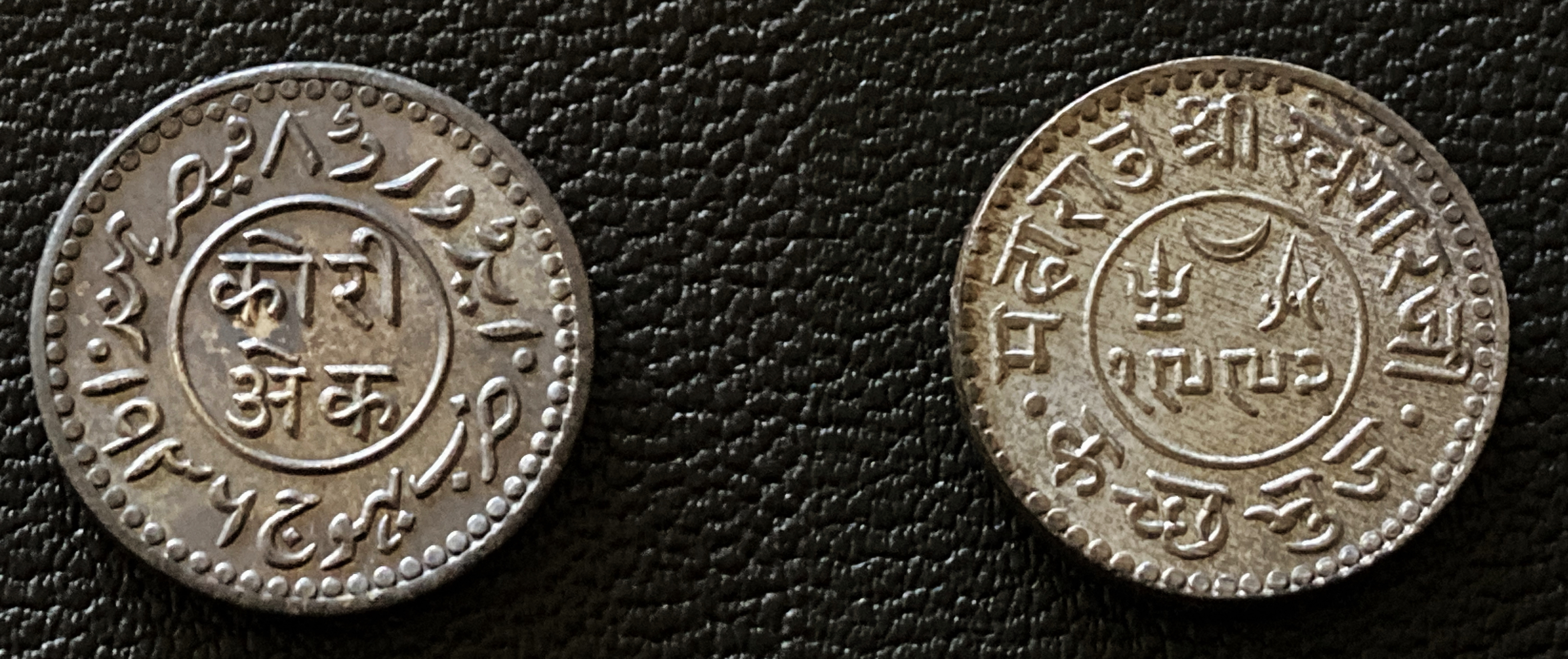
Srebrna moneta 1 kori z państwa książęcego Kaććh; panowanie Khengarji III i Edwarda VIII (Anno Domini 1936 / Vikram Samvat 1992)

## Lokalne emisje monet indyjskich
Po wstąpieniu Edwarda VIII na tron niektórzy lokalni władcy w Indiach Brytyjskich zaczęli wybijać swoje monety w jego imieniu.

### Państwo książęce Kaććh (Kutch)
W państwie książęcym Kaććh (Kutch), leżącym w północno-zachodnich Indiach Brytyjskich (wsp. region Kaććh w indyjskim stanie Gudźarat, nad Zatoką Kaććh), lokalny władca, maharadża Khengarji III (1875-1942), po wstąpieniu na tron Edwarda VIII w 1936 roku, rozkazał wybić w jego imieniu i swoim monety srebrne (o nominale 5 kori, 2½ kori i 1 kori) oraz miedziane (o nominale 3 dokda).
Monety o nominale 5 kori wybite są w srebrze (.937), mają średnicę ok. 32 mm i ważą ok. 13,9 g. Na ich awersie, wewnątrz zaznaczonego okręgu, widnieje zapisana w trzech linijkach alfabetem perskim inskrypcja w języku urdu „Edward VIII Kaisar Hind Zarb Bhuj 1936” (ايدورد ٨ قيصر هند ضرب بهوج ١٩٣٦), którą tłumaczyć można „Edward VIII, cesarz Indii (moneta) wybita w (stolicy) Bhuj (rok) 1936”. Na zewnątrz okręgu jest pas z biegnącym wzdłuż krawędzi awersu wzorem roślinnym z liśćmi. Na rewersie monet, też wewnątrz zaznaczonego okręgu, znajduje się zapisana alfabetem dewanagari w języku gudźarati inskrypcja w trzech linijkach: कोरी पांच (kori pięć) / कच्छ भुज (Kaććh Bhuj) / १९९२ (1992) lub १९९३ (1993), nad którą widnieją przedstawienia trójzęba, półksiężyca i sztyletu. Centralną inskrypcję z przedstawieniami otacza biegnąca wzdłuż krawędzi rewersu druga inskrypcja również zapisana alfabetem dewanagari w języku gudźarati: महाराजा धिराज मिरजां महाराउ श्री खेंगारजी सवाई बहादुर „Maharajadhiraj (tytuł królewski, dosł. wielki król królów) Mirza (tytuł honorowy) Maharao (tytuł królewski, odpowiednik maharadży) Shri (sir – brytyjski tytuł szlachecki) Khengarji (III), Sawai (tytuł honorowy) Bahadur (bagatur – tytuł honorowy)”. Rant jest zapisany (* KUTCH * कच्छ * BHUJ ** भुज **). Znane są dwie odmiany tych monet, różniące się rokiem na rewersie (1992 lub 1993) zapisanym zgodnie z używanym lokalnie kalendarzem Wikrama (Vikram Samvat).
Monety o nominale 2½ kori wybite są w srebrze (.937), mają średnicę ok. 26.5 mm i ważą ok. 6,95 g. Ich awers jest taki sam, jak na monetach 5 kori. Rewers też jest taki sam, z tym, że w inskrypcji umieszczonej pośrodku zapisany jest nominał कोरी अढी (kori dwa i pół). Na rancie jest identyczna inskrypcja, co na 5 kori. W przypadku tych monet też występują dwie odmiany różniące się rokiem na rewersie (1992 lub 1993).
Monety o nominale 1 kori wybite są w srebrze (.601), mają średnicę ok. 17 mm, grubość 2,3 mm i ważą ok. 4,7 g. Pośrodku ich awersu, wewnątrz zaznaczonego okręgu, zapisany jest alfabetem dewanagari w języku gudźarati nominał: कोऱी अेक (kori jeden). Na zewnątrz okręgu, wzdłuż krawędzi awersu, biegnie inskrypcja zapisana alfabetem perskim w języku urdu: „Edward VIII Kaisar Hind • Zarb Bhuj 1936”, czyli „Edward VIII, cesarz Indii (moneta) wybita w (stolicy) Bhuj (rok) 1936”. Z kolei pośrodku rewersu, też wewnątrz zaznaczonego okręgu, znajdują się przedstawienia trójzęba, półksiężyca i sztyletu, pod którymi zapisany jest rok według kalendarza Wikrama. Na zewnątrz okręgu, wzdłuż krawędzi rewersu, biegnie inskrypcja zapisana alfabetem dewanagari w języku gudźarati कच्छ भुज • महाराओ श्री खेंगारजी „Maharao Shri Khengarji (III) • Kaććh Bhuj”. Rant monet jest gładki i niezapisany. Tu też występują dwie odmiany monet różniące się rokiem na rewersie (1992 lub 1993).
Monety o nominale 3 dokda, o wartości ⅛ kori, wybite są w miedzi, mają średnicę ok. 33 mm i ważą ok. 16,5 g. Na ich awersie, pośrodku, znajduje się przedstawienie sztyletu, pod którym zapisany jest po arabsku rok 1936. Wzdłuż krawędzi awersu biegnie inskrypcja zapisana alfabetem perskim w języku urdu: „Edward VIII Kaisar Hind • Zarb Bhuj”, czyli „Edward VIII, cesarz Indii (moneta) wybita w (stolicy) Bhuj”. Na rewersie tych monet umieszczone jest przedstawienie trójzęba, pod którym zapisany jest alfabetem dewanagari w języku gudźarati nominał (3 dokda) i (jeszcze poniżej) rok 1993 (w kalendarzu Wikrama). Wzdłuż krawędzi rewersu biegnie zapisana alfabetem dewanagari w języku gudźarati inskrypcja „Maharao Shri Khengarji (III) Sawai Bahadur • Kaććh”. Rant monet jest gładki i niezapisany.

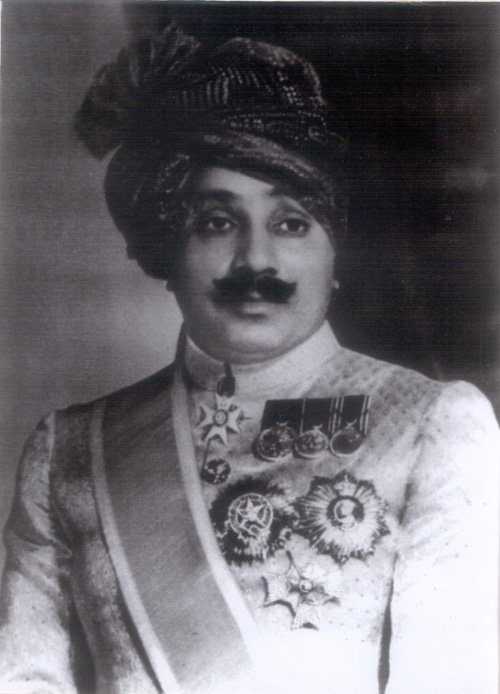
Umaid Singh, maharadża indyjskiego państwa książęcego Dźodhpur w latach 1918–1947

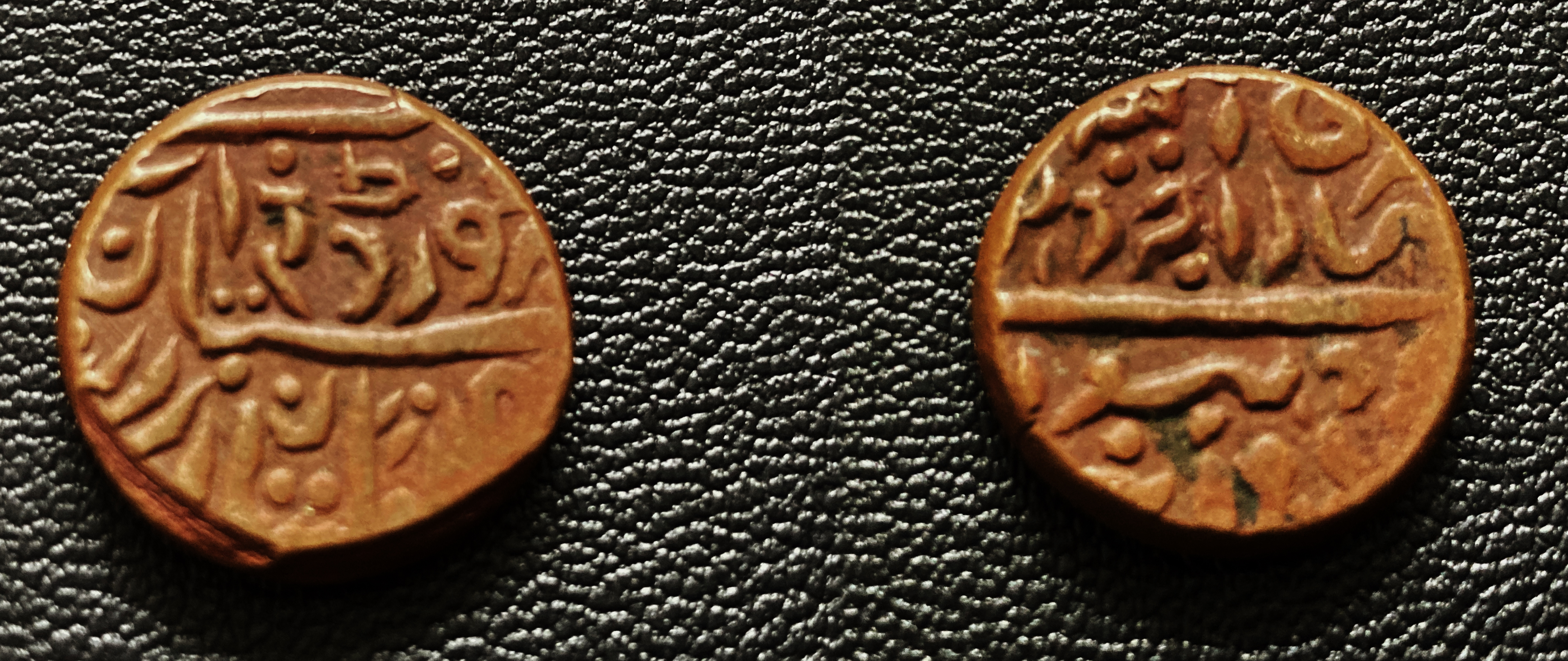
Miedziana moneta ¼ anna z państwa książęcego Dźodhpur; panowanie Umaid Singha i Edwarda VIII (1936); wariant bez perskiej cyfry 8 (∧) na awersie

### Państwo książęce Dźodhpur (Jodhpur)
W państwie książęcym Dźodhpur, leżącym w północno-zachodnich Indiach Brytyjskich (wsp. okolice miasta Dźodhpur w indyjskim stanie Radżastan), lokalny władca, maharadża Umaid Singh (1918-1947), po wstąpieniu na tron Edwarda VIII w 1936 roku, rozkazał wybić w jego imieniu i swoim monety złote (1 mohur, ½ mohur, ¼ mohur) i miedziane (¼ anna).
Monety o nominale 1 mohur, wybijane ręcznie w złocie, mają średnicę ok. 18 mm i ważą ok. 11 g. Na ich awersie widnieje zapisana alfabetem perskim inskrypcja ba-zaman-i-mubarak edward hashtam shah-i-inglistan, emperor-i-hindustan (tłum. „Za pomyślnych rządów Edwarda VIII, króla Anglii, cesarza Indii)”. Inskrypcji towarzyszą zapisane pismem dewanagari znaki jhar (na oznaczenie Mennicy w Jodhpur) i ran (znak mincerza, tzw. Daroga mark). Na górze rewersu zapisany jest pismem dewanagari napis „Shri Mataji”, któremu towarzyszyć może data 1993 w kalendarzu Wikrama (Vikram Samvat). Poniżej na rewersie widnieje zapisana alfabetem perskim inskrypcja bahadur shri Umaid Singh maharajadhiraj zarb Dźodhpur, znacząca „Bahadur, sir Umaid Singh, wielki król królów; (moneta) wybita w Dźodhpur”. W katalogu złotych monet Friedberga moneta ta znajduje się pod numerem 1231 i opatrzona jest uwagą „zgłoszona, ale niepotwierdzona” (reported, not confirmed). Giordano rzadkość tej monety oznacza symbolem RRRR (excessively rare, tj. znany jedynie w 5-25 egzemplarzach).
Monety o nominale ½ mohur, wybijane ręcznie w złocie, mają średnicę ok. 18 mm i ważą ok. 5,5 g. Awers i rewers tych monet jest taki sam jak na monetach 1 mohur. W katalogu złotych monet Friedberga moneta ta znajduje się pod numerem 1232 (wersja bez daty na rewersie).
Monety o nominale ¼ mohur, wybijane ręcznie w złocie, mają średnicę ok. 18 mm i ważą ok. 2,75 g. Ich awers i rewers jest taki sam jak w przypadku monet 1 i ½ mohur. Nie są one wymieniane w ważniejszych katalogach monet, ale egzemplarz takiej monety (o wadze 2,9 g i średnicy 17,03 mm) wystawiony został na sprzedaż z szacunkową ceną 50 000 – 75 000 rupii indyjskich w domu aukcyjnym Marudhar Arts w Bengaluru w Indiach (auction 26, lot 348, moneta określana jako exceedingly rare – „niezmiernie rzadka”).
Monety o nominale ¼ anna, wybijane w miedzi, mają średnicę ok. 19 mm i ważą ok. 10,5 g. Na ich awersie znajduje się zapisana alfabetem perskim inskrypcja ba-zaman-i-mubarak edward hashtam emperor inglistan-o-hindustan (tłum. „Za pomyślnych rządów Edwarda VIII, cesarza Anglii i Indii”) oraz znak mincerza (Daroga mark). Na rewersie, również zapisana alfabetem perskim, widnieje inskrypcja (od dołu do góry) zarb Dźodhpur / maharaja shri / Umaid Singh / pau anna / sanah / (1936), tłum. „(Moneta) wybita w Dźodhpur / maharadża sir / Umaid Singh / ¼ anna / rok / (1936)”. Znane są trzy odmiany tych monet, różniące się nieco sposobem zapisu inskrypcji na awersie.

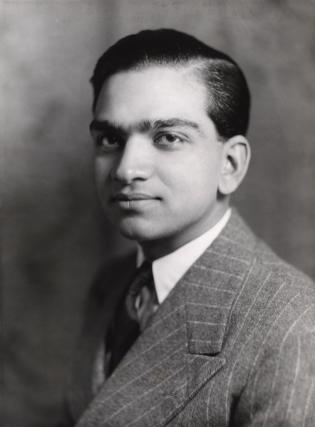
Man Singh II, maharadża indyjskiego państwa książęcego Dźajpur w latach 1922–1947

### Państwo książęce Dźajpur (Jaipur)
W państwie książęcym Dźajpur, też leżącym w północno-zachodnich Indiach Brytyjskich (wsp. okolice miasta Dźajpur, stolicy indyjskiego stanu Radżastan), lokalny władca, maharadża Man Singh II (1922-1947), po wstąpieniu na tron Edwarda VIII w 1936 roku, rozkazał wybić w jego imieniu i swoim monety srebrne (nazarana rupia) i miedziane (nazarana pajsa).
Moneta nazarana rupia (nazarana rupee) wybita jest w srebrze, ma średnicę ok. 34 mm i wagę ok. 10,7 g. Na jej awersie umieszczona jest inskrypcja zapisana alfabetem perskim, którą tłumaczyć można „(Moneta) wybita w Sawai Dźajpur w 1936 roku za zgodą króla królów sułtanatu Anglistanu Edwarda”. Na rewersie tej monety, też zapisana alfabetem perskim, widnieje natomiast inskrypcja, którą tłumaczyć można „15 rok szczęśliwych rządów maharadży sawai Man Singha (II)”. Giordano określa tę monetę jako „bardzo rzadką” (very rare) i oznacza jej rzadkość symbolem RR (moneta znana jedynie w 101-250 egzemplarzach).
Moneta nazarana pajsa (nazarana paisa) wybita jest w miedzi, ma średnicę ok. 29 mm i wagę ok. 6,5 g. Inskrypcje na jej awersie i rewersie, zapisane alfabetem perskim, są takie same jak na srebrnej nazarana rupii. Giordano określa tę monetę jako „rzadką” (rare) i oznacza jej rzadkość symbolem R (moneta znana w 251-500 egzemplarzach).

## Naśladownictwa
Współcześnie na rynku kolekcjonerskim napotkać można wiele różnego rodzaju fikcyjnych medali (fantasy medals) i fikcyjnych monet (fantasy coins), które próbują naśladować oryginalne monety Edwarda VIII. Wybijane są one nieoficjalnie przez prywatne firmy i mennice. Najczęściej są one rozmiaru brytyjskiej korony, na awersie mają portret Edwarda VIII z jego legendą, a na rewersie charakterystyczny motyw z nazwą któregoś z krajów, dominiów, kolonii lub terytoriów zależnych byłego imperium brytyjskiego. Pomimo faktu, iż nie zostały one wybite za rządów Edwarda VIII, a całe dekady później, na ich rewersach umieszczana jest tradycyjnie data 1936 lub 1937. To sprawia, że traktuje się je jako fikcyjne medale (gdy są bez nominału) lub fikcyjne monety (gdy mają nominał). Wykonane one mogą być z różnych metali i stopów, np. z miedzi, aluminium, miedzioniklu, ale też srebra i złota.

### Fikcyjne „korony” Edwarda VIII z serii Geoffreya Hearna
Pierwszą osobą, która wpadła na pomysł produkcji tego rodzaju monet/medali, był Geoffrey Hearn, londyński handlarz monetami, który na początku lat pięćdziesiątych zlecił prywatnej firmie medalierskiej Pinches & Co. przygotowanie i wykonanie fikcyjnych „koron” Edwarda VIII. Firma ta na awersie tych monet/medali postanowiła umieścić wizerunek Edwarda VIII wzorowany na wcześniejszym jego portrecie (jeszcze jako księcia Walii), którego używała na wybijanych przez siebie w latach dwudziestych i trzydziestych medalach pamiątkowych. Na rewersie przedstawiona została początkowo mocno stylizowana scena walki świętego Jerzego ze smokiem (rewers typu I), która w okresie późniejszym zastąpiona została bardziej tradycyjnym przedstawieniem tej sceny (rewers typu II), przypominającym scenę widniejącą na rewersie brytyjskich złotych suwerenów. Wraz z rosnącym zapotrzebowaniem Geoffrey Hearn we współpracy z firmą Pinches & Co. wyemitował z czasem dodatkowe „korony” w tej serii z rewersami reprezentującymi Australię, Bermudy, Cejlon i Nową Zelandię. Wszystkie monety/medale w serii, pomimo tego, że wykonano je w latach pięćdziesiątych, wybity miały na rewersie rok 1936. Wybijano je w złoconej miedzi, srebrze, złocie i platynie.

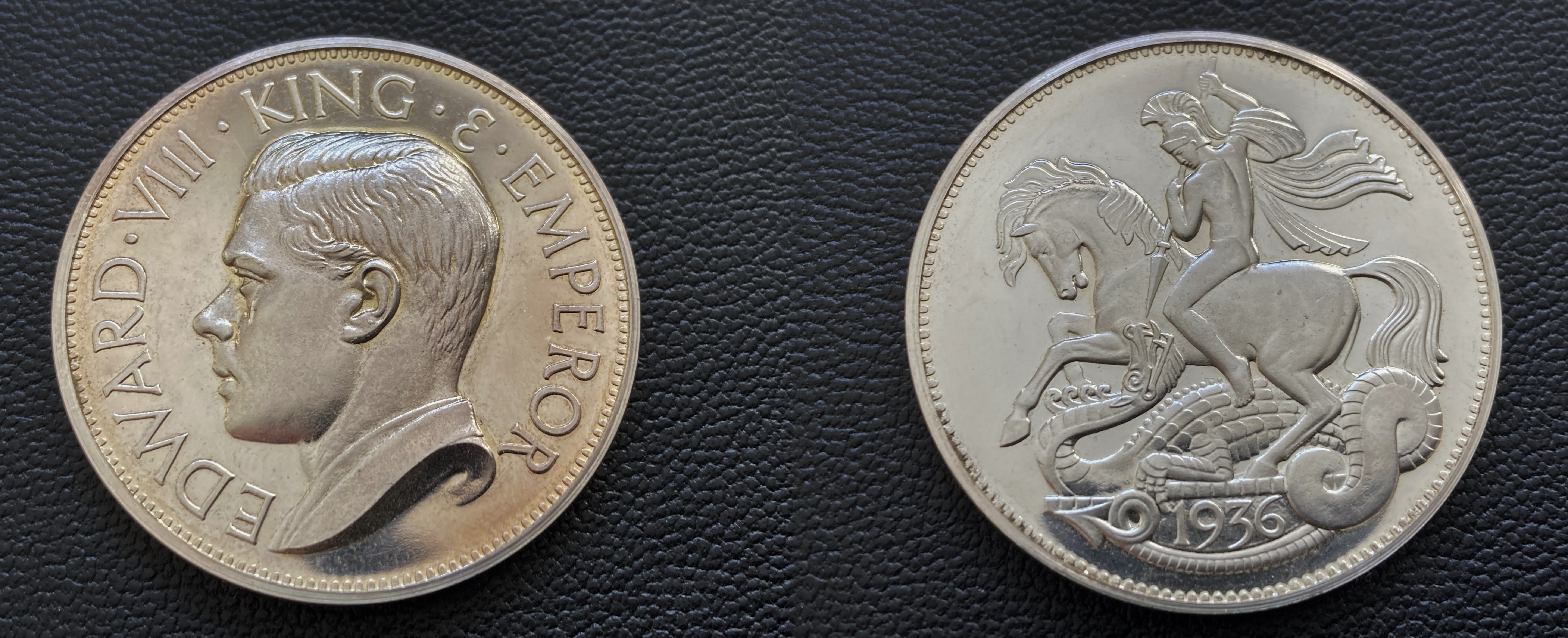
Fikcyjna srebrna „korona” Edwarda VIII z serii Geoffreya Hearna z rewersem Wielkiej Brytanii (typ II)

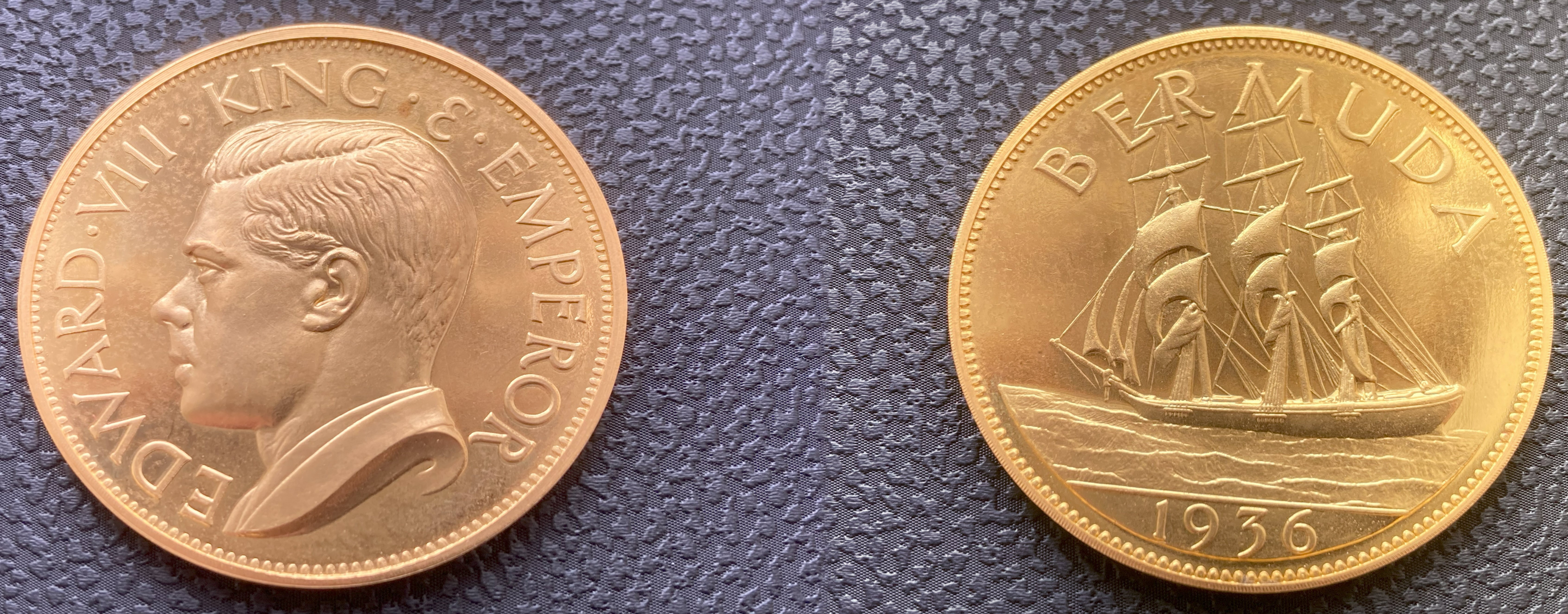
Fikcyjna złocona „korona” Edwarda VIII z serii Geoffreya Hearna z rewersem Bermudów

| Fikcyjne „korony” Edwarda VIII z serii Geoffreya Hearna | Fikcyjne „korony” Edwarda VIII z serii Geoffreya Hearna | Fikcyjne „korony” Edwarda VIII z serii Geoffreya Hearna | Fikcyjne „korony” Edwarda VIII z serii Geoffreya Hearna | Fikcyjne „korony” Edwarda VIII z serii Geoffreya Hearna | Fikcyjne „korony” Edwarda VIII z serii Geoffreya Hearna                        | Fikcyjne „korony” Edwarda VIII z serii Geoffreya Hearna |
| Kraj                                                    | Awers | Rewers | Średnica                                                | Rant                                                    | Metal                                                                          | Nakład |
| ------------------------------------------------------- | --- | --- | ------------------------------------------------------- | ------------------------------------------------------- | ------------------------------------------------------------------------------ | --- |
| Wielka Brytania (typ I)                                 | Awers z wizerunkiem Edwarda VIII, wykonanym w wysokim reliefie, przedstawiający króla z odkrytą głową, zwróconego w lewą stronę. Wokół przedstawienia królewskiego, wzdłuż krawędzi awersu, biegnie zapisana w języku angielskim inskrypcja: EDWARD · VIII · KING · & · EMPEROR („Edward VIII król i cesarz”). Obrzeże przy krawędzi awersu jest ząbkowane | Stylizowana scena przedstawiająca świętego Jerzego na koniu (po lewej stronie) zabijającego smoka (po prawej stronie). Pod sceną, w egzerdze wybity jest rok 1936. Obrzeże przy krawędzi rewersu jest ząbkowane. | 38 mm                                                   | gładki                                                  | srebro, złoto                                                                  | Dokładny nakład nieznany. Giordano określa rzadkość monet srebrnych symbolem R (rare, tj. występujące w 251-500 egzemplarzach), a monet złotych symbolem RR (very rare, tj. występujące w 101-250 egzemplarzach). |
| Wielka Brytania (typ II)                                | Awers z wizerunkiem Edwarda VIII, wykonanym w wysokim reliefie, przedstawiający króla z odkrytą głową, zwróconego w lewą stronę. Wokół przedstawienia królewskiego, wzdłuż krawędzi awersu, biegnie zapisana w języku angielskim inskrypcja: EDWARD · VIII · KING · & · EMPEROR („Edward VIII król i cesarz”). Obrzeże przy krawędzi awersu jest ząbkowane | Zmieniona względem typu I scena przedstawiająca świętego Jerzego na koniu zabijającego leżącego pod nim smoka. Pod ciałem smoka wybity jest rok 1936. Obrzeże przy krawędzi rewersu jest ząbkowane.              | 38 mm                                                   | gładki                                                  | złocona miedź, srebro (dwa warianty monet o grubości 2 i 3 mm), złoto, platyna | Dokładny nakład nieznany. Giordano określa rzadkość złoconych monet z miedzi symbolem S (scarce, tj. występujące w 501-1000 egzemplarzach), srebrnych monet (oba warianty grubości) symbolem N (normal, tj. występujące w 1000-2500 egzemplarzy), a monet złotych i platynowych symbolem RR (very rare, tj. występujące w 101-250 egzemplarzach). |
| Australia                                               | Awers z wizerunkiem Edwarda VIII, wykonanym w wysokim reliefie, przedstawiający króla z odkrytą głową, zwróconego w lewą stronę. Wokół przedstawienia królewskiego, wzdłuż krawędzi awersu, biegnie zapisana w języku angielskim inskrypcja: EDWARD · VIII · KING · & · EMPEROR („Edward VIII król i cesarz”). Obrzeże przy krawędzi awersu jest ząbkowane | Kangur zwrócony w lewą stronę, a nad nim biegnący wzdłuż krawędzi rewersu napis AUSTRALIA. Na lewo od kangura wybity rok 1936. Obrzeże przy krawędzi rewersu jest ząbkowane                                      | 38 mm                                                   | gładki                                                  | złocona miedź, srebro (dwa warianty monet o grubości 2 i 3 mm), złoto, platyna | Dokładny nakład nieznany. Giordano określa rzadkość złoconych monet z miedzi symbolem S (scarce, tj. występujące w 501-1000 egzemplarzach), srebrnych monet (oba warianty grubości) symbolem N (normal, tj. występujące w 1000-2500 egzemplarzy), a monet złotych i platynowych symbolem RR (very rare, tj. występujące w 101-250 egzemplarzach). |
| Bermudy                                                 | Awers z wizerunkiem Edwarda VIII, wykonanym w wysokim reliefie, przedstawiający króla z odkrytą głową, zwróconego w lewą stronę. Wokół przedstawienia królewskiego, wzdłuż krawędzi awersu, biegnie zapisana w języku angielskim inskrypcja: EDWARD · VIII · KING · & · EMPEROR („Edward VIII król i cesarz”). Obrzeże przy krawędzi awersu jest ząbkowane | Trzymasztowy żaglowiec na morzu, skierowany w lewą stronę, a nad nim napis BERMUDA. Na dole rewersu, w egzerdze, wybity rok 1936. Obrzeże przy krawędzi rewersu jest ząbkowane.                                  | 38 mm                                                   | gładki                                                  | złocona miedź, srebro (dwa warianty monet o grubości 2 i 3 mm), złoto          | Dokładny nakład nieznany. Giordano określa rzadkość złoconych monet z miedzi symbolem S (scarce, tj. występujące w 501-1000 egzemplarzach), srebrnych monet (oba warianty grubości) symbolem N (normal, tj. występujące w 1000-2500 egzemplarzy), a monet złotych i platynowych symbolem RR (very rare, tj. występujące w 101-250 egzemplarzach). |
| Cejlon                                                  | Awers z wizerunkiem Edwarda VIII, wykonanym w wysokim reliefie, przedstawiający króla z odkrytą głową, zwróconego w lewą stronę. Wokół przedstawienia królewskiego, wzdłuż krawędzi awersu, biegnie zapisana w języku angielskim inskrypcja: EDWARD · VIII · KING · & · EMPEROR („Edward VIII król i cesarz”). Obrzeże przy krawędzi awersu jest ząbkowane | Słoń zwrócony w prawą stronę, a nad nim napis CEYLON. Na prawo od słonia wybity rok 1936. Obrzeże przy krawędzi rewersu jest ząbkowane.                                                                          | 38 mm                                                   | gładki                                                  | złocona miedź, srebro (dwa warianty monet o grubości 2 i 3 mm), złoto          | Dokładny nakład nieznany. Giordano określa rzadkość złoconych monet z miedzi symbolem S (scarce, tj. występujące w 501-1000 egzemplarzach), srebrnych monet (oba warianty grubości) symbolem N (normal, tj. występujące w 1000-2500 egzemplarzy), a monet złotych i platynowych symbolem RR (very rare, tj. występujące w 101-250 egzemplarzach). |
| Nowa Zelandia                                           | Awers z wizerunkiem Edwarda VIII, wykonanym w wysokim reliefie, przedstawiający króla z odkrytą głową, zwróconego w lewą stronę. Wokół przedstawienia królewskiego, wzdłuż krawędzi awersu, biegnie zapisana w języku angielskim inskrypcja: EDWARD · VIII · KING · & · EMPEROR („Edward VIII król i cesarz”). Obrzeże przy krawędzi awersu jest ząbkowane | Ptak kiwi zwrócony w prawą stronę, a nad nim napis NEW ZEALAND. Pod ptakiem, w egzerdze, wybity rok 1936. Obrzeże przy krawędzi rewersu jest ząbkowane.                                                          | 38 mm                                                   | gładki                                                  | złocona miedź, srebro (dwa warianty monet o grubości 2 i 3 mm), złoto          | Dokładny nakład nieznany. Giordano określa rzadkość złoconych monet z miedzi symbolem S (scarce, tj. występujące w 501-1000 egzemplarzach), srebrnych monet (oba warianty grubości) symbolem N (normal, tj. występujące w 1000-2500 egzemplarzy), a monet złotych i platynowych symbolem RR (very rare, tj. występujące w 101-250 egzemplarzach). |

### Fikcyjne „korony” Edwarda VIII z serii mennicy Pobjoy Mint
W 1972 roku swoje własne „korony” Edwarda VIII wybiła prywatna brytyjska mennica Pobjoy Mint. Przygotowane zostały dwa typy awersów z różnymi portretami królewskimi i odmiennymi legendami. Pierwszy typ, na którym króla przedstawiono z lewego profilu, połączony został z trzema rewersami reprezentującymi Wielką Brytanię, Brytyjską Afrykę Zachodnią i Falklandy, a typ drugi, z przedstawieniem króla z prawego profilu, połączony został z czterema rewersami reprezentującymi Wielką Brytanię (typ I i II), Kanadę i Nową Zelandię. Wszystkie „korony” mają ten sam rozmiar – 38 mm. Wybite zostały w wysokim reliefie w srebrze lub w złocie. Ich rant jest gładki. Dokładny nakład nie jest znany. Giordano określa rzadkość „koron” złotych symbolem RR (very rare, tj. występujące w 101-250 egzemplarzach), a „koron” srebrnych symbolem N (normal, tj. występujące w 1000-2500 egzemplarzach).

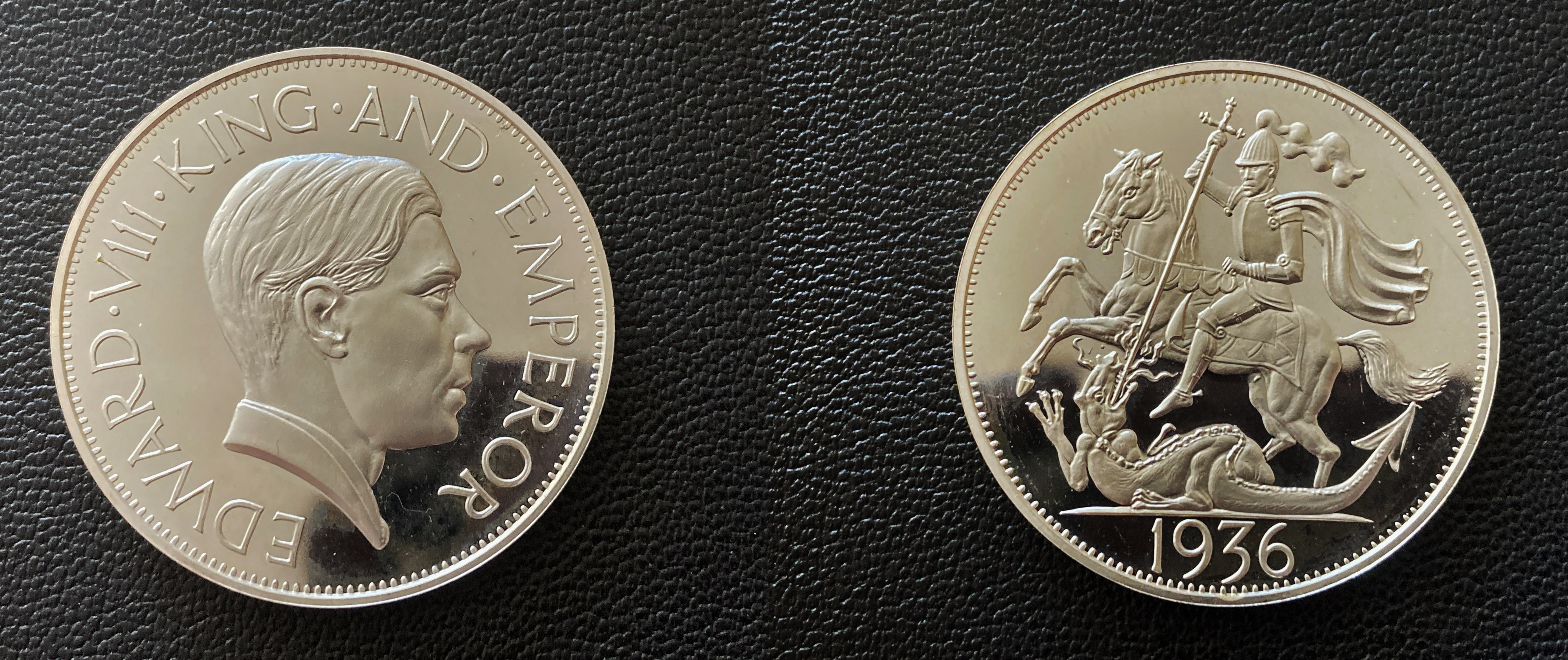
Fikcyjna srebrna „korona” Edwarda VIII z serii mennicy Pobjoy Mint z awersem typu II i rewersem Wielkiej Brytanii (typ I)

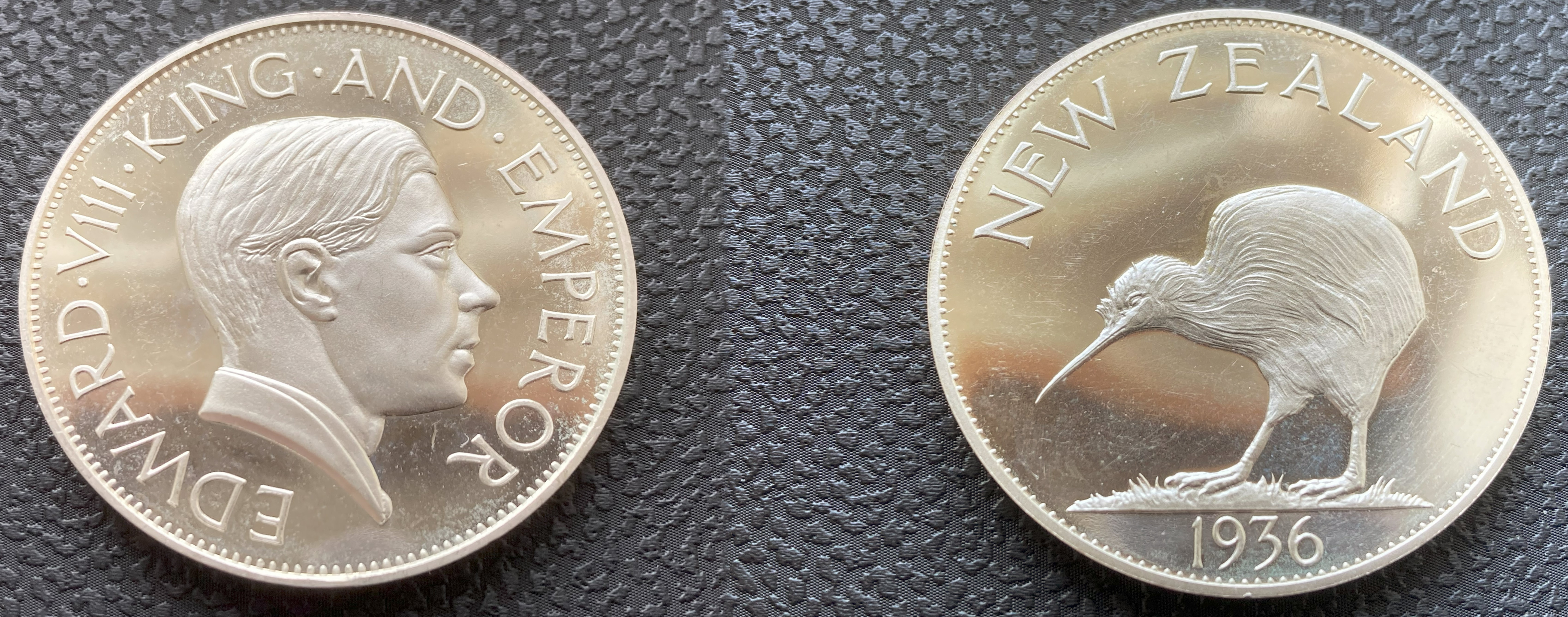
Fikcyjna srebrna „korona” Edwarda VIII z serii mennicy Pobjoy Mint z awersem typu II i rewersem Nowej Zelandii

| Wielka Brytania            | Typ I: Awers z wizerunkiem Edwarda VIII, wykonanym w wysokim reliefie, przedstawiający króla z odkrytą głową, zwróconego w lewą stronę. Wokół przedstawienia królewskiego, wzdłuż krawędzi awersu, biegnie zapisana w języku angielskim inskrypcja EDWARD VIII BY THE GRACE OF GOD („Edward VIII z Bożej łaski”). Obrzeże przy krawędzi awersu jest ząbkowane         | Rewers z przedstawieniem świętego Jerzego, w zbroi i na koniu, zwróconego w prawą stronę. Atakuje on kopią leżącego pod koniem smoka. Pod sceną, w egzerdze, widnieje data 1936. Obrzeże przy krawędzi rewersu jest ząbkowane.                 |
| Brytyjska Afryka Zachodnia | Typ I: Awers z wizerunkiem Edwarda VIII, wykonanym w wysokim reliefie, przedstawiający króla z odkrytą głową, zwróconego w lewą stronę. Wokół przedstawienia królewskiego, wzdłuż krawędzi awersu, biegnie zapisana w języku angielskim inskrypcja EDWARD VIII BY THE GRACE OF GOD („Edward VIII z Bożej łaski”). Obrzeże przy krawędzi awersu jest ząbkowane         | Rewers z przedstawieniem lwa stojącego na wzgórzu. Nad lwem umieszczony jest napis BRITISH WEST AFRICA, a pod lwem, w egzerdze, jest data 1936. Obrzeże przy krawędzi rewersu jest ząbkowane.                                                  |
| Falklandy                  | Typ I: Awers z wizerunkiem Edwarda VIII, wykonanym w wysokim reliefie, przedstawiający króla z odkrytą głową, zwróconego w lewą stronę. Wokół przedstawienia królewskiego, wzdłuż krawędzi awersu, biegnie zapisana w języku angielskim inskrypcja EDWARD VIII BY THE GRACE OF GOD („Edward VIII z Bożej łaski”). Obrzeże przy krawędzi awersu jest ząbkowane         | Rewers z przedstawieniem trzech pingwinów stojących na skałach. Nad nimi widnieje napis FALKLAND ISLANDS, a pod nimi, w egzerdze, jest data 1936. Obrzeże przy krawędzi rewersu jest ząbkowane.                                                |
| Wielka Brytania            | Typ II: Awers z wizerunkiem Edwarda VIII, wykonanym w wysokim reliefie, przedstawiający króla z odkrytą głową, zwróconego w prawą stronę. Wokół przedstawienia królewskiego, wzdłuż krawędzi awersu, biegnie zapisana w języku angielskim inskrypcja EDWARD · VIII · KING · AND · EMPEROR („Edward VIII król i cesarz”). Obrzeże przy krawędzi awersu jest ząbkowane. | Typ I: Rewers z przedstawieniem świętego Jerzego, w zbroi i na koniu, zwróconego w lewą stronę. Przebija on długim mieczem leżącego pod koniem smoka. Pod sceną, w egzerdze, widnieje data 1936. Obrzeże przy krawędzi rewersu jest ząbkowane. |
| Wielka Brytania            | Typ II: Awers z wizerunkiem Edwarda VIII, wykonanym w wysokim reliefie, przedstawiający króla z odkrytą głową, zwróconego w prawą stronę. Wokół przedstawienia królewskiego, wzdłuż krawędzi awersu, biegnie zapisana w języku angielskim inskrypcja EDWARD · VIII · KING · AND · EMPEROR („Edward VIII król i cesarz”). Obrzeże przy krawędzi awersu jest ząbkowane. | Typ II: Rewers ze sceną jak wyżej, ale z datą 1937 w egzerdze |
| Kanada                     | Typ II: Awers z wizerunkiem Edwarda VIII, wykonanym w wysokim reliefie, przedstawiający króla z odkrytą głową, zwróconego w prawą stronę. Wokół przedstawienia królewskiego, wzdłuż krawędzi awersu, biegnie zapisana w języku angielskim inskrypcja EDWARD · VIII · KING · AND · EMPEROR („Edward VIII król i cesarz”). Obrzeże przy krawędzi awersu jest ząbkowane. | Rewers z liściem klonu w centrum, z dwoma wygiętymi kolumnami po bokach. Nad liściem napis CANADA, a pod liściem, w egzerdze, data 1936. Obrzeże przy krawędzi rewersu jest ząbkowane.                                                         |
| Nowa Zelandia              | Typ II: Awers z wizerunkiem Edwarda VIII, wykonanym w wysokim reliefie, przedstawiający króla z odkrytą głową, zwróconego w prawą stronę. Wokół przedstawienia królewskiego, wzdłuż krawędzi awersu, biegnie zapisana w języku angielskim inskrypcja EDWARD · VIII · KING · AND · EMPEROR („Edward VIII król i cesarz”). Obrzeże przy krawędzi awersu jest ząbkowane. | Rewers z przedstawieniem ptaka kiwi zwróconego w lewą stronę. Nad nim widnieje napis NEW ZEALAND. Pod ptakiem, w egzerdze, wybity rok 1936. Obrzeże przy krawędzi rewersu jest ząbkowane.                                                      |

### Fikcyjne medale Edwarda VIII z serii Richarda Lobela (Coincraft)
Począwszy od 1984 roku, wykorzystując medale z serii Hearna jako wzór, swoje własne „korony” Edwarda VIII emitować zaczęła londyńska firma Coincraft, założona przez Richarda Lobela. Utrzymany został rozmiar medali (38 mm) i ich datowanie na rok 1936. Oryginalny awers, używany przez firmę Pinches & Co., został nieco przemodelowany: legenda pozostała wprawdzie ta sama (EDWARD · VIII · KING · & · EMPEROR), ale portret królewski był mniejszy i wykonany w płaskim reliefie, a zamiast ząbkowanej krawędzi awersu był kropkowany okrąg na obrzeżu. Na rewersach medali, wewnątrz kropkowanego okręgu, umieszczone zostały charakterystyczne motywy symbolizujące Wielką Brytanię i jej dominia, kolonie oraz terytoria zależne. W przypadku rewersów symbolizujących Wielką Brytanię, Australię, Bermudy, Cejlon i Nową Zelandię za wzór posłużyły rewersy z medali z serii Hearna, ale Coincraft wyemitował też dodatkowo szereg medali z zupełnie nowymi motywami na rewersie. W sumie cała seria wyemitowana przez firmę Coincraft składała się z medali o dwudziestu czterech różnych wzorach rewersów:

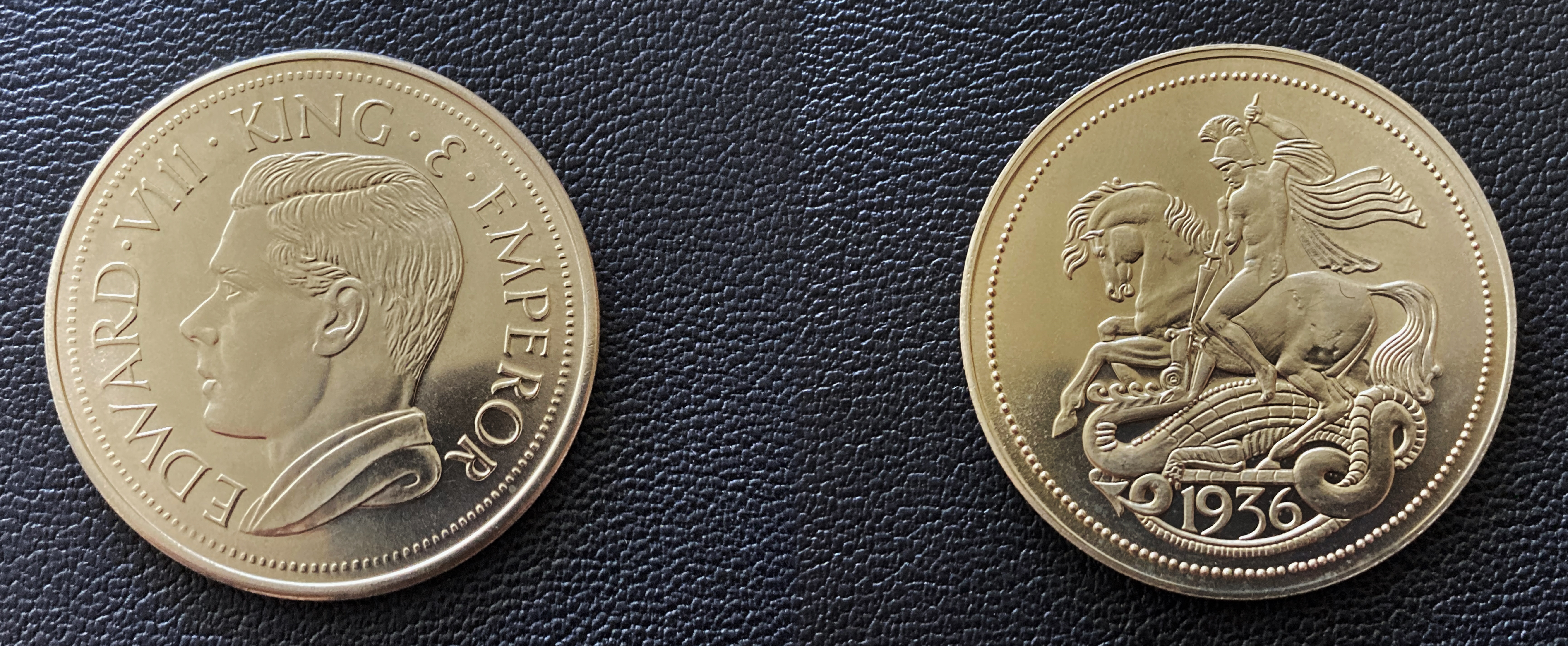
Przykład fikcyjnej „korony” Edwarda VIII z serii Richarda Lobela – rewers Wielkiej Brytanii

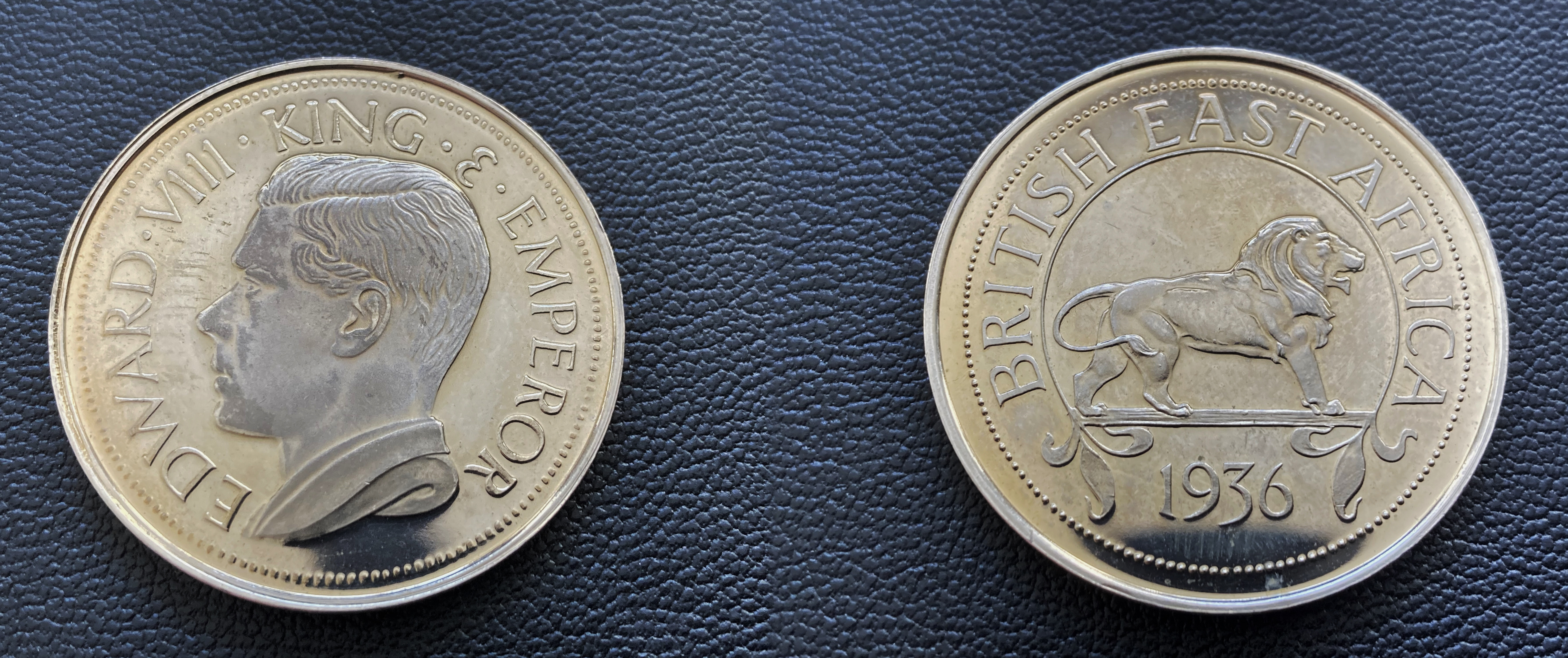
Przykład fikcyjnej „korony” Edwarda VIII z serii Richarda Lobela – rewers Brytyjskiej Afryki Wschodniej

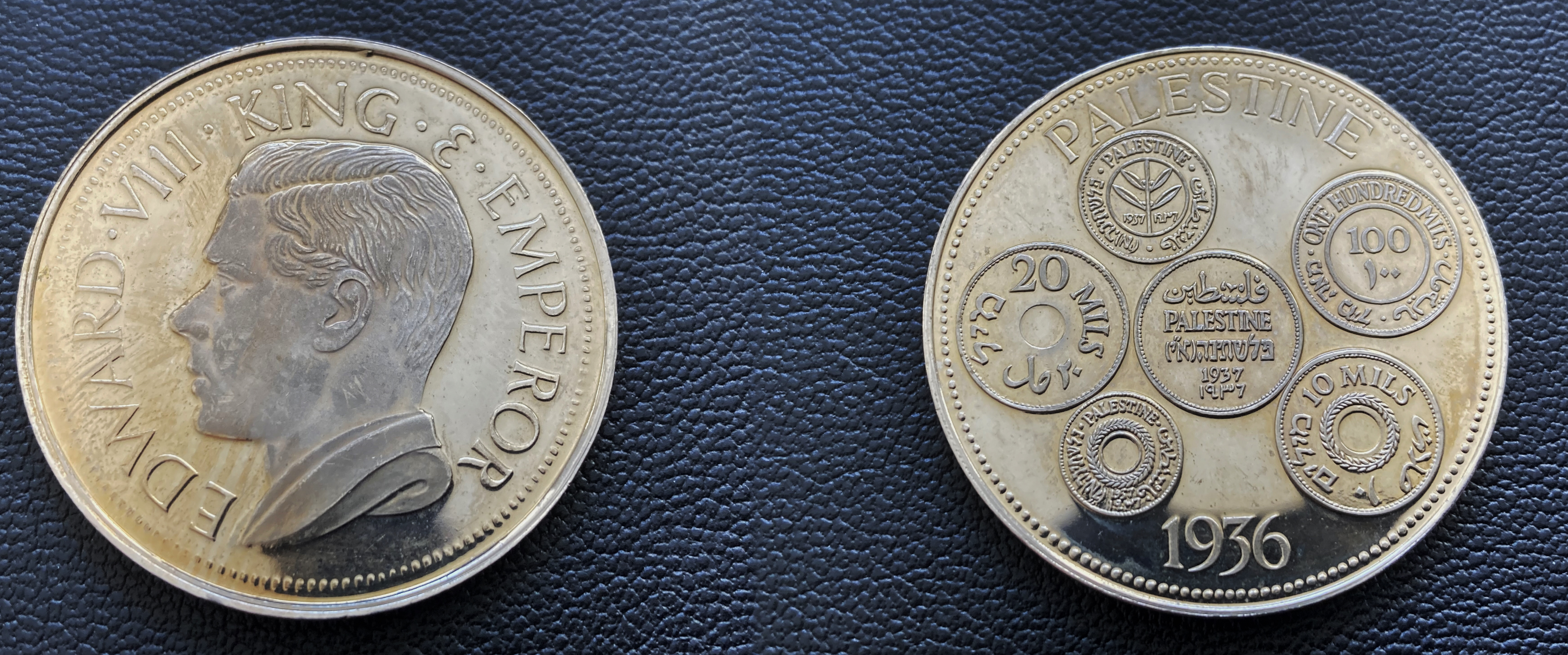
Przykład fikcyjnej „korony” Edwarda VIII z serii Richarda Lobela – rewers Palestyny

- Rewers symbolizujący Wielką Brytanię, ze sceną przedstawiającą świętego Jerzego zabijającego smoka. Święty Jerzy, siedzący na koniu, trzyma w ręku włócznię, której ostrze skierowane jest w stronę leżącego na ziemi smoka. Na dole rewersu, pod ciałem smoka, umieszczona jest data 1936[402][403].
- Rewers symbolizujący Australię, z przedstawieniem kangura. Zwrócony jest on w lewą stronę, a nad nim, wzdłuż górnej krawędzi rewersu, biegnie napis AUSTRALIA. Przed kangurem, na lewo od niego, umieszczona jest data 1936[404][405].
- Rewers symbolizujący Bermudy, z przedstawieniem trzymasztowego żaglowca płynącego po morzu. Żaglowiec skierowany jest w lewą stronę, a nad nim widnieje napis BERMUDA. Na dole rewersu, w egzerdze, umieszczona jest data 1936[406][407].
- Rewers symbolizujący Brytyjską Afrykę Wschodnią, z przedstawieniem stojącego lwa. Zwrócony jest on w prawą stronę, nad nim widnieje napis BRITISH EAST AFRICA, a pod nim data 1936[408][409].
- Rewers symbolizujący Brytyjskie Borneo Północne, z przedstawieniem godła tego byłego brytyjskiego protektoratu. Nad godłem, umieszczonym w centrum, widnieje napis BRITISH NORTH BORNEO, a pod godłem jest data 1936[410][411].
- Rewers symbolizujący Burmę, z przedstawieniem stojącego pawia z rozłożonym ogonem. Nad pawiem widnieje napis BURMA 1936[410][412].
- Rewers symbolizujący Cejlon, z przedstawieniem stojącego słonia. Zwrócony jest on w prawą strone, a nad nim widnieje napis CEYLON. Na prawo od słonia jest data 1936[413][414].
- Rewers symbolizujący Cypr, z przedstawieniem jego godła. Umieszczone centralnie godło, ponad którym widnieje korona i wstęga z napisem CYPRUS, rozdziela znajdującą się po jego bokach datę (19 / 36)[413][415].
- Rewers symbolizujący Falklandy, z przedstawieniem stojącego pingwina. Zwrócony jest on w prawą stronę, nad nim jest napis FALKLAND ISLANDS, a pod nim data 1936[416][417].
- Rewers symbolizujący Gibraltar, z przedstawieniem siedzącego lwa i zamku. Lew trzyma w łapie klucz, a zamek jest za nim. Tło wypełnia napis GIBRALTAR i data 1936[402][418].
- Rewers symbolizujący Hongkong, z przedstawieniem chińskiej dżonki. Umieszczona w centrum dżonka rozdziela znajdujące się po jej bokach chińskie znaki. Ponad nią jest napis HONG KONG, a pod nią data 1936[419][420].
- Rewers symbolizujący Indie, z przedstawieniem tygrysa. Zwrócony jest on w lewą stronę, nad nim jest napis INDIA, a pod nim data 1936[419][421].
- Rewers symbolizujący Kanadę, z przedstawieniem bobra. Zwrócony jest on w prawą stronę, po jego bokach są liście klonu, a nad nim napis CANADA. Pod bobrem, w egzerdze, jest data 1936[422][423].
- Rewers symbolizujący Mauritius, z przedstawieniem ptaka dodo. Ptak zwrócony jest w lewą stronę, a nad nim widnieje symbol kotwicy w koronie. Powyżej jest napis MAURITIUS, a poniżej ptaka dodo data 1936[424][425].
- Rewers symbolizujący Nową Fundlandię, przedstawiający trzymasztowy żaglowiec płynący po morzu. Scena ta umieszczona jest wewnątrz udekorowanego okręgu, a nad nią jest napis NEWFOUNDLAND. Po bokach sceny, rozdzielona przez nią, znajduje się data (19 / 36)[424][426].
- Rewers symbolizujący Nową Gwineę, z przedstawieniem ptaka rajskiego. Ptak ten zwrócony jest w prawą stronę, a nad nim widnieje napis NEW GUINEA. Pod ptakiem, w egzerdze, jest data 1936[427][428].
- Rewers symbolizujący Nową Zelandię, z przedstawieniem ptaka kiwi. Ptak ten zwrócony jest w prawą stronę, nad nim widnieje napis NEW ZEALAND, a pod nim jest data 1936[427][429].
- Rewers symbolizujący Palestynę z wizerunkami palestyńskich monet. Ponad nimi jest napis PALESTINE, a pod nimi data 1936[427][430].
- Rewers symbolizujący Rodezję Południową, z przedstawieniem stojącego koziorożca. Zwrócony jest on w lewą stronę, a przed nim jest symbol ptaka Zimbabwe. Wzdłuż górnej krawędzi rewersu biegnie napis SOUTHERN RHODESIA, a pod koziorożcem jest data 1936[431][432].
- Rewers symbolizujący Sierra Leone, z przedstawieniem lwa. Nad nim znajduje się napis SIERRA LEONE, a pod nim, w egzerdze, data 1936[427][433].
- Rewers symbolizujący Straits Settlements, przedstawiający stojącą Britannię. Britannia trzyma trójząb i tarczę, a za nią w tle jest trzymasztowy żaglowiec. Po obu jej stronach biegnie napis STRAITS SETTLEMENTS, a pod nią, w egzerdze, jest data 1936. Całość otacza pas z wzorami geometrycznymi, umieszczony pomiędzy dwoma okręgami z kropek[434][435].
- Rewers symbolizujący Wyspę Man, ukazujący widok na zamek w Peel, z symbolem triskelionu widniejącym powyżej. Wzdłuż górnej krawędzi rewersu biegnie napis PEEL CASTLE, a wzdłuż dolnej napis ISLE OF MAN. Scena rozdziela umieszczoną po bokach datę (19 / 36)[424][436].
- Rewers symbolizujący Złote Wybrzeże, z przedstawieniem godła tej byłej brytyjskiej kolonii. Nad godłem jest napis GOLD COAST, a pod godłem data 1936[402][437].
- Rewers symbolizujący Związek Południowej Afryki, z przedstawieniem antylopy. Zwrócona jest ona w prawą stronę, a nad nią widnieje data 1936. Pod antylopą, wzdłuż dolnej krawędzi rewersu, biegnie napis SOUTH AFRICA[427][438].

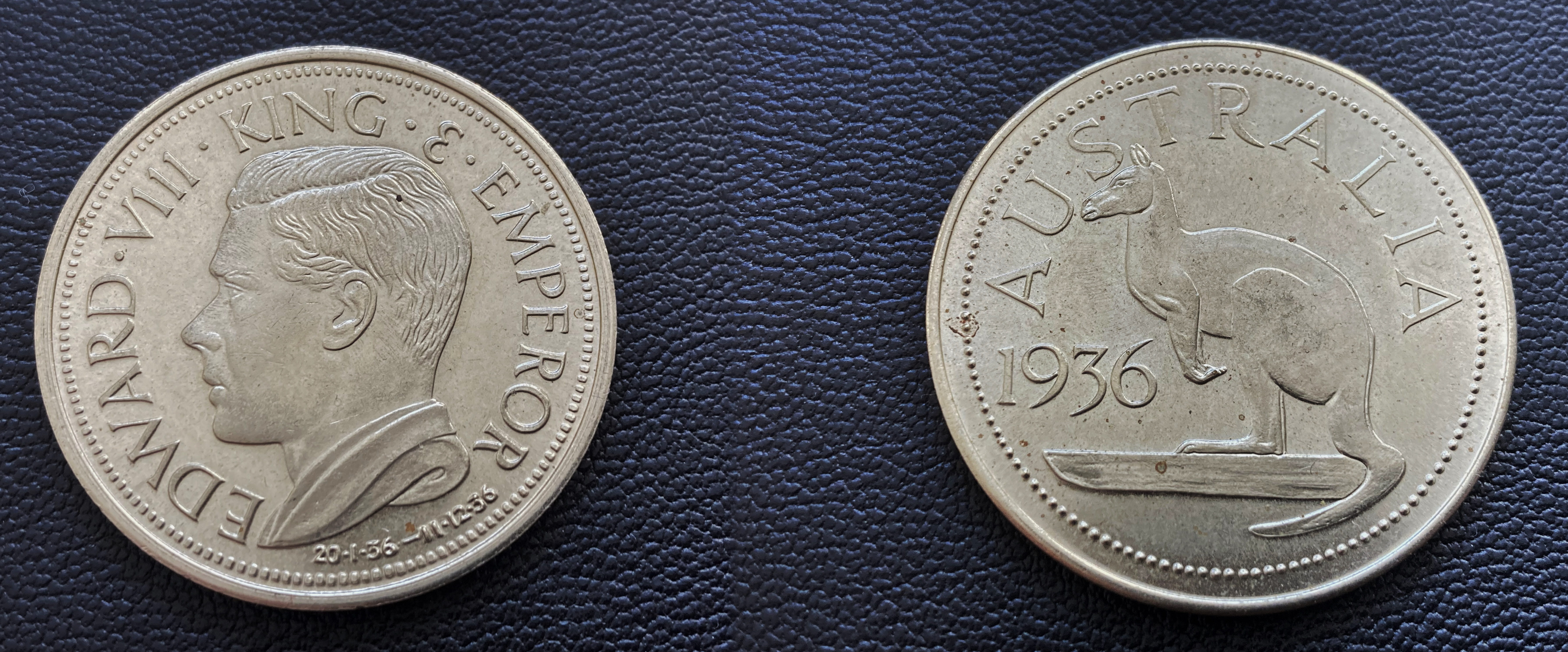
Fikcyjna „korona” Edwarda VIII z serii Richarda Lobela – awers z dodaną datą panowania i rewers Australii

Medale z serii firmy Coincraft wybijane były w złoconej miedzi, miedzioniklu, srebrze i 9-karatowym złocie, zarówno z gładkim, jak i z ząbkowanym rantem. Giordano określa rzadkość medali złotych symbolem S (scarce, 501-1000 egzemplarzy), srebrnych (w tym monet piedfort) symbolem N (normal, 1000-2500 egzemplarzy), a złoconych medali z miedzi i monet miedzioniklowych symbolem C (common, powyżej 2500 egzemplarzy).
Wraz z medalami o średnicy 38 mm Coincraft wyemitował również ich mniejsze wersje – medale o średnicy 22 mm. Wybijane one były jedynie w srebrze i złocie, a ich rant był ząbkowany. Giordano określa rzadkość medali srebrnych symbolem N (normal, 1000-2500 egzemplarzy), a medali złotych symbolem S (scarce, 501-1000 egzemplarzy).
W przypadku medali o średnicy 38 mm reprezentujących Wielką Brytanię i Australię Coincraft wyemitował również „korony” o nieco zmienionym awersie, na którym pod portretem Edwarda VIII umieszczona została data 20.1.36-11.12.36, oznaczająca okres panowania tego króla. Wybite one zostały w złoconej miedzi, miedzioniklu i srebrze. Giordano określa rzadkość tych medali symbolem S (scarce, 501-1000 egzemplarzy).

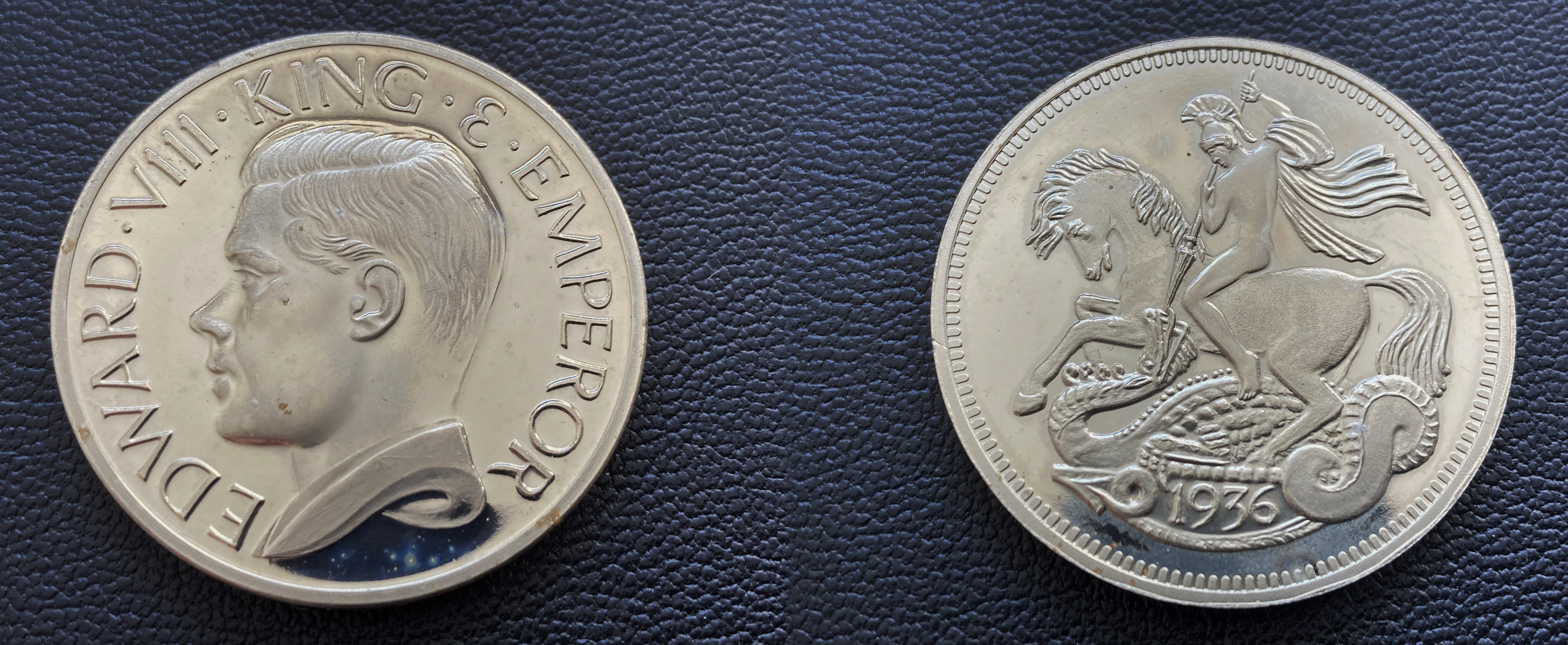
Fikcyjna „korona” Edwarda VIII z serii International Currency Bureau z rewersem Wielkiej Brytanii

### Fikcyjne „korony” Edwarda VIII z serii International Currency Bureau (seria I)
W 1996 roku na rynku numizmatycznym zaczęły pojawiać się nowe „korony” Edwarda VIII, które również wykorzystywały oryginalne wzory z serii Hearna. Produkowane i sprzedawane one były przez londyńską firmę International Currency Bureau (ICB Ltd.). Nowe „korony” – wzorem tych z serii Hearna i Lobela – miały średnicę 38 mm i były datowane na rok 1936. Ich awers naśladował awers „koron” z serii Hearna: inskrypcja pozostała taka sama (EDWARD · VIII · KING · & · EMPEROR), a portret królewski wykonany był ponownie w wysokim reliefie. Sam portret bardzo przypominał ten z serii Hearna, ale był mniej szczegółowy. Inna różnica polegała na tym, że z obrzeża awersu usunięte zostało ząbkowanie przy krawędzi. „Korony” te posiadały cztery różne rewersy (symbolizujące Wielką Brytanię, Australię, Bermudy i Cejlon), które również naśladowały wzory rewersów z serii Hearna:
- Rewers symbolizujący Wielką Brytanię, ze sceną przedstawiającą świętego Jerzego zabijającego smoka. Święty Jerzy, siedzący na koniu, trzyma w ręku włócznię, której ostrze skierowane jest w stronę leżącego na ziemi smoka. Na dole rewersu, pod ciałem smoka, umieszczona jest data 1936. Krawędź rewersu jest ząbkowana[440][441].
- Rewers symbolizujący Australię, z przedstawieniem kangura. Zwrócony jest on w lewą stronę, a nad nim, wzdłuż górnej krawędzi rewersu, biegnie napis AUSTRALIA. Przed kangurem, na lewo od niego, umieszczona jest data 1936. Krawędź rewersu jest ząbkowana[440][442].
- Rewers symbolizujący Bermudy, z przedstawieniem trzymasztowego żaglowca płynącego po morzu. Żaglowiec skierowany jest w lewą stronę, a nad nim widnieje napis BERMUDA. Na dole rewersu, w egzerdze, umieszczona jest data 1936. Krawędź rewersu jest ząbkowana[440].
- Rewers symbolizujący Cejlon, z przedstawieniem stojącego słonia. Zwrócony jest on w prawą strone, a nad nim widnieje napis CEYLON. Na prawo od słonia jest data 1936. Krawędź rewersu jest ząbkowana[440][443].

„Korony” z serii firmy ICB Ltd. wybijane były w miedzi, złoconej miedzi, miedzioniklu i srebrze. Giordano określa rzadkość monet srebrnych symbolem S (scarce, 501-1000 egzemplarzy), a pozostałych monet symbolem N (normal, 1000-2500 egzemplarzy). Rant wszystkich monet był gładki.

### Fikcyjne monety Edwarda VIII z serii mennicy Tower Mint
W 1999 roku dwa zestawy srebrnych fikcyjnych monet Edwarda VIII wyemitowała prywatna brytyjska mennica Tower Mint. Pierwszy zestaw, reprezentujący Wielką Brytanię, składał się z siedmiu monet: pięcioszylingówki, półkorony, florina, szylinga, sześciopensówki i dwóch trzypensówek o różnych rewersach. Drugi zestaw, reprezentujący Australię, składał się z pięciu monet: pięcioszylingówki, dwuszylingówki, szylinga, sześciopensówki i trzypensówki. Na awersie wszystkich monet widnieje ten sam portret Edwarda VIII autorstwa Raphaela Makloufa, któremu towarzyszy tradycyjna inskrypcja królewska (odmienna w obu zestawach). Na rewersach monet brytyjskich widnieją różne motywy wiązane z Wielką Brytanią, natomiast na rewersach wszystkich monet australijskich jest herb Australii. Wszystkie monety z obu zestawów są srebrne, datowane na rok 1937 i mają gładki rant. Giordano określa ich rzadkość symbolem N (normal, 1000-2500 egzemplarzy).

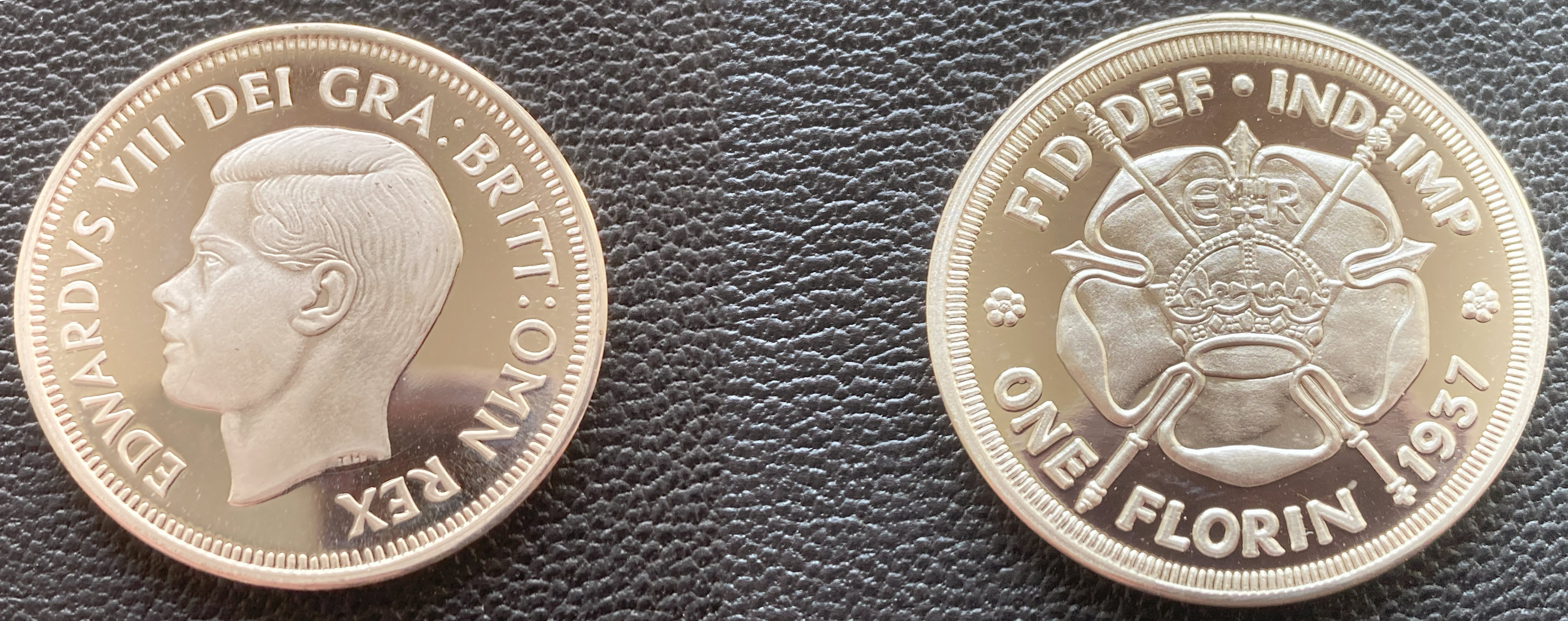
Fikcyjny srebrny florin Edwarda VIII z brytyjskiego zestawu wyemitowanego przez mennicę Tower Mint

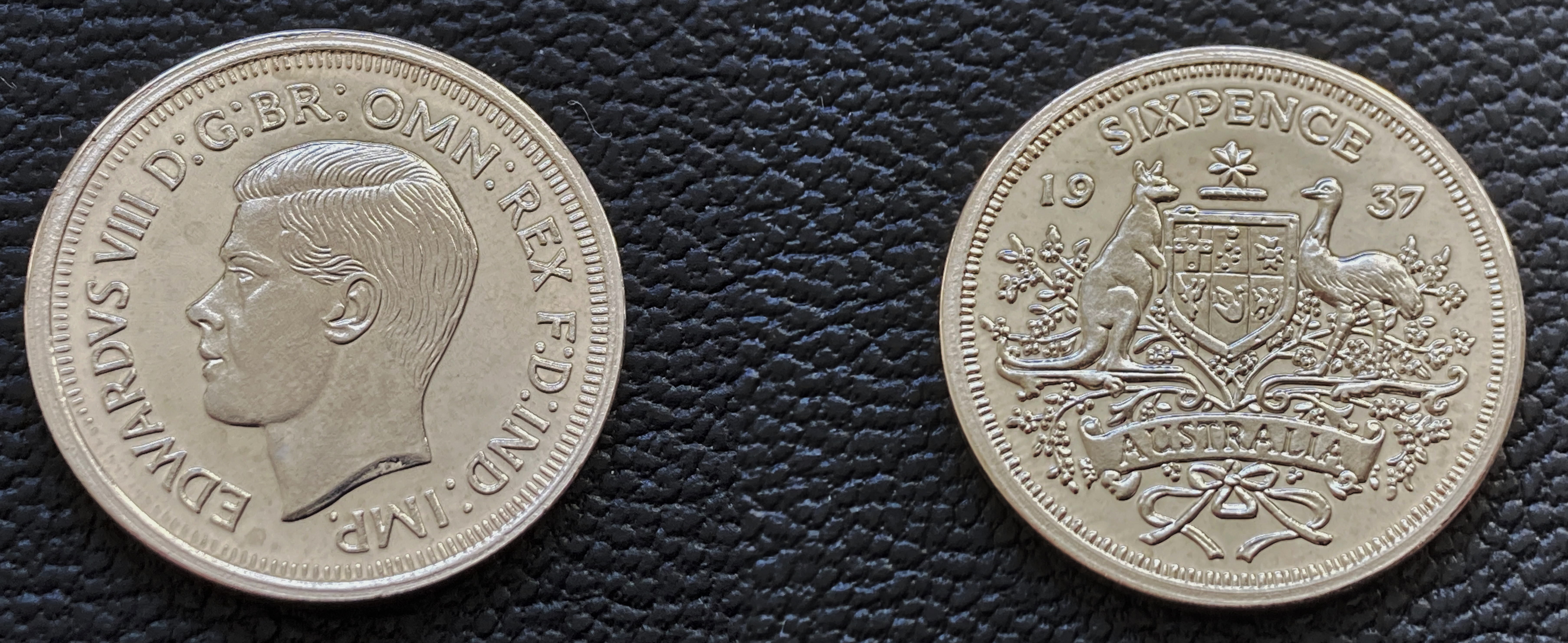
Fikcyjna srebrna sześciopensówka Edwarda VIII z australijskiego zestawu wyemitowanego przez mennicę Tower Mint

| Tabela z fikcyjnymi monetami Edwarda VIII z zestawu brytyjskiego (seria mennicy Tower Mint) | Tabela z fikcyjnymi monetami Edwarda VIII z zestawu brytyjskiego (seria mennicy Tower Mint) | Tabela z fikcyjnymi monetami Edwarda VIII z zestawu brytyjskiego (seria mennicy Tower Mint) | Tabela z fikcyjnymi monetami Edwarda VIII z zestawu brytyjskiego (seria mennicy Tower Mint) |
| Nominał                                                                                     | Awers | Rewers | Średnica                                                                                    |
| ------------------------------------------------------------------------------------------- | --- | --- | ------------------------------------------------------------------------------------------- |
| pięć szylingów                                                                              | Awers autorstwa Raphaela Makloufa z przedstawieniem królewskim z lewego profilu i bez nakrycia głowy. Portret króla otacza legenda EDWARDVS VIII DEI GRA: BRITT: OMN REX. Obrzeże przy krawędzi awersu jest ząbkowane. | W centrum rewersu, wewnątrz zaznaczonego okręgu, przedstawienie świętego Jerzego, na koniu, zwróconego w prawą stronę, zabijającego smoka. Na zewnątrz okręgu, wzdłuż górnej krawędzi rewersu biegnie napis HONI SUIT QUI MAL Y PENSE, a wzdłuż dolnej FIVE SHILLINGS 1937.                                | 38 mm                                                                                       |
| półkorona                                                                                   | Awers autorstwa Raphaela Makloufa z przedstawieniem królewskim z lewego profilu i bez nakrycia głowy. Portret króla otacza legenda EDWARDVS VIII DEI GRA: BRITT: OMN REX. Obrzeże przy krawędzi awersu jest ząbkowane. | W centrum rewersu herb Wielkiej Brytanii z koroną, trzymaczami i dewizą herbową. Korona rozdziela królewski monogram (E / R). Wzdłuż górnej krawędzi rewersu biegnie napis FID: DEF IND: IMP. Poniżej dewizy widnieje data 1937, a pod nią nominał HALFCROWN.                                              | 32 mm                                                                                       |
| florin                                                                                      | Awers autorstwa Raphaela Makloufa z przedstawieniem królewskim z lewego profilu i bez nakrycia głowy. Portret króla otacza legenda EDWARDVS VIII DEI GRA: BRITT: OMN REX. Obrzeże przy krawędzi awersu jest ząbkowane. | W centrum rewersu widnieje korona z monogramem królewskim EVIIIR, leżąca na skrzyżowanych berłach, które z kolei leżą na róży Tudorów. Wzdłuż górnej krawędzi rewersu biegnie napis FID DEF · IND IMP, a wzdłuż dolnej ONE FLORIN 1937.                                                                    | 28 mm                                                                                       |
| szyling                                                                                     | Awers autorstwa Raphaela Makloufa z przedstawieniem królewskim z lewego profilu i bez nakrycia głowy. Portret króla otacza legenda EDWARDVS VIII DEI GRA: BRITT: OMN REX. Obrzeże przy krawędzi awersu jest ząbkowane. | W centrum rewersu herb Wielkiej Brytanii z koroną, trzymaczami i dewizą herbową, rozdzielający monogram królewski (E / R) i datę (19 / 37). Wzdłuż górnej krawędzi rewersu biegnie napis FID: DEF IND: IMP, a wzdłuż dolnej ONE SHILLING.                                                                  | 23 mm                                                                                       |
| sześciopensówka                                                                             | Awers autorstwa Raphaela Makloufa z przedstawieniem królewskim z lewego profilu i bez nakrycia głowy. Portret króla otacza legenda EDWARDVS VIII DEI GRA: BRITT: OMN REX. Obrzeże przy krawędzi awersu jest ząbkowane. | W centrum, w okręgu z kropek, lew stojący na koronie, rozdzielający datę (19 / 37). Po jego bokach monogramy królewskie zwieńczone koronami. Na zewnątrz okręgu z kropek, wzdłuż górnej krawędzi rewersu, biegnie napis FID: DEF IND: IMP, a wzdłuż dolnej napis SIXPENCE.                                 | 19 mm                                                                                       |
| trzypensówka (I)                                                                            | Awers autorstwa Raphaela Makloufa z przedstawieniem królewskim z lewego profilu i bez nakrycia głowy. Portret króla otacza legenda EDWARDVS VIII DEI GRA: BRITT: OMN REX. Obrzeże przy krawędzi awersu jest ząbkowane. | W centrum rewersu monogram królewski E VIII R w koronie, rozdzielający datę (19 / 37). Wzdłuż górnej krawędzi rewersu biegnie napis FID: DEF IND: IMP, a wzdłuż dolnej THREEPENCE. | 16 mm                                                                                       |
| trzypensówka (II)                                                                           | Awers autorstwa Raphaela Makloufa z przedstawieniem królewskim z lewego profilu i bez nakrycia głowy. Portret króla otacza legenda EDWARDVS VIII DEI GRA: BRITT: OMN REX. Obrzeże przy krawędzi awersu jest ząbkowane. | W centrum rewersu, w okręgu z kropek, zawciąg skopiowany z rewersu oficjalnych niklowomosiężnych trzypensówek Edwarda VIII, rozdzielający królewski monogram (E / R). Na zewnątrz okręgu z kropek, wzdłuż górnej krawędzi rewersu, biegnie napis FID: DEF IND: IMP, a wzdłuż dolnej napis THREEPENCE 1937. | 16 mm                                                                                       |

| Tabela z fikcyjnymi monetami Edwarda VIII z zestawu australijskiego (seria mennicy Tower Mint) | Tabela z fikcyjnymi monetami Edwarda VIII z zestawu australijskiego (seria mennicy Tower Mint) | Tabela z fikcyjnymi monetami Edwarda VIII z zestawu australijskiego (seria mennicy Tower Mint) | Tabela z fikcyjnymi monetami Edwarda VIII z zestawu australijskiego (seria mennicy Tower Mint) |
| Nominał                                                                                        | Awers | Rewers | Średnica                                                                                       |
| ---------------------------------------------------------------------------------------------- | --- | --- | ---------------------------------------------------------------------------------------------- |
| pięć szylingów                                                                                 | Awers autorstwa Raphaela Makloufa z przedstawieniem królewskim z lewego profilu i bez nakrycia głowy. Portret króla otacza legenda EDWARDVS VIII D: G: BR: OMN: REX F: D: IND: IMP. Obrzeże przy krawędzi awersu jest ząbkowane. | W centrum rewersu tarcza z herbem Australii z trzymaczami (kangur i emu), a nad nią siedmioramienna gwiazda na zawoju. Pod tarczą wstęga z napisem AUSTRALIA. W tle kwitnące gałęzie akacji. Wzdłuż górnej krawędzi rewersu napis FIVE SHILLINGS, a wzdłuż dolnej data 1937.               | 38 mm                                                                                          |
| dwa szylingi                                                                                   | Awers autorstwa Raphaela Makloufa z przedstawieniem królewskim z lewego profilu i bez nakrycia głowy. Portret króla otacza legenda EDWARDVS VIII D: G: BR: OMN: REX F: D: IND: IMP. Obrzeże przy krawędzi awersu jest ząbkowane. | Rewers jak wyżej, tylko z napisem TWO SHILLINGS. | 28 mm                                                                                          |
| szyling                                                                                        | Awers autorstwa Raphaela Makloufa z przedstawieniem królewskim z lewego profilu i bez nakrycia głowy. Portret króla otacza legenda EDWARDVS VIII D: G: BR: OMN: REX F: D: IND: IMP. Obrzeże przy krawędzi awersu jest ząbkowane. | Rewers jak wyżej, tylko z napisem ONE SHILLING. | 23 mm                                                                                          |
| sześciopensówka                                                                                | Awers autorstwa Raphaela Makloufa z przedstawieniem królewskim z lewego profilu i bez nakrycia głowy. Portret króla otacza legenda EDWARDVS VIII D: G: BR: OMN: REX F: D: IND: IMP. Obrzeże przy krawędzi awersu jest ząbkowane. | W centrum rewersu tarcza z herbem Australii z trzymaczami (kangur i emu), a nad nią siedmioramienna gwiazda na zawoju. Pod tarczą wstęga z napisem AUSTRALIA. W tle kwitnące gałęzie akacji. Wzdłuż górnej krawędzi rewersu napis SIXPENCE. Tarcza z trzymaczami rozdziela datę (19 / 37). | 18 mm                                                                                          |
| trzypensówka                                                                                   | Awers autorstwa Raphaela Makloufa z przedstawieniem królewskim z lewego profilu i bez nakrycia głowy. Portret króla otacza legenda EDWARDVS VIII D: G: BR: OMN: REX F: D: IND: IMP. Obrzeże przy krawędzi awersu jest ząbkowane. | Rewers jak wyżej, tylko z napisem THREEPENCE. | 16 mm                                                                                          |

### Fikcyjne monety/medale Edwarda VIII z serii International Numismatic Agencies (INA)
W 2000 roku kolejne fikcyjne monety/medale Edwarda VIII wyemitowała firma International Numismatic Agencies (INA). Monety/medale te bite były w dwóch rozmiarach (38 i 36 mm) i niemal wszystkie datowane były na rok 1937. Do użycia na ich awersach przygotowano dwa różne portrety z lewym profilem Edwarda VIII, jeden bez korony i drugi w koronie, oba autorstwa Donalda R. Goldera (jego inicjały DRG widnieją pod obu portretami). Portret bez korony wzorowany był na oficjalnym portrecie królewskim autorstwa Humphreya Pageta, zaaprobowanym przez Mennicę Królewską, natomiast portret w koronie wykazuje duże podobieństwo do portretu Edwarda VIII z medali koronacyjnych wyemitowanych w 1936 roku przez J. Moore Ltd. Jako legendy na awersach użyto kilku różniących się od siebie inskrypcji królewskich. Obrzeża awersów były ząbkowane przy krawędzi. Na rewersach umieszczone zostały tradycyjnie motywy symbolizujące Wielką Brytanię i jej terytoria zamorskie (Australia, Cypr, Jersey, Kanada, Nowa Zelandia, Rodezja Południowa i Związek Południowej Afryki). Obrzeża rewersów też były ząbkowane przy krawędzi.

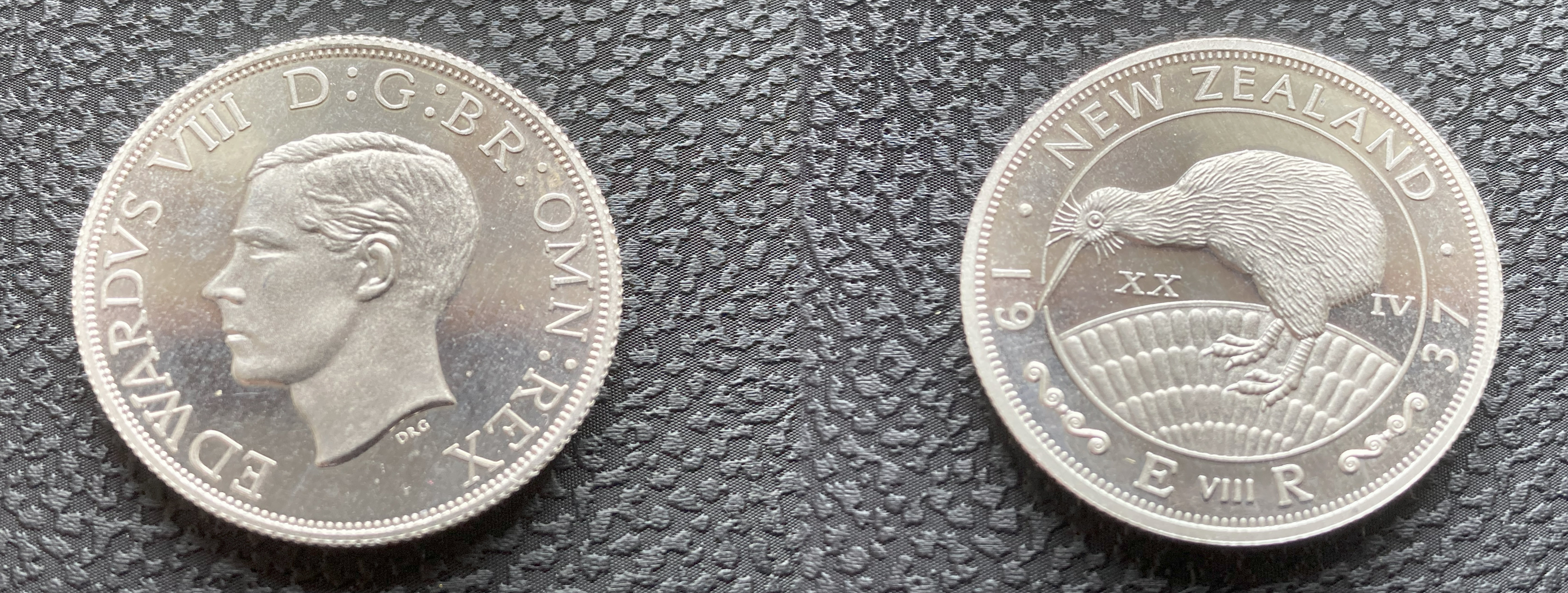
Fikcyjna moneta/medal Edwarda VIII z serii International Currency Bureau (seria II) z rewersem Nowej Zelandii

Monety/medale bite były w aluminium, ołowiu, miedzi, złoconej miedzi, srebrze (też w wersji piedfort o grubości 6 mm) i 22-karatowym złocie (.916). Giordano określa rzadkość monet miedzianych, złoconych miedzianych i srebrnych symbolem C (common, powyżej 2500 egzemplarzy), monet aluminiowych i srebrnych piedfort symbolem N (normal, 1000-2500 egzemplarzy), monet z ołowiu symbolem S (scarce, 501-1000 egzemplarzy), a monet złotych symbolem RR (very rare, 101-250 egzemplarzy). Rant wszystkich monet/medali może być gładki lub ząbkowany.

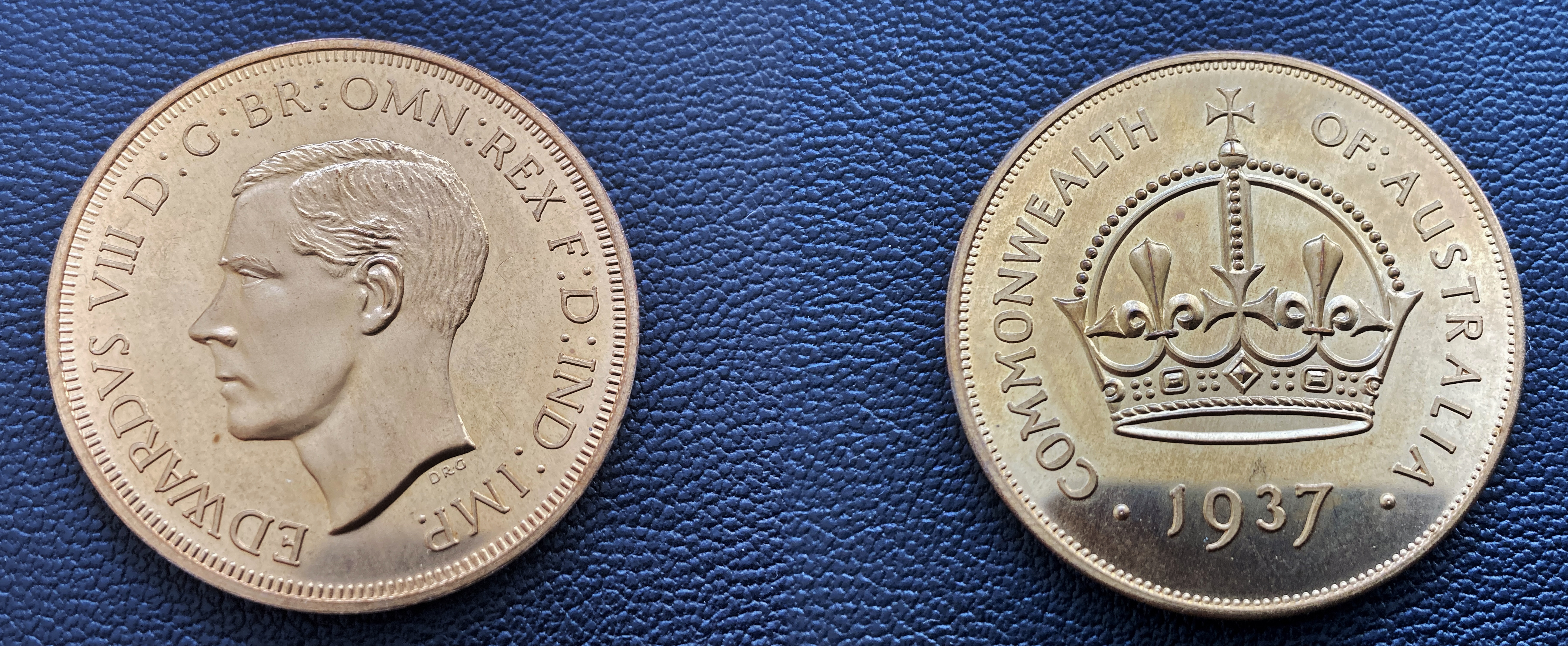
Fikcyjny medal Edwarda VIII z serii International Numismatic Agencies – awers z portretem bez korony, rewers Australii

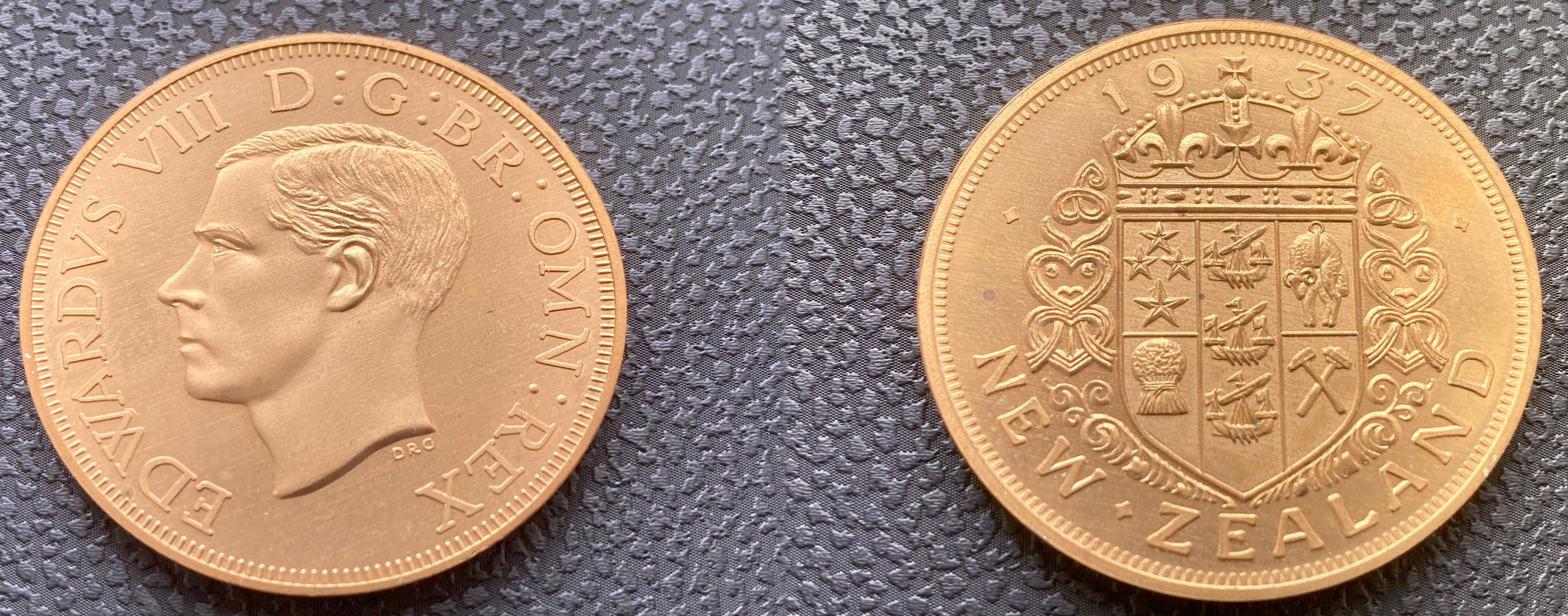
Fikcyjny medal Edwarda VIII z serii International Numismatic Agencies – awers z portretem bez korony, rewers Nowej Zelandii

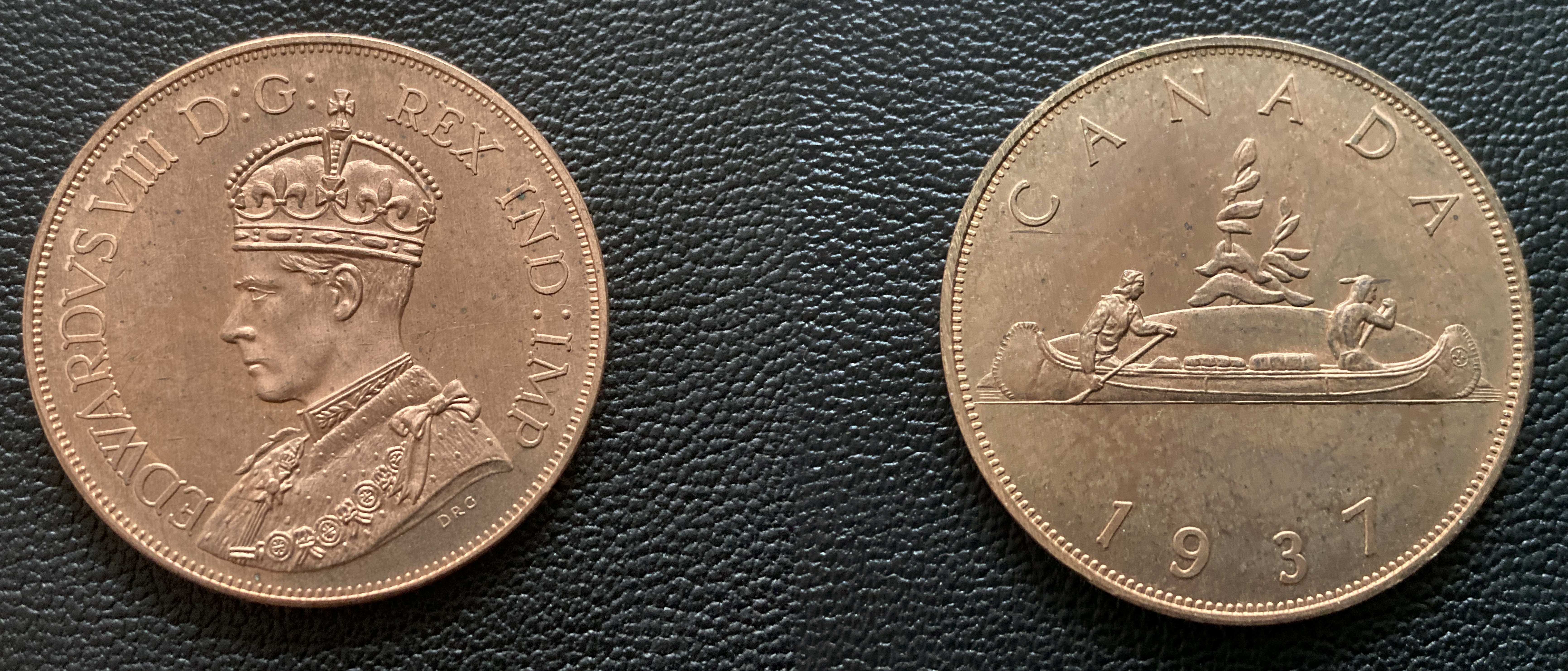
Fikcyjny medal Edwarda VIII z serii International Numismatic Agencies – awers z portretem w koronie, rewers Kanady

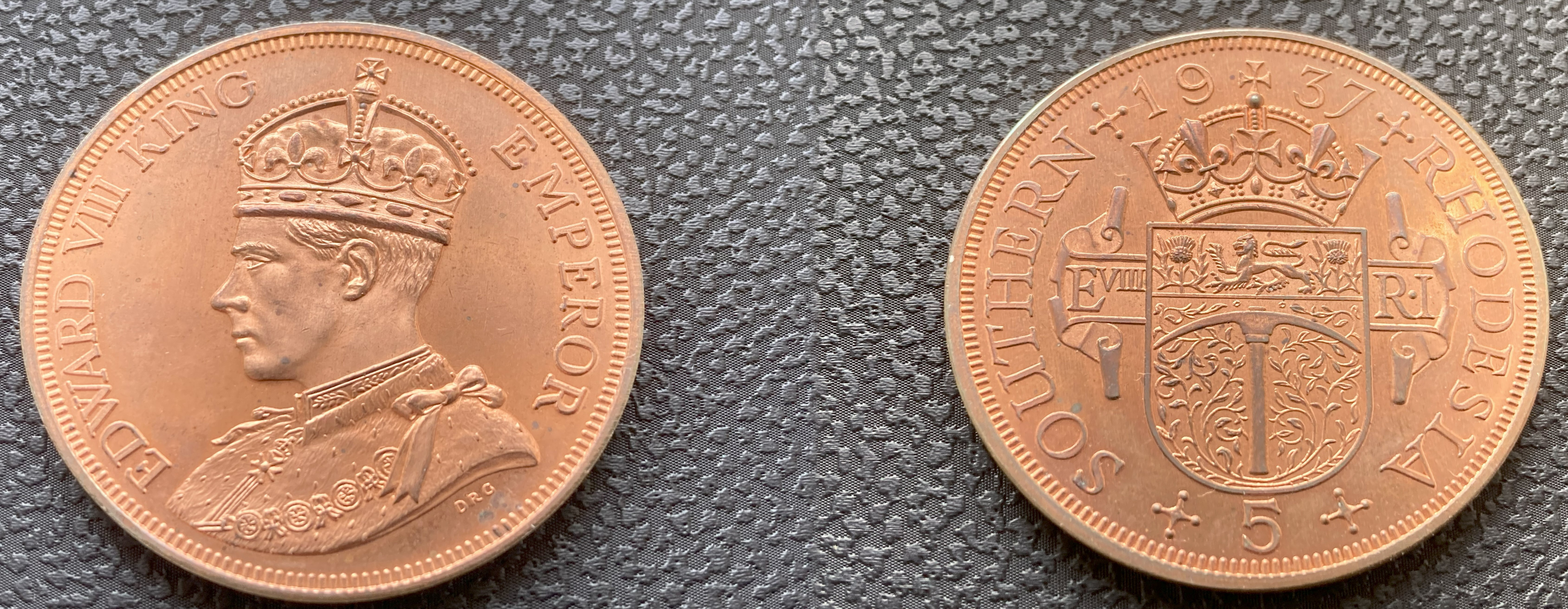
Fikcyjny medal Edwarda VIII z serii International Numismatic Agencies – awers z portretem w koronie, rewers Rodezji Południowej

| Tabela z zestawieniem wszystkich wzorów awersów i rewersów fikcyjnych monet Edwarda VIII z serii International Numismatic Agencies | Tabela z zestawieniem wszystkich wzorów awersów i rewersów fikcyjnych monet Edwarda VIII z serii International Numismatic Agencies | Tabela z zestawieniem wszystkich wzorów awersów i rewersów fikcyjnych monet Edwarda VIII z serii International Numismatic Agencies | Tabela z zestawieniem wszystkich wzorów awersów i rewersów fikcyjnych monet Edwarda VIII z serii International Numismatic Agencies | Tabela z zestawieniem wszystkich wzorów awersów i rewersów fikcyjnych monet Edwarda VIII z serii International Numismatic Agencies | Tabela z zestawieniem wszystkich wzorów awersów i rewersów fikcyjnych monet Edwarda VIII z serii International Numismatic Agencies | Tabela z zestawieniem wszystkich wzorów awersów i rewersów fikcyjnych monet Edwarda VIII z serii International Numismatic Agencies | Tabela z zestawieniem wszystkich wzorów awersów i rewersów fikcyjnych monet Edwarda VIII z serii International Numismatic Agencies |
| Rewers | Awers z portretem królewskim bez korony z inskrypcją EDWARDVS VIII D: G: BR: OMN: REX F: D: IND: IMP.                              | Awers z portretem królewskim bez korony z inskrypcją EDWARDVS VIII D: G: BR: OMN: REX                                              | Awers z portretem królewskim bez korony z inskrypcją EDWARDVS VIII D: G: REX IND: IMP                                              | Awers z portretem królewskim w koronie z inskrypcją EDWARD VIII KING EMPEROR                                                       | Awers z portretem królewskim w koronie z inskrypcją EDWARDVS VIII REX IMPERATOR                                                    | Awers z portretem królewskim w koronie z inskrypcją EDWARDVS VIII D: G: REX IND: IMP                                               | Średnica monety |
| --- | --- | --- | --- | --- | --- | --- | --- |
| Wielka Brytania (rewers typu I): Herb Wielkiej Brytanii na tarczy i w koronie, z trzymaczami po bokach (lew i jednorożec). Pod herbem dewiza korony angielskiej Dieu et mon droit. Herb rozdziela monogram królewski E / R (obie litery są przyozdobione koronami). Wzdłuż dolnej krawędzi rewersu biegnie napis ANNO: 1936. | + | + | | | | | 38 mm |
| Wielka Brytania (rewers typu II): Korona w centrum otoczona wieńcem z koniczyną, ostami i różami. Wzdłuż krawędzi rewersu biegnie napis ·IND· ·IMP· ·FID· ·DEF· i data ·1937·. | + | + | | | | | 38 mm |
| Wielka Brytania (rewers typu III): Order Podwiązki w centrum. Powyżej i poniżej niego tarcze z herbem Anglii, a po jego bokach tarcze z herbami Irlandii (lewa strona) i Szkocji (prawa strona). Wszystkie tarcze herbowe, tworzące razem krzyż, zwieńczone są koronami. Przestrzeń pomiędzy tarczami zajmują dwa długie berła krzyżujące się w centrum. Wzdłuż krawędzi rewersu biegnie napis BRITT: REX: 19 / 37 FID: DEF:. Znany jest też wariant tego rewersu z błędem w napisie (zamiast REX jest REG). | | | + | | | + | 36 mm |
| Australia: Centrum rewersu zajmuje duża korona, pod którą widnieje data ·1937·. Wzdłuż krawędzi rewersu biegnie napis COMMONWEALTH OF: AUSTRALIA. | + | + | | + | + | | 38 mm |
| Cypr: W centrum rewersu para stylizowanych lwów zwróconych w lewą stronę. Wzdłuż krawędzi rewersu biegnie napis CYPRUS · 1937 / MODEL · FORTYFIVE PIASTRES. | | + | | + | | | 38 mm |
| Jersey: W centrum rewersu tarcza z herbem Jersey ze stylizowanym przedstawieniem trzech lwów zwróconych w lewą stronę. Tarcza rozdziela umieszczoną po bokach datę (19 / 37). Wzdłuż górnej krawędzi rewersu biegnie napis STATES OF JERSEY, a wzdłuż dolnej MODEL FOUR SHILLINGS. | | | + | | | + | 36 mm |
| Kanada: W centrum rewersu płynące canoe z wiosłującymi Indianinem i traperem. Powyżej nich napis CANADA, a pod nimi data 1937. | | | + | | | + | 36 mm |
| Nowa Zelandia: W centrum rewersu tarcza w koronie z herbem Nowej Zelandii. Nad koroną data 1937, a pod tarczą napis NEW · ZEALAND. | | + | | + | + | | 38 mm |
| Rodezja Południowa: W centrum rewersu tarcza w koronie z herbem Rodezji Południowej, która rozdziela monogram królewski EVIII / R · I. Wzdłuż krawędzi rewersu biegnie napis SOUTHERN + 19 / 37 + RHODESIA. Pod tarczą widnieje nominał (5). | + | + | | + | + | | 38 mm |
| Związek Południowej Afryki: W centrum rewersu tarcza w koronie z herbem Związku Południowej Afryki, która rozdziela umieszczoną po bokach datę (19 / 37). Na lewo od tarczy, wzdłuż krawędzi rewersu, biegnie napis SOUTH AFRICA, a na prawo od tarczy, też wzdłuż krawędzi rewersu, biegnie napis ZUID AFRIKA. Pod tarczą widnieje nominał (5). | + | + | | + | | | 38 mm |

### Fikcyjne monety/medale Edwarda VIII z serii International Currency Bureau (seria II)
W 2008 roku kolejna seria fikcyjnych medali/monet Edwarda VIII wyemitowana została przez International Currency Bureau. Miały one dwa rozmiary (30 mm i 32 mm) i bite były w miedzi, złoconej miedzi, miedzioniklu, srebrze i 22-karatowym złocie. Na ich awersie umieszczony został portret Edwarda VIII bez korony autorstwa D.R. Goldera, który wykorzystany został już wcześniej w serii INA z 2000 roku. Został on nieco przemodelowany, aby bardziej przypominał zaaprobowany portret królewski autorstwa Humphreya Pageta z 1936 roku. Jako legendy na awersie użyto oficjalnej legendy królewskiej przeznaczonej dla srebrnych monet Edwarda VIII. Na rewersach medali/monet znalazły się tradycyjnie motywy reprezentujące różne kraje: Wielką Brytanię (cztery różne rewersy), Australię, Indie, Kanadę i Nową Zelandię. Na rewersach umieszczona została też data (1936 lub 1937), a w niektórych przypadkach też i nominał. Rant wszystkich medali/monet był gładki. Giordano określa rzadkość monet/medali miedzianych, złoconych miedzianych i miedzioniklowych symbolem N (normal, 1000-2500 egzemplarzy), srebrnych symbolem S (scarce, 501-1000 egzemplarzy), a monet/medali złotych symbolem RR (very rare, 101-250 egzemplarzy).
| Tabela z fikcyjnymi medalami/monetami Edwarda VIII z serii International Currency Bureau (seria II) | Tabela z fikcyjnymi medalami/monetami Edwarda VIII z serii International Currency Bureau (seria II) | Tabela z fikcyjnymi medalami/monetami Edwarda VIII z serii International Currency Bureau (seria II) | Tabela z fikcyjnymi medalami/monetami Edwarda VIII z serii International Currency Bureau (seria II) |
| Kraj                                                                                                | Awers | Rewers | Średnica                                                                                            |
| --------------------------------------------------------------------------------------------------- | --- | --- | --------------------------------------------------------------------------------------------------- |
| Wielka Brytania (florin – typ I)                                                                    | Awers autorstwa D.R. Goldera z przedstawieniem królewskim z lewego profilu i bez nakrycia głowy. Portret króla otacza legenda EDWARDVS VIII D: G: BR: OMN: REX. Obrzeże przy krawędzi awersu jest ząbkowane. Inicjały autora (DRG) umieszczone są pod portretem. | W centrum rewersu postać stojącej Britanni, z głową zwróconą w prawą stronę, trzymającej w rękach trójząb i tarczę. W tle za nią jest morze, a na prawo od niej widnieje nominał 2s. Po bokach, wzdłuż krawędzi rewersu, biegnie inskrypcja FIDEI DEFENSOR INDIAE IMPERATOR. Pod Britannią, na dole rewersu, jest data 1936. | 30 mm                                                                                               |
| Wielka Brytania (florin – typ II)                                                                   | Awers autorstwa D.R. Goldera z przedstawieniem królewskim z lewego profilu i bez nakrycia głowy. Portret króla otacza legenda EDWARDVS VIII D: G: BR: OMN: REX. Obrzeże przy krawędzi awersu jest ząbkowane. Inicjały autora (DRG) umieszczone są pod portretem. | Z centrum rewersu wychodzą cztery berła zwieńczone koronami, tworzące razem krzyż. Pomiędzy nimi są cztery tarcze z herbami narodowymi. Wzdłuż krawędzi rewersu biegnie inskrypcja FID · DEF / IND · IMP / 2 SHILL / ANNO 1937.                                                                                              | 30 mm                                                                                               |
| Wielka Brytania (półkorona – typ I)                                                                 | Awers autorstwa D.R. Goldera z przedstawieniem królewskim z lewego profilu i bez nakrycia głowy. Portret króla otacza legenda EDWARDVS VIII D: G: BR: OMN: REX. Obrzeże przy krawędzi awersu jest ząbkowane. Inicjały autora (DRG) umieszczone są pod portretem. | W centrum rewersu sztandar z herbem Wielkiej Brytanii, rozdzielający ukoronowany monogram królewski (E / R). Wzdłuż krawędzi rewersu biegnie inskrypcja FID: DEF: IND: IMP / 2s. 6d. · ANNO · 1936. | 32 mm                                                                                               |
| Wielka Brytania (półkorona – typ II)                                                                | Awers autorstwa D.R. Goldera z przedstawieniem królewskim z lewego profilu i bez nakrycia głowy. Portret króla otacza legenda EDWARDVS VIII D: G: BR: OMN: REX. Obrzeże przy krawędzi awersu jest ząbkowane. Inicjały autora (DRG) umieszczone są pod portretem. | W centrum rewersu stylizowana scena ze świętym Jerzym zabijającym smoka. Święty Jerzy, na koniu i z wyciągniętym mieczem, zwrócony jest w lewą stronę, a smok leży pod jego koniem. Na prawo od świętego Jerzego widnieje nominał (2'6), a nad sceną jest data 1937.                                                         | 32 mm                                                                                               |
| Australia                                                                                           | Awers autorstwa D.R. Goldera z przedstawieniem królewskim z lewego profilu i bez nakrycia głowy. Portret króla otacza legenda EDWARDVS VIII D: G: BR: OMN: REX. Obrzeże przy krawędzi awersu jest ząbkowane. Inicjały autora (DRG) umieszczone są pod portretem. | W centrum rewersu tarcza z herbem Australii w koronie i z trzymaczami. Ponad nią inskrypcja FID DEF EVIIIR IND: IMP. Pod tarczą data 1937, a pod nią napis AUSTRALIA. | 30 mm                                                                                               |
| Indie                                                                                               | Awers autorstwa D.R. Goldera z przedstawieniem królewskim z lewego profilu i bez nakrycia głowy. Portret króla otacza legenda EDWARDVS VIII D: G: BR: OMN: REX. Obrzeże przy krawędzi awersu jest ząbkowane. Inicjały autora (DRG) umieszczone są pod portretem. | Inskrypcja w pięciu linijkach (od góry do dołu): INDIA / (napis w piśmie arabskim/perskim) / DOLLAR / 2 RUPEES 8 ANNAS / 1936. Po lewej stronie rewersu, w tle, duża cyfra 1. | 32 mm                                                                                               |
| Kanada                                                                                              | Awers autorstwa D.R. Goldera z przedstawieniem królewskim z lewego profilu i bez nakrycia głowy. Portret króla otacza legenda EDWARDVS VIII D: G: BR: OMN: REX. Obrzeże przy krawędzi awersu jest ząbkowane. Inicjały autora (DRG) umieszczone są pod portretem. | W centrum rewersu tarcza z herbem Kanady w koronie i z trzymaczami, rozdzielająca ukoronowany monogram królewski (E / R). Ponad koroną data 1937, a pod tarczą napis CANADA. | 30 mm                                                                                               |
| Nowa Zelandia                                                                                       | Awers autorstwa D.R. Goldera z przedstawieniem królewskim z lewego profilu i bez nakrycia głowy. Portret króla otacza legenda EDWARDVS VIII D: G: BR: OMN: REX. Obrzeże przy krawędzi awersu jest ząbkowane. Inicjały autora (DRG) umieszczone są pod portretem. | W centrum rewersu, w zaznaczonym okręgu, stojący ptak kiwi rozdzielający rzymskie cyfry XX i IV. Na zewnątrz okręgu, wzdłuż górnej krawędzi rewersu, biegnie napis NEW ZEALAND, a wzdłuż dolnej krawędzi napis 19 ~ EVIIIR ~ 37.                                                                                             | 30 mm                                                                                               |

### Fikcyjne monety/medale Edwarda VIII z serii International Numismatic Agencies (seria II)
W 2012 roku kolejna seria fikcyjnych medali/monet Edwarda VIII wyemitowana została przez International Numismatic Agencies (INA).
Pierwszą grupę w tej serii stanowią medale/monety mniejsze, o średnicy 29 i 32mm. Na ich awersie umieszczony został portret Edwarda VIII bez korony autorstwa Percy’ego Metcalfe’a. Wizerunek króla, przedstawionego z prawego profilu, otacza inskrypcja EDWARDVS VIII D: G: BR: OMN: REX F: D: IND: IMP: . Na rewersach medali/monet z tej grupy znalazły się tradycyjnie motywy reprezentujące różne kraje: Wielką Brytanię (dwa różne rewersy), Australię, Kanadę i Nową Zelandię. Na rewersie umieszczona została też data (1936 lub 1937), a w niektórych przypadkach też i nominał. Wszystkie medale/monety bite były w ośmiu metalach i stopach: w srebrze (.925 Silver), w stopie ze złotem (Golden Alloy), w miedzi (Copper), w pozłacanej miedzi (Gold-Coated Copper), w aluminium (Aluminium), w polerowanej stali (Polished Steel), w stopie cyny z antymonem (Pewter) i w nowym srebrze (Nickel Silver). W każdym z tych metali i stopów wybito po 36 medali/monet z każdym z pięciu typów rewersu (18 egzemplarzy z rantem gładkim i 18 egzemplarzy z rantem ząbkowanym).
| Tabela z fikcyjnymi medalami/monetami Edwarda VIII z serii International Numismatic Agencies (medale/monety mniejsze z awersem autorstwa Percy’ego Metcalfe’a z legendą bez daty) | Tabela z fikcyjnymi medalami/monetami Edwarda VIII z serii International Numismatic Agencies (medale/monety mniejsze z awersem autorstwa Percy’ego Metcalfe’a z legendą bez daty) | Tabela z fikcyjnymi medalami/monetami Edwarda VIII z serii International Numismatic Agencies (medale/monety mniejsze z awersem autorstwa Percy’ego Metcalfe’a z legendą bez daty) | Tabela z fikcyjnymi medalami/monetami Edwarda VIII z serii International Numismatic Agencies (medale/monety mniejsze z awersem autorstwa Percy’ego Metcalfe’a z legendą bez daty) |
| Kraj | Awers | Rewers | Średnica |
| --- | --- | --- | --- |
| Wielka Brytania (typ I) | Awers autorstwa Percy’ego Metcalfe’a z przedstawieniem królewskim z prawego profilu i bez nakrycia głowy. Portret króla otacza legenda EDWARDVS VIII D: G: BR: OMN: REX F: D: IND: IMP: . Obrzeże przy krawędzi awersu jest ząbkowane. Inicjały autora (P.M.) umieszczone są pod portretem. | W centrum rewersu sztandar z herbem Wielkiej Brytanii, rozdzielający ukoronowany monogram królewski (E / R). Wzdłuż krawędzi rewersu biegnie inskrypcja FID: DEF: IND: IMP / 2s. 6d. · ANNO · 1936. | 32 mm |
| Wielka Brytania (typ II) | Awers autorstwa Percy’ego Metcalfe’a z przedstawieniem królewskim z prawego profilu i bez nakrycia głowy. Portret króla otacza legenda EDWARDVS VIII D: G: BR: OMN: REX F: D: IND: IMP: . Obrzeże przy krawędzi awersu jest ząbkowane. Inicjały autora (P.M.) umieszczone są pod portretem. | W centrum rewersu stylizowana scena ze świętym Jerzym zabijającym smoka (wzorowana na rewersie z tzw. Rocking Horse Crown z 1935 roku). Święty Jerzy, na koniu, z wyciągniętym mieczem i z tarczą, zwrócony jest w lewą stronę, a smok leży pod jego koniem. Na prawo od świętego Jerzego widnieje nominał (2'6), a nad sceną jest data 1937. | 32 mm |
| Australia | Awers autorstwa Percy’ego Metcalfe’a z przedstawieniem królewskim z prawego profilu i bez nakrycia głowy. Portret króla otacza legenda EDWARDVS VIII D: G: BR: OMN: REX F: D: IND: IMP: . Obrzeże przy krawędzi awersu jest ząbkowane. Inicjały autora (P.M.) umieszczone są pod portretem. | W centrum rewersu tarcza z herbem Australii w koronie i z trzymaczami (kangur i emu). Ponad nią inskrypcja FID DEF EVIIIR IND: IMP. Pod tarczą data 1937, a pod nią napis AUSTRALIA. | 29 mm |
| Kanada | Awers autorstwa Percy’ego Metcalfe’a z przedstawieniem królewskim z prawego profilu i bez nakrycia głowy. Portret króla otacza legenda EDWARDVS VIII D: G: BR: OMN: REX F: D: IND: IMP: . Obrzeże przy krawędzi awersu jest ząbkowane. Inicjały autora (P.M.) umieszczone są pod portretem. | W centrum rewersu tarcza z herbem Kanady w koronie i z trzymaczami (lew i jednorożec), rozdzielająca ukoronowany monogram królewski (E / R). Ponad koroną data 1937, a pod tarczą napis CANADA. | 29 mm |
| Nowa Zelandia | Awers autorstwa Percy’ego Metcalfe’a z przedstawieniem królewskim z prawego profilu i bez nakrycia głowy. Portret króla otacza legenda EDWARDVS VIII D: G: BR: OMN: REX F: D: IND: IMP: . Obrzeże przy krawędzi awersu jest ząbkowane. Inicjały autora (P.M.) umieszczone są pod portretem. | W centrum rewersu, w zaznaczonym okręgu, stojący ptak kiwi rozdzielający rzymskie cyfry XX i IV. Na zewnątrz okręgu, wzdłuż górnej krawędzi rewersu, biegnie napis NEW ZEALAND, a wzdłuż dolnej krawędzi napis 19 ~ EVIIIR ~ 37. | 29 mm |

Drugą grupę z tej serii stanowią „korony” (38,6 mm) z tradycyjnie brytyjskimi rewersami. Podobnie jak w przypadku medali/monet z grupy pierwszej mają one na awersie portret Edwarda VIII bez korony autorstwa Percy’ego Metcalfe’a. Wizerunek króla, przedstawionego z prawego profilu, otacza tu jednak legenda z dodaną na końcu datą 1936 zapisaną rzymskimi literami: EDWARDVS VIII D: G: BR: OMN: REX F: D: MCMXXXVI . Awers ten występuje z dwoma różnymi typami rewersów, na których widnieją klasyczne motywy znane z brytyjskich monet i medali: wieniec z koroną autorstwa George’a Krugera Graya i scena walki świętego Jerzego ze smokiem autorstwa Williama Wyona. Wszystkie te „korony” też bite były w ośmiu metalach i stopach: w srebrze (.925 Silver), w stopie ze złotem (Golden Alloy), w miedzi (Copper), w pozłacanej miedzi (Gold-Coated Copper), w aluminium (Aluminium), w polerowanej stali (Polished Steel), w stopie cyny z antymonem (Pewter) i w nowym srebrze (Nickel Silver). W każdym z tych metali i stopów wybito po 200 „koron” z każdym z typów rewersu (100 egzemplarzy z rantem gładkim i 100 egzemplarzy z rantem ząbkowanym).
| Tabela z fikcyjnymi „koronami” Edwarda VIII z serii International Numismatic Agencies (awers autorstwa Percy’ego Metcalfe’a z dodaną do legendy rzymską datą MCMXXXVI) | Tabela z fikcyjnymi „koronami” Edwarda VIII z serii International Numismatic Agencies (awers autorstwa Percy’ego Metcalfe’a z dodaną do legendy rzymską datą MCMXXXVI) | Tabela z fikcyjnymi „koronami” Edwarda VIII z serii International Numismatic Agencies (awers autorstwa Percy’ego Metcalfe’a z dodaną do legendy rzymską datą MCMXXXVI) | Tabela z fikcyjnymi „koronami” Edwarda VIII z serii International Numismatic Agencies (awers autorstwa Percy’ego Metcalfe’a z dodaną do legendy rzymską datą MCMXXXVI) |
| Kraj | Awers | Rewers | Średnica |
| --- | --- | --- | --- |
| Wielka Brytania (typ I) | Awers autorstwa Percy’ego Metcalfe’a z przedstawieniem królewskim z prawego profilu i bez nakrycia głowy. Portret króla otacza legenda EDWARDVS VIII D: G: BR: OMN: REX F: D: MCMXXXVI . Obrzeże przy krawędzi awersu jest ząbkowane. Inicjały autora (P.M.) umieszczone są pod portretem. | Rewers z koroną i wieńcem wzorowany na klasycznym rewersie brytyjskich koron z lat 1927-1936 autorstwa George’a Krugera Graya. W centrum rewersu widnieje duża korona, a nad nią jest data 1936. Na lewo od korony widoczny jest niewielki napis TRIAL. Całość otacza wieniec z kwiatami z wplecioną inskrypcją ·FID· ·DEF· ·IND· ·IMP· ·EDW. / VIII· . | 38,6 mm |
| Wielka Brytania (typ II) | Awers autorstwa Percy’ego Metcalfe’a z przedstawieniem królewskim z prawego profilu i bez nakrycia głowy. Portret króla otacza legenda EDWARDVS VIII D: G: BR: OMN: REX F: D: MCMXXXVI . Obrzeże przy krawędzi awersu jest ząbkowane. Inicjały autora (P.M.) umieszczone są pod portretem. | Rewers wzorowany na klasycznym przedstawieniu walki świętego Jerzego ze smokiem autorstwa Williama Wyona. W centrum rewersu święty Jerzy, na koniu, przebija włócznią leżącego pod koniem smoka. Rewers pozbawiony jest inskrypcji i daty. | 38,6 mm |

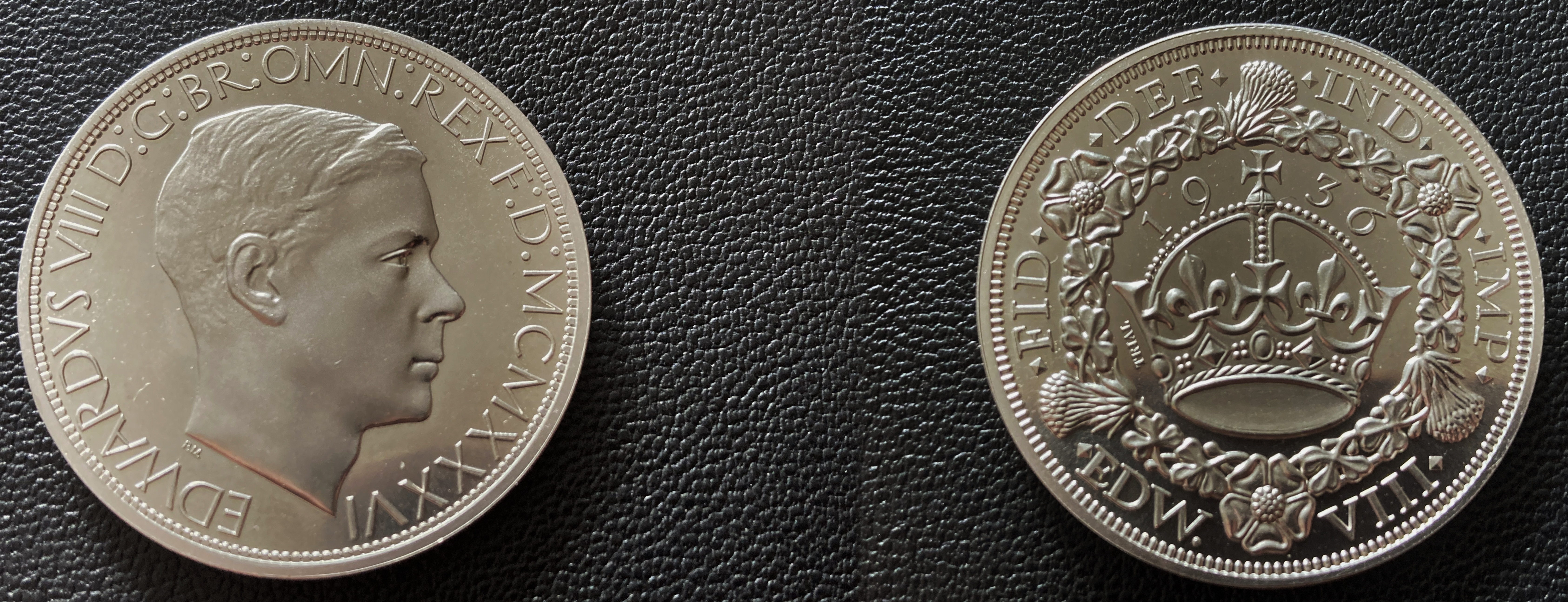
Fikcyjna „korona” z serii INA - awers z datą MCMXXXVI i rewers z wieńcem i koroną

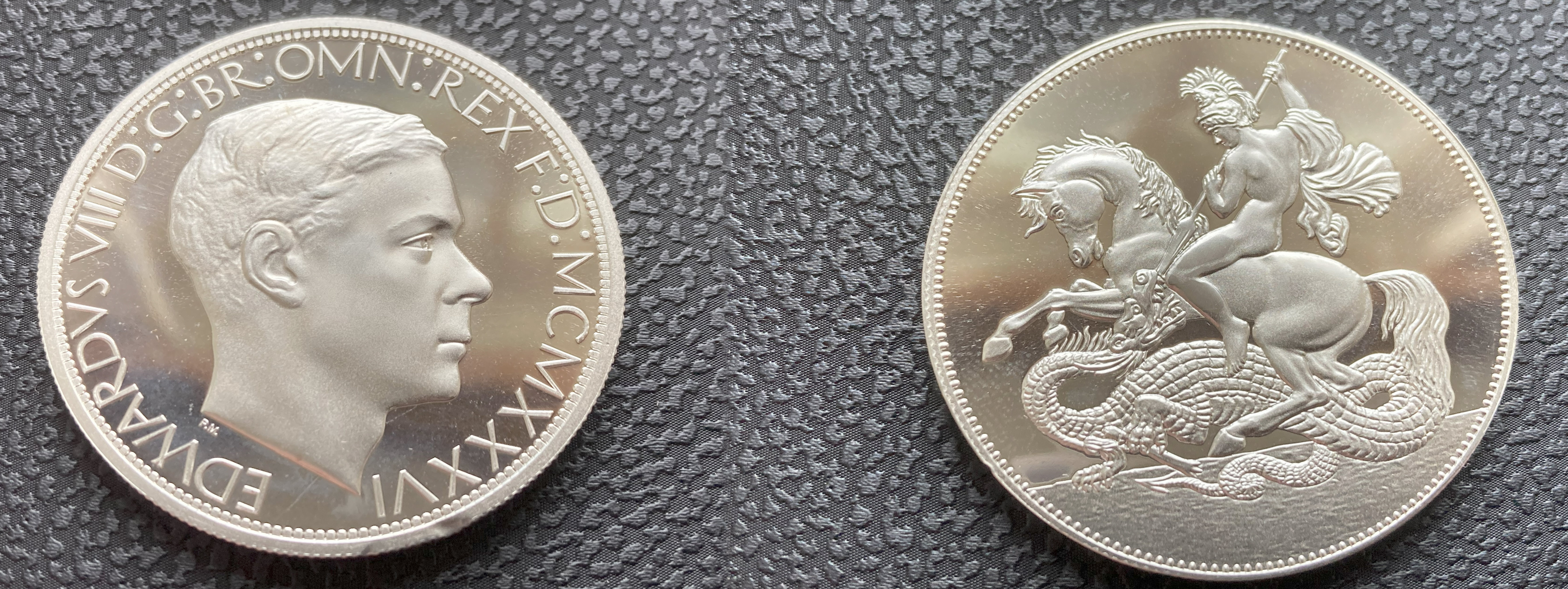
Fikcyjna „korona” z serii INA - awers z datą MCMXXXVI i rewers ze sceną walki świętego Jerzego ze smokiem

Trzecią grupę w tej serii stanowią pozostałe „korony” Edwarda VIII z czterema różnymi awersami i ośmioma różnymi rewersami. Na dwóch z tych awersów widnieje znany już portret z prawym profilem Edwarda VIII autorstwa Percy’ego Metcalfe’a. Różnią się one od siebie datą umieszczoną w legendzie obiegającej królewski portret: w pierwszym przypadku do końca legendy dodana została data 1936 (EDWARDVS VIII D: G: BR: OMN: REX F: D: 1936), a w drugim data 1937 (EDWARDVS VIII D: G: BR: OMN: REX F: D: IND: IMP: 1937). Na dwóch pozostałych awersach widnieje z kolei portret z lewym profilem Edwarda VIII (też bez korony) autorstwa Donalda R. Goldera (jego inicjały D.R.G widnieją pod portretem). Portret ten, znany już z „koron” z serii International Currency Bureau (seria II), został tu wyraźnie powiększony. Oba awersy mają tę samą legendę (EDWARDVS VIII D: G: BR: OMN: REX), a różnica między nimi polega na tym, że na jednym z nich, na prawo od portretu króla, umieszczona została dodatkowo data 1937. Na rewersach tych „koron” widnieją tradycyjnie motywy symbolizujące Wielką Brytanię (trzy różne rewersy), Australię (dwa różne rewersy), Irladnię, Kanadę, Nową Zelandię (dwa różne rewersy), Szkocję, Walię i Wyspę Man. Podobnie jak w poprzednich przypadkach „korony” te też bite były w ośmiu metalach i stopach: w srebrze (.925 Silver), w stopie ze złotem (Golden Alloy), w miedzi (Copper), w pozłacanej miedzi (Gold-Coated Copper), w aluminium (Aluminium), w polerowanej stali (Polished Steel), w stopie cyny z antymonem (Pewter) i w nowym srebrze (Nickel Silver). W każdym z tych metali i stopów wybito od 24 do 36 „koron” z każdym z typów rewersu (12, 15 lub 18 egzemplarzy z rantem gładkim i 12, 15 lub 18 egzemplarzy z rantem ząbkowanym).
| Tabela z zestawieniem pozostałych wzorów awersów i rewersów fikcyjnych „koron” Edwarda VIII z serii International Numismatic Agencies (awers autorstwa Percy’ego Metcalfe’a z dodaną do legendy datą 1936/1937 i awers autorstwa Donalda R. Goldera)                                                             | Tabela z zestawieniem pozostałych wzorów awersów i rewersów fikcyjnych „koron” Edwarda VIII z serii International Numismatic Agencies (awers autorstwa Percy’ego Metcalfe’a z dodaną do legendy datą 1936/1937 i awers autorstwa Donalda R. Goldera) | Tabela z zestawieniem pozostałych wzorów awersów i rewersów fikcyjnych „koron” Edwarda VIII z serii International Numismatic Agencies (awers autorstwa Percy’ego Metcalfe’a z dodaną do legendy datą 1936/1937 i awers autorstwa Donalda R. Goldera) | Tabela z zestawieniem pozostałych wzorów awersów i rewersów fikcyjnych „koron” Edwarda VIII z serii International Numismatic Agencies (awers autorstwa Percy’ego Metcalfe’a z dodaną do legendy datą 1936/1937 i awers autorstwa Donalda R. Goldera) | Tabela z zestawieniem pozostałych wzorów awersów i rewersów fikcyjnych „koron” Edwarda VIII z serii International Numismatic Agencies (awers autorstwa Percy’ego Metcalfe’a z dodaną do legendy datą 1936/1937 i awers autorstwa Donalda R. Goldera) | Tabela z zestawieniem pozostałych wzorów awersów i rewersów fikcyjnych „koron” Edwarda VIII z serii International Numismatic Agencies (awers autorstwa Percy’ego Metcalfe’a z dodaną do legendy datą 1936/1937 i awers autorstwa Donalda R. Goldera) |
| Rewers | Awers z portretem króla z prawego profilu autorstwa Percy’ego Metcalfe’a z inskrypcją EDWARDVS VIII D: G: BR: OMN: REX F: D: 1936 | Awers z portretem króla z prawego profilu autorstwa Percy’ego Metcalfe’a z inskrypcją EDWARDVS VIII D: G: BR: OMN: REX F: D: IND: IMP: 1937 | Awers z portretem króla z lewego profilu autorstwa D.R. Goldera z inskrypcją EDWARDVS VIII D: G: BR: OMN: REX | Awers z portretem króla z lewego profilu autorstwa D.R. Goldera z inskrypcją EDWARDVS VIII D: G: BR: OMN: REX i z dodaną datą 1937 na prawo od portretu króla                                                                                        | Średnica monety |
| --- | --- | --- | --- | --- | --- |
| Wielka Brytania (rewers typu I): Scena wzorowana na klasycznym przedstawieniu walki świętego Jerzego ze smokiem autorstwa Benedetta Pistrucciego. Bez daty i inskrypcji. | + | | | + | 38 mm |
| Wielka Brytania (rewers typu II): Scena wzorowana na klasycznym przedstawieniu walki świętego Jerzego ze smokiem autorstwa Percy’ego Metcalfe’a. Nad sceną napis DECUS ET TUTAMEN („ozdoba i ochrona”). | + | + | + | + | 38 mm |
| Wielka Brytania (rewers typu III): Tarcza herbowa z herbem Wielkiej Brytanii zwieńczona koroną. Po bokach napis Honi soit qui mal y pense (z języka anglo-normandzkiego, tłum. „hańba na tego, kto myśli źle o tym”). Przy obrzeżu rewersu, wzdłuż jego krawędzi, druga inskrypcja: IMPERAT FIDEI DEFENS INDIAE. | + | + | + | | 38 mm |
| Australia (rewers typu I): W centrum mapa Australii z koroną w środku. poniżej emu z kangurem. Na lewo od mapy napis ADVANCE, a na prawo od mapy napis AUSTRALIA. | | | + | | 38 mm |
| Australia (rewers typu II): W centrum korona, a pod nią wieniec. Po obu stronach nominał (5 / s.). Nad koroną napis SYDNEY, pod wieńcem napis NEW SOUTH WALES. | | | + | | 38 mm |
| Irlandia: W centrum herb Irlandii z harfą zwieńczony koroną. Pod herbem napis HIBERNIA, a po bokach łaciński napis TUAETUR / UNITA DEUS, znaczący „niech Bóg strzeże zjednoczone (królestwa)”. | | + | + | | 38 mm |
| Kanada: W centrum canoe z płynącymi w prawą stronę indianinem i traperem. W tle ziemia z drzewami. Powyżej napis CANADA, a pod canoe przedstawienie liścia klonowego. | + | | | | 38 mm |
| Nowa Zelandia (rewers typu I): W centrum mapa Nowej Zelandii, a na lewo od niej kompas. Na prawo od mapy statek żaglowy z umieszczonym pod nim napisem ENDEAVOUR. Po lewej stronie rewersu napis NEW ZEALAND. Przy obrzeżu ozdobniki w formie gwiazdek.                                                          | | | + | | 38 mm |
| Nowa Zelandia (rewers typu II): Rewers upamiętniający podpisanie traktatu Waitangi w 1840 roku. W centrum wódz Maorysów i przedstawiciel Korony Brytyjskiej podają sobie ręce. Nad nimi korona. Po bokach napis NEW ZEALAND / WAITANGI +. Pod obu postaciami napis TREATY 1840.                                  | | + | | | 38 mm |
| Szkocja: W centrum tarcza herbowa z herbem Szkocji zwieńczona koroną i monogramem królewskim ER. Pod tarczą napis SCOTLAND. Wzdłuż obrzeża napis: QUAE DEUS CONIUNXIT NEMO SEPARET („Niech nikt nie rozdzela tego, co Bóg złączył”).                                                                             | | + | + | | 38mm |
| Walia: W centrum flaga Walii ze smokiem walijskim zwieńczona koroną. Po bokach korony napis ANNO / DOM. Pod flagą oznaka księcia Walii, a po jej bokach nominał (5 / s.) i napis WALES / CYMRU. | | + | | | 38 mm |
| Wyspa Man: W centrum mapa Wyspy Man z naniesionym na nią triskelionem (trzy zgięte i połączone ludzkie nogi zakute w zbroję). Wokół, wzdłuż obrzeża rewersu, biegnie inskrypcja Quocunque Jeceris Stabit ("gdziekolwiek mnie rzucisz, będę stał"), będąca dewizą z herbu Wyspy Man.                              | + | | | | 38 mm |